# Коронавірусна хвороба 2019 у Палестині
Спалах коронавірусної хвороби 2019 у Палестині — це поширення пандемії коронавірусної хвороби 2019 на територію Палестинської національної адміністрації. Перший випадок хвороби в Палестині зареєстровано 5 березня 2020 року в місті Вифлеєм. Міністерство охорони здоров'я Палестини повідомило, що перші випадки були виявлені в районі готелю в Вифлеємі, який наприкінці лютого відвідала група грецьких туристів, у двох з яких пізніше діагностували коронавірусну хворобу.
Наприкінці березня влада Ізраїлю конфіскувала намети, частина з яких призначалась для польової лікарні неподалік села Хірбет-Ібзік, та заблокувала спорудження ще однієї лікарні на початковій стадії на палестинській території в Хевроні, де склалась надзвичайна ситуація, на підставі відсутності в неї ізраїльського дозволу на будівництво. Високопоставлений представник Організації Об'єднаних Націй в регіоні на відеоконференції, скликаною Радою Безпеки ООН, заявив, що ізраїльтяни та палестинці співпрацюють безпрецедентним чином для подолання пандемії хвороби, проте Ізраїль повинен зробити більше для захисту здоров'я всіх людей, які знаходяться на територіях під його контролем.
Згідно з аналізом видання «Гаарец», опублікованим 22 липня 2020 року, існує ймовірність того, що поєднання всіх перерахованих подій, пов'язаних із поширенням коронавірусної хвороби на палестинській території, може призвести до серйозних наслідків аж до виходу ситуації з-під контролю. Після розриву координації служб безпеки та розриву цивільних зв'язків з Ізраїлем палестинці припинили координацію лікування пацієнтів із Ізраїлем, припинили приймати пошту та пакети через ізраїльські порти, та розірвали координацію зі Збройними силами Ізраїлю, а також із Шин Бет. Також припинено нагляд за перетином кордону з Ізраїлем. Окрім цього, до серйозних економічних наслідків призвела суперечка палестинських та ізраїльських органів влади щодо податкових надходжень.
Перші два випадки у секторі Гази зареєстровані 21 березня в місті Газа. 24 серпня зареєстровані підтверджені випадки хвороби за межами карантинних центрів. 31 серпня, за словами координатора з гуманітарних питань ООН Джеймі Макголдріка, протягом останніх тижнів у секторі Газа спостерігалось погіршення стану забезпечення електроенергією, що викликало серйозне занепокоєння, оскільки відключення електроенергії серйозно зачепило лікарні та критичну інфраструктуру. Вакцинація проти COVID-19 розпочалась 21 березня 2021 року.

## Поширення хвороби

### Вифлеєм
Вифлеєм ще на початку березня першим на палестинській території пережив спалах коронавірусної хвороби. Місто було закрито на карантин 7 березня, у зв'язку з виявленням на Західному березі річки Йордан 16 випадків коронавірусної хвороби, включно з 9 випадками у Вифлеємі.

### Палестинські табори біженців
Переповнені табори палестинських біженців стикаються з серйозною загрозою у випадку поширення коронавірусної хвороби. 22 квітня першим випадком коронавірусної хвороби в таборі біженців Вавель, розташованому в Лівані, став палестинець із Сирії. 24 квітня міністерство закордонних справ та емігрантів Палестини підтвердило виявлення ще 4 випадків у таборі біженців Аль-Джаліль, унаслідок чого загальна кількість випадків у таборах біженців збільшилась до 5.

### Східний Єрусалим

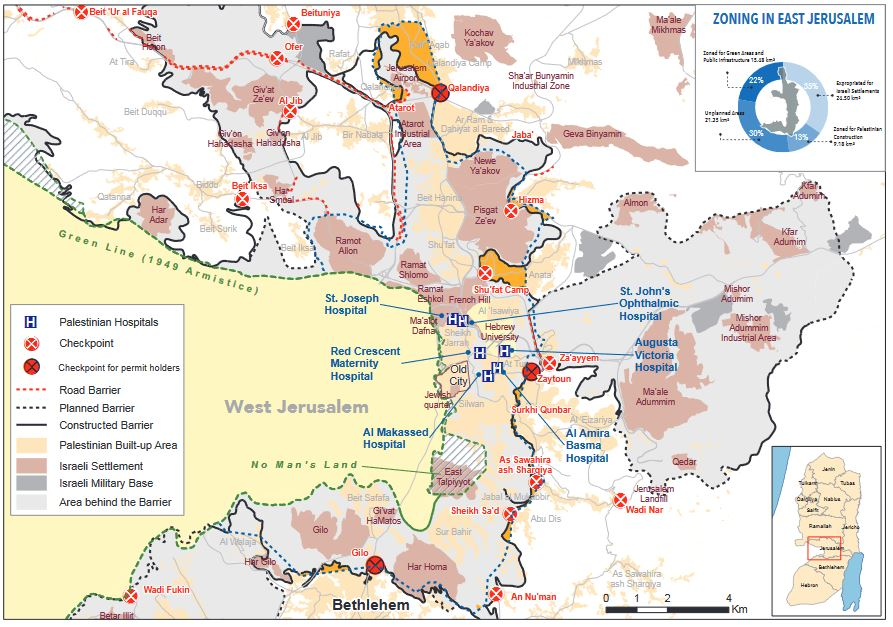
Мережа лікарняних закладів у Східному Єрусалимі

За даними ВООЗ, лікування хворих коронавірусною хворобою проводиться у Східному Єрусалимі в Східно-Єрусалимській лікарняній мережі та лікарнях в Ізраїлі, ізраїльські органи охорони здоров'я відкрили 10 тестових центрів у Шуафаті, таборі біженців Шуафат, Сільване, Сур-Бахері, Джабаль-Мукабері, Бейт-Сафафі та Єрусалимі. Мережа лікарень Східного Єрусалиму включає в себе 6 лікарень: Ісламську благодійну лікарню Макассед, лікарню Августи Вікторії, лікарню Палестинського товариства Червоного Півмісяця, очну лікарню святого Іоанна Єрусалимського, лікарняний центр принцеси Басма, та лікарню святого Йосифа. У вересні 2018 року США скоротили фінансування східноєрусалимської лікарняної мережі на 25 мільйонів доларів США, що становить 40 % витрат на ці лікувальні заклади.
Ізраїльські високопосадовці висловили занепокоєння тим, що коронавірусна хвороба може поширитися в арабських кварталах Східного Єрусалиму, які є частиною муніципалітету Єрусалиму, проте адміністративно належать до Західного берега річки Йордан. Район міста Кафр-Акаб, в якому проживає 60–70 тисяч жителів, та табір біженців Шуафат, де мешкає близько 80 тисяч осіб, не мають достатнього рівня медичного обслуговування.
20 травня 2020 року повідомлено, що на підтримку роботи лікарень Східного Єрусалиму виділено кошти на загальну суму 17 мільйонів євро, які надали Європейський Союз (13 мільйонів євро), Фінляндія (3 мільйони євро) та Італія (1 мільйон євро).
17 червня 2020 року ЄС та ВООЗ доставили засоби індивідуального захисту та інші предмети медичного застосування до мережі лікарень Східного Єрусалиму. Цей пакет допомоги включає засоби індивідуального захисту та дезінфікуючі засоби для всіх шести лікарень мережі, включно 56 тисяч пар рукавичок; 10 тисяч хірургічних халатів та 1600 звичайних медичних халатів, 2050 бахіл, 100 медичних захисних окулярів, 6 тисяч масок N-95, 115 тисяч медичних масок, 4100 щитків для обличчя, 6300 пляшок етанолу, 120 термометрів, 200 пляшок дезінфікуючих спиртовмісних засобів, а також дезінфікуючий спрей та серветки.
У період з понеділка 20 липня до вівторка 21 липня 2020 року, у Східному Єрусалимі було зареєстровано найбільшу кількість випадків хвороби з початку епідемії. За даними ізраїльського міністерства охорони здоров'я та муніципалітету Єрусалиму, у Східному Єрусалимі нараховується 1721 випадок коронавірусної хвороби. Східний Єрусалим належить до юрисдикції внутрішнього командування ізраїльської армії, проте частина хворих звертається до палестинських лікарень, що спричинює плутанину в кількості зареєстрованих випадків хвороби.

### Район Хеврону
Станом на 16 червня у районі Хеврона зареєстровано 118 випадків хвороби з 514 випадків на Західному березі річки Йордан. Станом на 17 червня кількість випадків у районі зросла до 135 з 532 загальної кількості, а пізніше зросла до 150 з 548.
Міністр охорони здоров'я Палестини Май аль-Кайла 17 червня заявила, що подальше поширення коронавірусної хвороби на палестинських територіях відбувається переважно внаслідок контактів з палестинцями з території Ізраїлю або тими, що працюють в Ізраїлі, повідомивши, що за останню добу зареєстровано 29 випадків хвороби, переважно в районі Хеврона. Міністр сказала, що причиною цього є бажання більшості громадян повернутися до нормального способу життя, та намагання створити баланс між економікою та здоров'ям, але, на жаль, протоколи охорони здоров'я не дотримуються майже всіма установами та громадянами. У день цього інтерв'ю зареєстровано 17 нових випадків коронавірусної хвороби на Західному березі річки Йордан, з них 16 лише в районі Хеврон, унаслідок чого за останні 10 днів в Палестині зареєстровано 74 нові випадки хвороби, з них 46 за останню добу.

### Сектор Гази
Перші два випадки у секторі Гази зареєстровані 21 березня в місті Газа. 26 серпня Міжнародний комітет Червоного Хреста попередив, що система охорони здоров'я в блокованому секторі Гази не витримає при початку епідемії з кількома десятками хворих. У секторі Гази тривалий час вдалося запобігати місцевій передачі коронавірусу завдяки жорсткому карантинному режимі, проте ситуація змінилася 24 серпня з повідомленням про виявлення підтверджених випадків хвороби за межами карантинних центрів. 31 серпня 2020 року координатор гуманітарних питань ООН Джеймі Макголдрік, попереджаючи про неминучий обвал соціальної сфери в регіоні, закликав негайно завести паливо та інші товари першої необхідності до сектора Гази. У свої заяві представник ООН сказав, що погіршення стану соціальної сфери, яке спостерігалося протягом останніх тижнів у секторі Газа, викликає серйозне занепокоєння. Він також додав, що окрім того, відзначається значне погіршення стану охорони здоров'я, 24 серпня підтверджено перші випадки захворювання на COVID -19 за межами карантинних установ. Тепер[коли?] підтверджені 280 активних випадків хвороби, у 243 з яких зареєстрована місцева передача вірусу. Відключення електроенергії серйозно зачепило лікарні, а також іншу критичну інфраструктуру. У звіті ВООЗ від 27 серпня 2020 року подається короткий опис тогочасної ситуації.
7 вересня Никола Младенов, спеціальний координатор ООН з питань Близького Сходу, повідомив, що Всесвітня організація охорони здоров'я виступить тимчасовим посередником для поновлення співпраці між Ізраїлем та Палестиною, що, поряд із посиленими ізраїльськими обмеженнями, перешкоджало жителям Гази 'доступ до медичної допомоги.

## Хронологія

### Березень 2020 року
5 березня у районі Вифлеєму на Західному березі річки Йордан виявлено 7 випадків коронавірусної хвороби. Міністерство охорони здоров'я Палестини повідомило, що ці випадки виявлені в готелі в районі Вифлеєму, який наприкінці лютого відвідувала група грецьких туристів, у двох з яких пізніше діагностовано коронавірусну хворобу. Храм Різдва Христового закритий на карантин після того, як його також відвідували ці два грецьких туристи, у яких пізніше виявлено коронавірусну хворобу. Після цього уряд Палестини ввів повну заборону на в'їзд іноземних туристів, окрім цього палестинський уряд 5 березня оголосив надзвичайний стан на Західному березі річки Йордан. Школи, університети, мечеті та церкви закриті на один місяць.
7 березня виявлено ще 22 випадки хвороби. Місто Вифлеєм було закрито, оскільки на Західному березі виявлено 16 випадків зараження, у тому числі 9 випадків у Вифлеємі. Блокування міста здійснено ізраїльськими військовими, оскільки Ізраїль контролював усі пункти пропуску на Західний берег річки Йордан. За даними ізраїльського міністерства оборони, блокування Вифлеєму здійснюється в координації з владою Палестинської автономії.
9 березня влада Палестинської автономії повідомила, що на Західному березі річки Йордан виявлено ще 5 випадків хвороби. 4 випадки зафіксовані у Вифлеємі, ще один випадок у Тулькармі.
13 березня міністерство охорони здоров'я Палестини повідомило про зростання загальної кількості випадків коронавірусної хвороби до 35, більшість з яких зареєстровано в провінції Вифлеєм.
14 березня виявлено 3 нових випадки хвороби, загальна кількість випадків хвороби зросла до 38.
16 березня виявлено другий випадок хвороби в Тулькармі, унаслідок чого загальна кількість випадків хвороби в Палестині збільшилась до 39. Прем'єр-міністр Палестини Мохаммад Штаєх повідомив, що Кувейт надав 5,5 мільйона доларів допомоги Палестині для боротьби з епідемією коронавірусної хвороби.
18 березня кількість випадків хвороби в Палестині зросла до 44. 40 випадків зареєстровано у Вифлеємі, два в Тулькармі, один в Рамаллі, та ще один в Наблусі.
Міністр оборони Ізраїлю Нафталі Беннетт заявив, що починаючи із середи палестинці із Західного берега, які працюють у життєво важливих галузях, зокрема охорона здоров'я, сільське господарство та будівництво, можуть постійно проживати в Ізраїлі. Понад 100 тисяч палестинських робітників із Західного берега річки Йордан, які працюють в Ізраїлі, зазвичай щодня повертаються додому.
Представник координаційного центру територій Ізраїлю Йотам Шефер заявив про закриття в середу районів Західного берега, які знаходяться під управлінням Палестини, з метою обмеження розповсюдження коронавірусу, заявивши журналістам, що рішення було прийнято спільно з Палестинською адміністрацією.
Представник уряду Палестинської автономії Ібрагім Мілхем повідомив, що Ізраїль та Палестинська адміністрація створили спільний центр для боротьби з епідемією. Чиновник Міністерства оборони Ізраїлю підтвердив, що спільний центр з палестинцями створений, але відмовився надавати додаткові подробиці.
Координатор ООН з гуманітарних питань на палестинських територіях Джеймі МакГолдрік оголосив під час відеоконференції з прем'єр-міністром Палестини Мухаммедом Штаєтом про надання одного мільйону доларів термінової фінансової підтримки Палестині з боку низки закладів Організації Об'єднаних Націй для надання медичної допомоги та технічної підтримки в боротьбі з епідемією коронавірусної хвороби.
19 березня представник уряду Палестини Ібрагім Мілхем повідомив про виявлення 3 нових випадків хвороби, загальна кількість випадків на території Палестини зросла до 47. На щоденному брифінгу він зазначив, що ці два випадки зареєстровані в студентів, які повернулися додому з Франції, та знаходились у карантині, тому в них не зареєстровано контактів з іншими особами. Третій випадок зареєстровано в мешканця Наблуса, у якого була зареєстрована підозра на коронавірусну хворобу, та який знаходився на домашньому карантині.
20 березня міністр охорони здоров'я Палестини Май Аль-Кайла заявила, що 17 із 19 хворих, які перебували у карантині у Вифлеємі, одужали. Міністр також повідомила на прес-конференції, яка відбулася у п'ятницю вранці в Рамаллі, що 17 хворим, які перебували на карантині у Вифлеємі, буде дозволено повернутися додому, вони мають надалі перебувати на домашньому карантині та кілька разів на день вимірювати температуру тіла. Міністр також повідомила про новий випадок хвороби, зареєстрований у палестинця із провінції Салфіт, який прибув з Пакистану.
21 березня міністр охорони здоров'я Палестини повідомила про виявлення 4 нових випадків хвороби, унаслідок чого загальна кількість випадків зросла до 52. Три нових випадків були студентами з Рамалли, які повернулися з Великої Британії, а четвертим був лікар із Хеврону, який інфікувався на роботі, в ізраїльській лікарні Хадасса Ейн Карем.
21 березня палестинські джерела підтвердили перші два випадки в секторі Гази, які походять з Пакистану; ними стали двоє палестинців, які повернулись з Пакистану, і в'їхали до Гази через Єгипет. Після того, як у них виявивили позитивний тест на коронавірус, їх розмістили на карантині в Рафаху з часу прибуття 19 березня. Міністерство охорони здоров'я Палестини також повідомило, що на Західному березі річки Йордан підтверджено 53 випадки хвороби.
22 березня прес-секретар уряду Палестини повідомив про збільшення загальної кількості випадків хвороби у Палестині до 59, включно 2 випадки в секторі Гази.
Агентство новин Палестини повідомила, що за даними газети «Єдіот Ахронот», делегація ВООЗ прибула до Гази через прикордонний перехід Бейт-Ханун-Ерез.
За підсумками засідання Національної надзвичайної комісії з надзвичайних ситуацій прем'єр-міністр Штаєх оголосив про закриття міжміського транспортного сполучення та міського транспорту в Палестині на 2 тижні з 22:00, за винятком транспортного забезпечення медичних закладів, аптек, пекарень та продуктових магазинів.
23 березня Державний комітет Катару з відновлення сектора Газа повідомив у Твіттері, що протягом півроку надішле допомогу Палестині в розмірі 150 мільйонів доларів на підтримку гуманітарних програм ООН та заходів, спрямованих на боротьбу з поширенням коронавірусної хвороби.
24 березня на щоденному брифінгу повідомлено про 60-й випадок хвороби в Рамаллі, який виявлено в 40-річної жінки, яка повернулася із США, та знаходилась у карантині. Повідомлено також, що один хворий, який вважався одужалим, ще має ознаки хвороби.
25 березня на щоденному брифінгу повідомлено про зростання кількості випадків коронавірусної хвороби до 62, серед яких була дочка жінки, яка повернулася з США, в якої 24 березня отриманий позитивний результат тестування, іншим позитивним випадком стала 62-річна жінка із села поблизу Рамалли. Повідомлено про перший летальний випадок у країні, померла жінка у віці 60 років. Ібрагім Мелхем повідомив, що в жінки за кілька днів до смерті з'явились симптоми хвороби, пізніше вона була госпіталізована, й померла хвора в лікарні. Ця хвора була з селища Бідду на північ від Єрусалиму, та на південний захід від Рамалли. На той день на Західному березі було 62 підтверджені випадки хвороби, а в секторі Газа 2 випадки. 2 нових випадки зареєстровані в 46-річного сина померлої жінки та його 41-річної дружини. Того ж дня повідомлено, що Ізраїль повинен звільнити ввечері двох з чотирьох палестинських ув'язнених (обидва жителі Наблуса), які протягом десяти днів перебувають на карантині в в'язниці Рамла як запобіжний захід у зв'язку з підозрою в інфікуванні коронавірусом після контакту з хворим ізраїльським тюремним офіцером. Ув'язнених мали доставити палестинським медикам на військовий блокпост Бейт-Сіра на захід від міста Рамалла.
26 березня Ібрагім Мілхем повідомив про 13 нових випадків у селі Бідду, унаслідок чого загальна кількість випадків хвороби в Палестині зросла до 86. За результатами тестування осіб, які контактували з жінкою, яка померла 25 березня, підтвердились 13 нових випадків, унаслідок чого загальна кількість випадків хвороби в цьому селі досягла 18. З 86 випадків 9 зареєстровано в секторі Гази, у тому числі 7 осіб, яким було підтверджено позитивні результати на початку дня, і які контактували в карантинному центрі сектору Газа з двома підтвердженими випадками, які знаходились у цьому центрі. У Вифлеємі одужали 17 хворих, які відправлені на домашній карантин на 14 днів.
27 березня уранці в Палестині підтверджено 7 нових випадків хвороби, загальна кількість яких зросла до 91; 5 випадків виявлено в Бідду, а 2 серед 227 палестинських робітників, які повернулися із ізраїльських поселень, зокрема в чоловіка, який працював заправкою в Гуш-Еціоні на північ від Вифлеєму, та в його матері, яка працювала прибиральницею в сусідньому поселенні. Станом на 27 березня в лікарнях Західного берега річки Йордан налічувалось 205 апаратів штучної вентиляції легень, станом на цей день у Палестині проведено 5562 тестів на коронавірус.
28 березня на щоденному брифінгу повідомлено про виявлення 6 нових випадків хвороби, внаслідок чого загальна кількість випадків зросла до 97. Три випадки виявлено в населеному пункті Артас, зокрема 62-річного чоловіка інфікованої жінки, а також її 19-річного та 17-річного племінників, ще один випадок зареєстровано в її сестри з Бейт-Іскарії, в той час як ще 2 випадки зареєстровані в селах у районі Єрусалиму — у 29-річного чоловіка з Хізми та в 20-річної жінки з Аль-Кубейби, яка інфікувалась після спілкування із зараженою сестрою в Бідду. Національний план заходів з боротьби з поширенням на COVID-19 запланований у розмірі 120 мільйонів доларів США на 90 днів. 27 березня 2020 року гуманітарні організації опублікували оновлений міжвідомчий багатогалузевий план заходів з боротьби з COVID-19 на загальну суму 34 мільйони доларів на період до 90 днів, що є частиною глобальних заходів ООН, розпочатих 25 березня 2020 року.
29 березня представник уряду Палестини Ібрагім Мілхем повідомив про виявлення 7 нових випадків хвороби на Західному березі річки Йордан, унаслідок чого загальна кількість випадків хвороби в Палестині зросла до 104. 6 випадків виявлені в селі Катанна на північний захід від Єрусалиму, та ще один випадок виявлено у 30-річної жінки із сусіднього села Аль-Кубейба. Пізніше цього ж дня голова уряду Палестини повідомив про ще 2 випадки хвороби на Західному березі, унаслідок чого загальна кількість випадків зросла до 106. На прес-конференції в Рамаллі він заявив, що ці два випадки зареєстровані в палестинця в селі Катанна, ще один випадок зареєстровано в провінції Хеврон. Крім того, Штайєх дав урядові оцінки 12 випадків хвороби серед палестинського населення Східного Єрусалиму, яке зараз перебуває на лікуванні в ізраїльських лікарнях. Мілхем повідомив, що два нових випадки на Західному березі довели загальну кількість випадків хвороби в Палестині до 108. Два нових випадки зареєстровані в чоловіка та сина жінки з Хеврона, у якої коронавірусна хвороба виявлена раніше. Ще двоє людей одужали у Вифлеємі, загальна кількість одужань зросла до 20, і всі вони були одними з перших, хто захворів коронавірусною хворобою у Вифлеємі.
30 березня Ібрагім Мілхем підтвердив виявлення 7 нових випадків хвороби у Катанні, після чого загальна кількість випадків зросла до 115. У секторі Газа понад 1760 осіб перебувають в одній з 25 карантинних установ, у тому числі в карантинному центрі у пункті перетину кордону Рафах або інших визначених карантинних установах. Карантинний період для них продовжено з двох до трьох тижнів (21 день). Ті, хто прибуває з переходів в Рафах чи Ерез, перебувають на карантині з 15 березня. 26 березня для тих, хто в'їхав у Газу за 14 днів до цього, закінчився термін домашнього карантину. Міністерство охорони здоров'я Палестини обмежило надання державних послуг 14 центрів первинної медико-санітарної допомоги, розміщених у 5 провінціях, заливши надання лише основних послуг.
31 березня Ібрагім Мілхем підтвердив виявлення 2 нових випадків хвороби, одного в Рамаллі, другий випадок виявлений у чоловіка, який минулого тижня повернувся до сектору Газа через перехід Рафах, і відтоді знаходився в ув'язнення. Загальна кількість випадків зросла до 117, з яких 10 у секторі Газа.

### Квітень 2020 року
1 квітня на Західному березі річки Йордан підтверджено 15 нових випадків, ще 2 випадки виявлено в секторі Гази, внаслідок чого загальнкількість випадків хвороби досягла на Західному березі 122, і в Палестині загалом 134, про що повідомив представник уряду Палестини Ібрагім Мілхем. 15 з них були палестинцями, які працювали на птахофабриці в промисловому районі Атарот у Східному Єрусалимі. Мілхем заявив, що Ізраїль повідомив про можливість інфікування цих робітників, і хоча 9 інфікованих робітників, які знаходились в одному автобусі, були доставлені прямо з заводу в карантинні центри в Рамаллі, решта перетнула ізраїльські військові пункти пропуску, поїхала до своїх сіл і змішалася з людьми до їх виявлення, що може збільшити кількість інфікованих після проведення тестів.
Ізраїль пов'язав можливу допомогу сектору Гази в боротьбі з поширенням коронавірусної хвороби у прогресі в переговорах про поверненні останків двох ізраїльських солдатів, загиблих у конфлікті в секторі Гази в 2014 році.
2 квітня прес-секретар міністерства охорони здоров'я Палестини Камал Шахра повідомив про виявлення 21 нового випадку коронаврусної хвороби, внаслідок чого загальна кількість випадків зросла до 155, більшість випадків складали палестинці, які працювали в Ізраїлі та поверталися додому, а також особи, які з ними контактували. 20 нових випадків зареєстровані в селах у районі Рамалли та Єрусалиму, один новий випадок зареєстровано в Хевроні. Палестинських робітників, які повернулись додому цього тижня, коли в Ізраїлі розпочалось свято Песах, попросили ізолюватись у своїх помешканнях на два тижні. Міністерство охорони здоров'я планувало обстежити приблизно 60 тисяч палестинців, які працюють в Ізраїлі, після їх повернення.
31 березня Близькосхідне агентство ООН з допомоги і працевлаштування палестинських біженців відновило розподіл продовольчої допомоги в секторі Газа. Після відновлення постачання допомоги задля дотримання заходів безпеки доставляє продовольчі кошики безпосередньо до будинків отримувачів, щоб запобігти скупченню людей як частину заходів щодо зменшення та запобігання розповсюдження коронавірусної інфекції.
Кількість підтверджених випадків у Палестині зросла до 161, 5 нових випадків пов'язані з птахофабрикою «Атарот». 250 палестинських робітників, які працюють на цій фабриці, ще мали пройти тестування. Ще один випадок хвороби зареєстровано в Бейтунії.
3 квітня Ібрагім Мілхем про виявлення 10 нових випадків хвороби, внаслідок чого загальна кількість випадків зросла до 171, нові випадки виявлені в жителів Бідду, Катанни, Хізми та Тулькарму. Результати тестів 250 палестинських робітників з птахофабрики «Атарот» мали надійти пізніше.
3 квітня президент Палестини Махмуд Аббас оголосив у автономії надзвичайний стан. Прем'єр-міністр Палестини Мохаммад Штаєх підтвердив виявлення ще 22 випадків хвороби, загальна кількість випадків зросла до 193. Прем'єр-міністр наголосив, що наступні два тижні будуть важкими, оскільки близько 45 тисяч палестинських робітників в Ізраїлі повертаються зі своїх місць роботи додому. Штаєх додав, що уряд Палестини наполегливо намагається домовитись про повернення робітників із ізраїльською стороною таким чином, щоб вжити необхідних заходів щодо запобігання поширення інфекції. Прем'єр Палестини додав, що уряд Палестини сподівається, що Ізраїль погодиться на це, оскільки цей вірус є ворогом усього людства і не знає кордонів, статі чи релігії. Прем'єр-міністр Палестини повідомив, що палестинський уряд попросив Ізраїль провести тестування палестинських робітників до їх повернення додому.
4 квітня Камал Шахра повідомив про виявлення 11 нових випадків хвороби, які разом із випадком із Халхула збільшили загальну кількість випадків до 205. Усі випадки, крім трьох, були палестинськими робітниками на птахофабриці в Лоді, яка, очевидно, належала тій же особі, що й птахофабрика Атарот. У Бейтунії зареєстровано 3 нових випадки, 3 випадки зареєстровано в Катанні, один у Бейт-Анані, по 2 у таборі біженців біля Тулькарма та у Суріфі. З 205 випадків 12 проживали в секторі Гази, серед яких 3 одужали.
 Пізніше Ібрагім Мілхем підтвердив ще 5 випадків, а на вечірньому брифінгу Камал Шахра підтвердив ще 6 випадків, після чого загальну кількість зросла до 216. 5 випадків розподілялись наступним чином: 3 з Халхула, ще один з сусідньої Ятти, а п'ятий випадок з Карават-Бані-Заїда. Ще 6 випадків були зареєстровані в мухафазах Єрусалим, Вифлеєм та Рамалла. Швидке збільшення кількості випадків пояснюється поступовим поверненням палестинських робітників з Ізраїля та ізраїльських поселень до своїх домівок.
5 квітня Камал Шахра підтвердив виявлення 9 нових випадків хвороби, загальна кількість випадків зросла до 226. Ці випадки виявлені в мухафазах Рамалла, Дженнін та Єрусалим. Ібрагім Мілхем підтвердив 2 нових випадки з сіл у районі Вифлеєму, ще шість у Бейтунії, в якій оголошено локдаун, один випадок у місті Саїр, та ще 2 випадки в Біддо, загальну кількість випадків після цього зросла до 237.
6 квітня на щоденному брифінгу Камал Шахра підтвердив виявлення 15 нових випадків, загальна кількість випадків зросла до 252, 11 випадків виявлено в двох сім'ях у селах Біддо, Катана і Ддейре. Прес-секретар Міністерства внутрішніх справ Гассан Німр заявив, що лише в селах Біддо, Катанна та Ддейрех зареєстровано 99 випадків хвороби, переважно спричиненими соціальними контактами. За його словами, у районі Вифлеєму зареєстровано 52 випадки хвороби, а в районі Рамалли 58 випадків, 13 випадків зареєстровано в районі Хеврон, а решта в інших районах Західного берега річки Йордан. Пізніше того дня було повідомлено про зростання загальної кількості випадків до 254, включаючи новий випадок у секторі Гази.
7 квітня Камал Шахра підтвердив виявлення 6 нових випадків хвороби, загальна кількість випадків зросла до 260. Президент Університету Аль-Кудс професор Імад Абу Кішек заявив, що його в університеті вдалося створити повністю комп'ютеризований апарат штучної вентиляції легень, здатний врятувати життя та забезпечити дієву альтернативу дефіциту апаратів ШВЛ у Палестині та за її межами, як у стандартних комерційних апаратах ШВЛ, так і інших апаратах для підтримки дихання. Міністерство охорони здоров'я Палестини повідомило, що у всіх палестинських лікарнях є лише 250 медичних апаратів штучної вентиляції легень, і що дві третини цих апаратів вже використовуються. Апарати ШВЛ повинні бути готовими до виробництва, як тільки Палестинський інститут стандартизації остаточно схвалить прототип апарату.
8 квітня на щоденному брифінгу в міністерстві охорони здоров'я Палестини повідомлено про виявлення 2 нових випадків хвороби, загальна кількість випадків зросла до 263. Загалом у Палестині зареєстровано 44 випадки одужання, 36 на Західному березі річки Йордан та 8 у секторі Гази. Генеральний комісар Агентства ООН з питань допомоги та працевлаштування палестинських біженців Філіп Лаццаріні та прем'єр-міністр Палестини Мохаммад Штайєх зустрілися в режимі телеконференції, та обговорили ситуацію з палестинськими біженцями, особливо в умовах пандемії. Генеральний комісар ознайомив прем'єр-міністра з планами агентства щодо запобігання поширення серед біженців коронавірусної хвороби та зусилля щодо залучення необхідних коштів для боротьби з хворобою. Він також проінформував прем'єр-міністра Палестини про становище палестинських біженців в Йорданії, Лівані та Сирії.
9 квітня на щоденному брифінгу Камал Шахра заявив, що нових випадків за добу не було, і проаналізував 263 випадки, зареєстровані на сьогоднішній день, повідомивши, що 89 з хворих працювали в Ізраїлі, 103 знаходились в тісному контакті з інфікованими, 29 повернулись з інших країн, 40 випадків контактували з туристами у Вифлеємі, 1 контактував з медичним персоналом та в'язнем. Шахра повідомив, що з 5 березня було проведено загалом 16068 тестувань на коронавірус. На зустрічі Мохаммеда Штаєха з представником Європейського Союзу Свеном Кюном фон Бургсдорфом повідомлено про надання пакету допомоги на суму близько 71 мільйонів євро для підтримки плану боротьби Палестинської адміністрації з епідемією коронавірусної хвороби, включаючи внесок на 9,5 мільйонів євро для шести лікарень у Східному Єрусалимі.
10 квітня Ібрагім Мілхем підтвердив виявлення 3 нових випадків хвороби, одного з Халхула та два випадки з Артаса, загальна кількість випадків зросла до 266. Кількість одужань збільшилась до 45, у тому числі 9 у секторі Гази. Він також підтвердив другу смерть у селищі Бартаа. Велика Британія повідомила про надання двох пакетів підтримки на 1 мільйон доларів для придбання медичних засобів для системи охорони здоров'я Палестини через ЮНІСЕФ та ВООЗ. Пізніше Ібрагім Мілхем повідомив про виявлення нового випадку в Бані-Наїмі, унаслідок чого загальна кількість хворих зросла до 267.
11 квітня Камал Шахра підтвердив виявлення нового випадку хвороби в Джейре, загальну кількість випадків зросла до 268, кількість одужань зросла до 46. Пізніше міністерство охорони здоров'я повідомило про 11 одужань, загальна кількість одужань зросла до 57.
12 квітня за повідомленням губернатора Сальфіта Абдулли Кмаїла, цього дня ізраїльські поселенці вивезли за межі поселення Буркан палестинського робітника, який мав симптоми коронавірусу.
13 квітня Ібрагім Мілхем підтвердив виявлення 3 нових випадків хвороби, 2 у Хевроні і ще один в Рафаті, загальна кількість випадків зросла до 272, кількість одужань зросла до 59. Він також повідомив, що в окупованому Східному Єрусалимі виявлено 36 не підтверджених випадків коронавірусної хвороби, до цього не включених до загальної статистики, загальна кількості хворих на всіх окупованих палестинських територіях зросла унаслідок цього до 308.
14 квітня Камал Шахра підтвердив виявлення 10 нових випадків із збільшенням загальної кількості випадків до 284, 5 з яких виявлено в Іззарії, 3 у Рафаті, та по 1 в Дженіні та Хевроні, кількість одужань зросла до 64. У Східному Єрусалимі, за оцінками медичних працівників, виявлено щонайменше 80 хворих. Зазначається, що половина з цих хворих виявлені в районі Сільване. 12 квітня в Іссавії було виявлено 3 випадки хвороби, два з яких працюють у системі охорони здоров'я та в будинках престарілих, перший хворий виявлений у таборі біженців Шуафат. У відповідь на зростання занепокоєння жителів Палестини збільшенням кількості хворих коронавірусною хворобою уряд повідомив, що відкриються ще три пункти тестування у Східному Єрусалимі, в Сільване, в Кафр-Акабі та в таборі біженців Шуафат. На вечірньому брифінгу Ібрагім Мілхем підтвердив виявлення ще 3 випадків, унаслідок чого загальна кількість випадків зросла до 287.
15 квітня міністр охорони здоров'я Май Алкайла підтвердила виявлення 3 нових випадків хвороби на Західному березі річки Йордан. Разом із новим випадком в Харбаті аль-Місба, про який повідомлено попереднього дня пізніше, загальна кількість випадків хвороби збільшилась до 291. Три випадки зареєстровані в медиків, найімовірніше інфікованими під час роботи в лікарні «Августа-Вікторія» у Східному Єрусалимі. Алкайла також зазначила, що за неофіційною інформацією, у Східному Єрусалимі є 78 позитивних випадків коронавірусної хвороби, хоча це не можна підтвердити, оскільки Ізраїль про це не повідомив. Пункт тестування на коронавірус в Сільване закритий, оскільки тестувальні набори постачалися з Палестинської Автономії, а Ізраїль заборонив діяльність Палестинської Автономії в Єрусалимі. Міністерство охорони здоров'я Ізраїлю нещодавно відкрило пункт тестування в Сільване, проте він доступна лише для членів товариства медичної взаємодопомоги «Клаліт». Виявлено 3 нові випадки хвороби, в тому числі один із району Вифлеєма, про одужання якого повідомлено раніше, і загальна кількість становила 293. За неофіційною інформацією у Східному Єрусалимі є 81 випадок хвороби після повідомлення про 3 нові випадки в Джабаль аль-Мукаббер.
16 квітня Май Алкайла підтвердила новий випадок хвороби, загальна кількість випадків зросла до 294. Попереднього дня пізно підтверджено ще 3 нових випадки хвороби, які виявлені в двох медиків у таборах біженців Дайше та Обейдіє, третій випадок виявлений у чоловіка з Харбата-аль-Місбах.
США оголосили про надання допомоги Палестині розміром у 5 мільйонів доларів для забезпечення невідкладних потреб у боротьбі з епідемією COVID-19", завершивши дворічне заморожування фондів допомоги.
17 квітня Май Алкайла підтвердила виявлення 12 нових випадків хвороби, загальна кількість випадків зросла до 307, у Східному Єрусалимі зареєстровано 95 випадків хвороби. Нові випадки зареєстровані в палестинців, які працюють в Ізраїлі, які нещодавно повернулися додому з місць роботи, а також у тих осіб, хто з ними контактував, у Хевроні, Рамаллі, Єніні, Єрусалимі та Вифлеємі. Ще один випадок раніше виявлений у Бані-Наїмі. Після підтвердження 8 одужань у Рамаллі загальна кількість одужань зросла до 69.
Генеральний секретар ООН Антоніу Гутерреш заявив, що просив спеціального координатора ООН з мирного урегулювання на Близькому Сході Николу Младенова співпрацювати з ізраїльськими чиновниками для забезпечення захисту арештованих палестинців у ізраїльських в'язницях.
18 квітня Май Алкайла підтвердила 6 нових випадків хвороби, загальна кількість випадків зросла до 313. Вона також підтвердила, що помер 78-річний палестинець з Іссавії, який став першою жертвою хвороби у Східному Єрусалимі, де, за неофіційними даними, є 105 хворих.
19 квітня на прес-конференції Май Алкайла повідомила про виявлення 6 нових випадків хвороби, загальна кількість випадків зросла до 320. Нові випадки зареєстровані в жінки з Шукби, 4 у чотирьох сестер з Кафр-Акаба, і шостий випадок у Тулькармі. Ібрагім Мілхем підтвердив ще два нових випадки в Ятті, унаслідок чого загальна кількість випадків хвороби зросла до 322.
20 квітня Камал Шахра повідомив про виявлення 7 нових випадків хвороби, в тому числі 2 в секторі Газа, загальна кількість випадків зросла до 329. Нові випадки зареєстровані в Наблусі, 2 в Бейт-Анані, та 2 в Кафр-Акабі. Шахра також зазначив, що у двох людей у Вифлеємі, які нещодавно одужали, вчергове виявили позитивний результат на коронавірус, та повідомив, що загальна кількість одужань на цей день становить 69, у тому числі 11 в Газі. Зареєстровано 120 випадків хвороби у Східному Єрусалимі.
21 квітня Май Алкайла підтвердила, що за останні 24 години на Західному березі річки Йордан та в секторі Гази не зареєстровано нових випадків хвороби. Усі хворі в центрах лікування коронавірусної хвороби знаходяться в задовільному стані, на цей день ніхто не перебуває в реанімаційному відділенні. За неофіційними даними у Східному Єрусалимі зареєстровано 132 випадки хвороби, за час епідемії там померли двоє палестинців. На цей день проведено 25 тисяч тестувань на коронавірус, і на цей день заклади міністерства охорони здоров'я могли проводити 4 тисячі тестів на день. Цього дня увечері міністерство охорони здоров'я підтвердило 5 нових випадків хвороби, загальну кількість випадків зросла до 334, у тому числі 3 палестинці з Кафру Акаб та ще 2 випадки в Газі.
22 квітня Май Алкайла підтвердила новий випадок хвороби в Кафр-Акаб, загальну кількість випадків зросла до 335. За непідтвердженими даними, у Східному Єрусалимі нараховується 139 випадків хвороби.
23 квітня Май Алкайла підтвердила новий випадок у Дарії, внаслідок чого загальна кількість випадків зросла до 336. За непідтвердженими даними в Східному Єрусалимі є 144 випадки хвороби. Кількість одужань на Західному березі річки Йордан зросла до 74.
24 квітня Май Алкайла підтвердила 4 нових випадки хвороби, зареєстрованих у Хевроні, Вифлеємі та Єрусалимі, включаючи медсестру, що працювала в лікарні «Августа Вікторія», загальна кількість випадків зросла до 340, зареєстровано також загалом також 85 одужань.
25 квітня Май Алкайла підтвердила 2 нових випадки хвороби, загальна кількість випадків зросла до 342, 9 випадків також виявлено в таборі біженців Шуафат, загальна кількість випадків на всіх палестинських територіях становила 495, разом із Східним Єрусалимом.
26 квітня, відповідно до звіту ВООЗ, у Палестині загалом зареєстровано 342 випадки хвороби, зокрема 325 на Західному березі річки Йордан та 17 у секторі Гази. Міністерство охорони здоров'я Палестини також підтвердило 153 випадки хвороби та 2 смерті від коронавірусної хвороби у Східному Єрусалимі. Керівництво охорони здоров'я Палестини оновило та опублікувало міжвідомчий план заходів з боротьби з поширенням COVID-19. ВООЗ доставила тестувальні набори та необхідні медичні засоби до сектора Гази.
27 квітня дозволено відкрити ресторани в секторі Гази.
28 квітня Май Алкайла підтвердила новий випадок у Бір-Набалі та ще 5 у районі Рас-Хаміс, у таборі біженців Шуафат, 2 у Сільване та один у Старому місті, загальна кількість випадків хвороби зросла до 501 (342 без Східного Єрусалиму).
29 квітня Май Алкайла підтвердила новий випадок в Аль-Убейдії та ще 2 випадки в Шуфаті, один в Аль-Іссавії, один в Бейт-Сафафі, та один в Аль-Тур, загальна кількість випадків зросла до 507 (343 без Східного Єрусалиму).

### Травень 2020 року
1 травня Май Алкайла підтвердила виявлення 10 нових випадків хвороби, 8 з яких зареєстровано у Бейт-Лікят, та 2 у Харбаті-аль-Місбах та Анаті, загальна кількість підтверджених випадків у Палестині зросла до 517 (353 без Східного Єрусалиму).
3 травня 500 палестинців, які опинились в ізоляції за кордоном, прибули до прикордонного переходу Карама в Єрихоні. Полковник Мустафа Давабшех, керівник поліцейської служби прикордонного переходу Карама, заявив, що міністерство охорони здоров'я планує проводити огляд новоприбулих до того, як вони повернуться додому, де будуть знаходитись на 14-денному карантині. Незабаром заплановано повернення 2 тисяч інших застряглих за кордоном палестинців кількома групами.
4 травня Май Алкайла підтвердила новий випадок у селищі Ас-Саму та 25 одужань, включно 15 хворих у Рамаллі, 7 у Вифлеємі та 3 у Галхулі. Того ж дня Май Алкайла повідомила про 8 нових випадків у районі Хеврона, ще 6 у Ас-Саму, 1 у місті Хеврон та 1 в Ад-Дахірії.
5 травня президент Палестини Махмуд Аббас запровадив у країні надзвичайний стан на 30 днів. Май Алкайла підтвердила ще 4 випадки хвороби в Ас-Саму, загальну кількість хворих зросла до 366, а також 25 нових одужань, загальна кількість одужань зросла до 127.
6 травня виявлено 5 нових випадків хвороби ввечері попереднього дня в селищі Ас-Саму, загальна кількість випадків зросла до 371 (з випадками у Східному Єрусалимі кількість випадків становила 543). Май Алкайла повідомила, що кількість одужань зросла до 222 на всій території Палестини після реєстрації 54 нових випадків одужання. Міністр у своєму прес-релізі заявила, що 47 з нових випадків одужання зареєстровані в провінціях Рамалла, Аль-Біре, Хеврон, Вифлеєм та Єрусалим, 7 одужань зареєстровано в самому Єрусалимі. Вона зазначила, що нових випадків коронавірусу в Палестині не зафіксовано, так що загальна кількість випадків хвороби стабілізувалася на рівні 543, вказуючи на те, що відсоток випадків одужання досяг 40,8 % від загальної кількості випадків. Доктор Камал Аль-Шахра повідомив, що на цьому тижні було зареєстровано близько 100 нових одужань, додавши, що стан здоров'я всіх хворих в ізоляторах та лікувальних центрах міністерства охорони здоров'я стабільний, а в реанімації немає хворих.
7 травня Май Алкайла вранці підтвердила новий випадок хвороби в Хевроні, загальна кількість випадків на Західному березі річки Йордан до 355, а також 3 нові випадки минулої доби в секторі Газа серед прибулих з-за кордону, загальна кількість випадків у секторі Гази зросла до 20. На спільному засіданні комісії міністерства охорони здоров'я та ВООЗ 5 травня 2020 року головна увага була зосереджена на викликах у роботі мережі закладів охорони здоров'я Палестини, з якими стикаються партнери мережі, зокрема місцеві неурядові організації в секторі Газа, лікарні Східного Єрусалиму, та необхідності забезпечення населення Палестини надання невідкладних послуг первинної медико-санітарної допомоги.
8 травня Май Алкайла повідомила, що половина випадків у Палестині повністю одужала, за останню добу зареєстровано 37 нових випадків хвороби, а загальна кількість одужань у Палестині на цей день становила 282 (226 без Східного Єрусалиму).
9 травня Май Алкайла підтвердила 39 нових одужань, загальна кількість випадків у Палестині зросла до 547, з яких 222 залишались активними, 133 з них зареєстровані в Східному Єрусалимі та околицях міста. Відповідні показники на Західному березі річки Йордан та в секторі Гази складають 375, 118 активних після 29 одужань.
10 травня відкрився на три дні прикордонний перехід Рафа, щоб дозволити палестинцям, що опинились в Єгипті, повернутися додому. Перехід був закритий у середини березня в рамках заходів щодо стримування поширення коронавірусної хвороби в секторі Гази. Цього дня Май Алкайла підтвердила ще 30 одужань, загальна кількість випадків хвороби у Палестини становила 547, з яких 192 є активними, відповідна кількість випадків на Західному березі річки Йордан та секторі Гази становить 375, 88 активних випадків після 30 одужань. За її словами, у 5 мухафазах на Західному березі нині немає активних випадків хвороби, зокрема Тубас, Єрихон, Єнін, Калкілія та Вифлеєм.
11 травня Май Алкайла повідомила, що четвертий день поспіль в Палестині не зафіксовано нових випадків хвороби, і підтвердила ще 16 одужань, загальна кількість одужань у Палестині збільшилась до 547, у тому числі 355 на Західному березі, 20 в секторі Гази та 172 в Східному Єрусалимі.
13 травня Май Алкайла повідомила, що загальна кількість випадків хвороби в Палестині, яка включає Східний Єрусалим, Західний берег річки Йордан та сектор Гази, зросла до 548. На Західному березі зареєстровано 355 випадків хвороби, 20 зареєстровано в секторі Гази. Загальна кількість одужань становила 421, з них 310 на Західному березі та в секторі Газа, а решта у Східному Єрусалимі. Алкайла повідомила, що 123 випадки є активними, у тому числі 60 у Східному Єрусалимі, 17 в селах навколо Єрусалиму, які знаходяться під контролем Палестинської адміністрації, 13 у районі Рамалла, 24 у районі Хеврон, 2 у Наблусі, один у Тулкармі, та 6 у секторі Гази.
14 травня ВООЗ повідомило лише про один новий випадок хвороби, підтверджений ще 8 травня.
16 травня окрім 5 одужань, про які повідомлено попереднього дня, Май Алкайла повідомила про ще 12 нових одужань.
17 травня Май Алкайла підтвердила, що 7 з 17 мухафаз Палестини зараз вільні від коронавірусу після одужання останніх 7 активних випадків в Рамаллі. Міністр також підтвердила 5 нових випадків у Хевроні, внаслідок чого загальна кількість випадків зросла до 381.
18 травня міністерство охорони здоров'я підтвердило, що мухафази Рамалла та ель-Біра, Наблус, Тулкарм, Дженін, Калкілія, Салфіт, Тубас, Єрихон та Вифлеєм є вільними від коронавірусу. На цей день у Палестині зареєстровано 560 випадків коронавірусної хвороби, з них 361 на Західному березі річки Йордан, 20 в секторі Гази, та 179 у Східному Єрусалимі, на цей день зареєстровано 453 одужання. Май Алкайла повідомила про 5 нових випадків хвороби у Бейт-Улі на північний захід від Хеврону, загальна кількість випадків хвороби в Палестині без урахування Східного Єрусалиму зросла до 386.
19 травня Май Алкайла повідомила про виявлення ще двох випадків у Бейт-Улі, унаслідок чого загальна кількість випадків зросла до 388. За останні два дні в цьому селі виявлено 13 випадків хвороби. Цього дня палестинська влада відмовила в прийомі рейсу з Об'єднаних Арабських Еміратів, навантаженому 16 тонн медичних товарів для палестинців, оскільки Палестина не хотіла бути «інструментом нормалізації» відносин між Ізраїлем та ОАЕ.
20 травня міністерство охорони здоров'я повідомило про 7 нових випадків у секторі Гази.
21 травня урядовий інформаційний центр у секторі Гази повідомив про 29 нових випадків серед осіб, які нещодавно повернулись до Палестини через прикордонний перехід Рафа. Влада розглядає можливість запровадження комендантської години, та закриття всіх пунктів перетину кордону для приватних осіб до кінця червня. Пакет допомоги з ОАЕ, який попереднього дня не прийняв Західний берег, буде натомість доставлений до сектора Гази, у якому нещодавно зафіксувано нові випадки хвороби. Міністерство охорони здоров'я підтвердило ще 6 випадків у секторі Гази, загальну кількість випадків у секторі зросла до 55.
23 травня міністерство охорони здоров'я підтвердило смерть 77-річної жінки в карантинній лікарні на прикордонному переході Рафах.
25 травня Мохаммад Штаєх повідомив про закінчення двомісячного карантину, який розпочався на початку березня. Штайєх повідомив, що після взяття під контроль епідемії та різкого зменшення кількості активних випадків хвороби, на той день їх загальна кількість становить лише 122, більшість з них у Східному Єрусалимі, дещо менше в секторі Гази, було ухвалено рішення дозволити повернутися до звичного життя, але прем'єр-міністр попередив, що якщо кількість випадків буде зростати, знову буде запроваджено жорсткий карантин. Суди, усі міністерства та урядові установи, магазини, мечеті, церкви, громадський транспорт, парки, дитячі заклади, ресторани, кав'ярні, зали для громадських заходів та навчальні заклади повернуться до звичного режиму роботи з 26 травня 2020 року.
26 травня Май Алкайла повідомила про 8 випадків одужання, з них 6 у Хевроні та 2 у секторі Гази, і також повідомила, що в Палестині є ще 114 активних випадків хвороби, у тому числі 60 у Східному Єрусалимі, 18 у Хевроні та 36 у південних районах Палестини.
27 травня Май Алкайла повідомила про виявлення 5 нових випадків у Бейт-Улі та ще 3 в Газі.
28 травня Май Алкайла оголосила про новий випадок хвороби у селі Аззун-Атма. Унаслідок цього губернатор Калкілії оголосив у селі локдаун. Серед 614 випадків, зареєстрованих після початку епідемії на початку березня, 374 виявлені на Західному березі річки Йордан, 61 у секторі Гази, та 179 у Східному Єрусалимі. 365 хворих одужали на Західному березі та в секторі Гази, та 118 у Східному Єрусалимі. Май Алкайла повідомила про ще один випадок хвороби в Бейт-Улі.
29 травня Май Алкайла підтвердила 10 нових випадків у селах Аззун-Атма та Саннірія в провінції Калкілія.
30 травня Май Алкайла підтвердила ще один випадок у селі Хаджі провінції Калкілія, в якій розпочався локальний спалах хвороби. 31 травня міністр підтвердила ще один випадок у селі Хаджі.

### Червень 2020 року
1 червня за повідомленням міністра охорони здоров'я Май Алкайли виявлений ще один новий випадок хвороби в Хаджі. Вона також повідомила, що після виявлення нового випадку хвороби загальна кількість недавніх випадків у районі Калкілії становить 14, у тому числі 3 в Хаджі, 10 в Аззуні та один у Сінірії. Міністерство відстежує ситуацію на місці, намагаючись контролювати поширення інфекції в цьому районі.
2 червня Май Алкайла підтвердила ще два випадки в Аззуні в районі Калкілія. 3 червня міністр підтвердила 5 нових випадків у секторі Гази.
4 червня Май Алкайла підтвердила новий випадок у Бартаа в районі Дженніна, загальна кількість випадків хвороби в Палестині зросла до 636, з них 391 на Західному березі річки Йордан та 66 у секторі Гази. Май Алкайла підтвердила ще 4 нові випадки, загальна кількість після їх виявлення зросла до 640, ще 3 випадки в Бартаа і четвертий випадок у Газі. З 640 випадків 394 виявлені на Західному березі та 67 у секторі Гази. Ще про 3 випадки в Газі найімовірніше не повідомлялось, проте вони включені до даних про оновлення кікості випадків хвороби на сайті corona.ps, на якому вказувалось 70 випадків.
8 червня Май Алкайла підтвердила 8 нових випадків у Халулі поблизу Хеврону, у місті запроваджено локдаун.
9 червня Май Алкайла підтвердила 2 нових випадки в Єрихоні та Дахрії. З 654 випадків у Палестині 404 зареєстровані на Західному березі, 70 у секторі Газа та 180 у Східному Єрусалимі. 363 одужання зареєстровано на Західному березі, 41 у секторі Газа та 155 у Східному Єрусалимі. Май Алкайла також підтвердила 7 нових випадків хвороби в Дахрії. Як і минулого разу в травні, Палестина знову відхилила гуманітарну допомогу від Об'єднаних Арабських Еміратів, заявивши, що вони не прийматимуть медичне обладнання через те, що цей рейс координується безпосередньо між Ізраїлем та Еміратами.
10 червня Май Алкайла повідомила про новий випадок хвороби в Єрихоні та 6 випадків одужання, 5 у Бейт-Улі та ще один з Кафр-Акаби.
11 червня згідно зі звітами міністерства охорони здоров'я зареєстровано 4 випадки на Західному березі річки Йордан та в секторі Гази (ймовірно про 2 випадки у секторі Гази вже повідомлялось на corona.ps, про один випадок на Західному березі вже повідомлялося, а про інший не повідомлялося).
12 червня Май Алкайла підтвердила ще два випадки на Західному березі річки Йордан у населених пунктах Аль-Крума та Саму.
13 червня Май Алкайла підтвердила два випадки в місті Аль-Саму, загальна кількість випадків хвороби в Палестині зросла до 673.
15 червня Май Алкайла підтвердила ще 3 випадки хвороби в районі Хеврона. Міністр пізніше підтвердила ще 9 випадків у районі Хеврона та ще один випадок виявлений раніше в Дар-Салаху, який пізніше не підтвердився.
16 червня Май Алкайла підтвердила новий випадок у Тулькармі, а також ще 3 випадки в районі Хеврона, 2 в Дахріє і ще один у Бані-Наїмі. Май Алкайла також заявила, що, хоча нещодавно 9 районів були оголошені вільними від вірусу, кількість їх зараз зменшилася до 4, і що Палестина може зіткнутися з другою хвилею епідемії, якщо кількість випадків хвороби буде продовжувати зростати. На Західному березі річки Йордан зафіксовано 434 випадки хвороби та дві смерті, у секторі Гази 72 випадки хвороби та одна смерть, а в Східному Єрусалимі 184 випадки хвороби та дві смерті. Май Алкайла підтвердила 5 нових випадків на Західному березі, один з них у Рамаллі, та ще 4 в районі Хеврона.
17 червня Май Алкайла підтвердила 11 нових випадків хвороби на Західному березі річки Йордан (8 зазначених вище, та 3 інші, про які не повідомлялося окремо, загалом 700 у Палестині). Май Алкайла також підтвердила новий випадок у Рамаллі, після чого загальна кількість випадків у Палестині зросла до 701. Було ухвалено рішення тимчасово закрити терапевтичне відділення, відділ діалізу та відділення невідкладної допомоги урядової лікарні Хеврону після того, як у деяких хворих діагностовано коронавірусну хворобу. У цей на Західному березі було виявлено ще 17 нових випадків хвороби, загальна кількість випадків за день зросла до 35, а загальна кількість у Палестині до 735. З 17 випадків 16 виявлено у Хевроні, внаслідок чого загальна кількість випадків у цьому районі за день становила 33, ще 2 випадки виявлено в Рамаллі (про один з яких було повідомлено раніше). Увечері цього дня виявлено ще 4 випадки хвороби, 3 в районі Хеврона, унаслідок чого загальна кількість випадків у цьому районі за день зросла до 36, і ще один випадок у Рамаллі.
18 червня Май Алкайла повідомила, що в районі Хеврона було зареєстровано 19 випадків, загальна кількість випадків хвороби в Палестині зросла до 769. Чотири випадки були зафіксовані раніше в тому ж районі, тоді як один раніше зареєстрований у Наблусі. Ще про 20 випадків Май Алкайла повідомила того дня вдень, 18 з яких виявлено в районі Хеврону, і ще 2 в Наблусі.
19 червня Май Алкайла підтвердила 39 нових випадків хвороби, загальна кількість випадків зросла до 834 в Палестині, з них 639 на Західному березі річки Йордан та в секторі Гази, з них 37 у районі Хеврона, ще 2 у Вифлеємі та Наблусі. Зареєстровано 22 одужання, 11 в секторі Газа та 11 в Калкілії. Увечері цього ж дня Май Алкайла підтвердила ще 24 випадкі хвороби в Палестині, загальна кількість випадків зросла до 858. 10 випадків зареєстровано в районі Хеврона, 12 у Наблусі. 592 хворих одужали, 261 випадок хвороби залишається активним, у тому числі 170 випадків у Хевроні, 38 у Східному Єрусалимі, 4 у Рамаллі, 4 у Вифлеємі, 5 у Калкілії, 18 у Наблусі, 4 у Єніні, 2 у Єрихоні, один у Тулькармі та 15 в секторі Гази. Прем'єр-міністр Мохаммад Штаєх заявив, що в суботу відбудуться засідання комітетів з надзвичайних ситуацій та безпеки, на яких обговорюватиметься поточна ситуація з поширенням хвороби. Май Алкайла пізніше підтвердила ще 8 випадків хвороби, загальна кількість випадків зросла до 73. 5 з цих випадків зареєстровані у Хевроні, ще 2 у таборі біженців аль-Фаввар, та ще один у Вифлеємі. Після виявлення близько 20 випадків у районі Наблуса протягом останньої доби губернатор Ібрагім Рамадан наказав запровадити локдаун на більшості території мухафази, та провести тренування бригад екстреної медичної допомоги.
20 червня за даними міністра охорони здоров'я Май Алкайли вранці підтверджено 33 нових випадки хвороби, загальна кількість випадків у Палестині зросла до 903, 32 з яких виявлено в районі Хеврона (26 у Хевроні), ще один випадок зареєстровано в Наблусі. Май Алкайла пізніше повідомила про виявлення ще 51 нового випадку на Західному березі, 49 з них в районі Хеврону та 2 в Наблусі, загальна кількість випадків у Палестині зросла до 954. Увечері цього дня Май Алкайла підтвердила ще 24 нових випадки хвороби, загальна кількість випадків зросла до 979, 22 з них виявлені в районі Хеврону та ще 2 в Наблусі. Мохаммад Штаєх відновив суворі карантинні заходи, включаючи п'ятидений локдаун району Хеврону. Для контролю медичними працівниками міста транспортне сполучення з Хевроном заборонено на 5 днів, за винятком вантажних автомобілів. Дозволено працювати лише аптекам, хлібопекарням та продовольчим магазинам за умови дотримання всіх карантинних вимог. Крім того, прем'єр-міністр запровадив повний локдаун у місті Наблус на 48 годин, щоб медичні бригади могли простежити контакти кожного недавно діагностованого випадку COVID-19. В усіх мухафазах Західного берега заборонені весілля та випускні вечірки, траурні церемонії та всі інші громадські заходи. Штайєх попередив, що тих, хто й далі буде порушувати карантинні норми, та наражати інших на ризик заразитися або померти від коронавірусу, буде притягнуто аж до кримінальної відповідальності, сказавши також: «У цьому питанні вже немає місця терпимості. Процедури безпеки дуже прості: дотримання вимог соціального розпорядження COVID-19, та носіння маски для обличчя на ринках, у громадських місцях, на робочому місці та інших місцях. Це примусовий захід, якого повинні дотримуватись усі громадяни». Під час епідемії виїзд на роботу в ізраїльські поселення буде суворо заборонений, а в разі його невиконання будуть введені жорсткіші заходи.
21 червня Май Алкайла підтвердила 43 нових випадки хвороби, загальна кількість випадків у Палестині зросла до 1022, з них 41 у районі Хеврону та по одному в Наблусі та Тулькармі. Ці 43 випадки виявлені після проведення 2350 тестувань на коронавірус за попередню добу. Усі ізоляційні та карантинні центри у всіх мухафазах країни були знову відкриті. 270 палестинців, які перебували в Єгипті, прибули до Йорданії, тестування їм після прибуття на Західний берег річки Йордан. Ібрагім Мілхем заявив, що уряд ухвалив політику балансу між медичними та економічними потребами, і локдаун будуть вводити лише у селах чи містах з дуже великою кількістю випадків хвороби. Увечері міністерство охорони здоров'я підтвердило ще 6 нових випадків, з них 5 у Хевроні та один у Наблусі, загальна кількість випадків хвороби в Палестині зросла до 1028.
22 червня Май Алкайла підтвердила 82 нових випадки хвороби, загальна кількість випадків у Палестині зросла до 1110, з них 73 випадки в районі Хеврона, 63 з них у селі Тафух, 4 у Вифлеємі, 2 в Рамаллі та 3 в Наблусі. Пізніше міністр підтвердила ще 60 випадків у районі Хеврона із зростанням загальної кількості випадків до 1170. Увечері Май Алкайла підтвердила ще 14 випадків у районі Хеврона із зростанням загальної кількості випадків у Палестині до 1184. Міністр пізніше підтвердила ще 12 випадків із зростанням загальної кількості випадків у Палестині до 1196, 3 з яких зареєстровано в Хевроні, один у сусідній Дурі, та 8 у Вифлеємі.
23 червня Май Алкайла підтвердила 88 нових випадків хвороби, 74 з них у районі Хеврона, 11 випадків у Східному Єрусалимі, один у Тулькармі, один у Рамаллі та один в Наблусі, загальна кількість випадків хвороби в Палестині зросла до 1284. Май Алкайла пізніше підтвердила ще 91 новий випадок, переважно в Хевроні та окрузі, загальна кількість випадків у Палестині зросла до 1375.
24 червня Май Алкайла підтвердила 142 нових випадки хвороби, загальна кількість випадків у Палестині зросла до 1517. 112 із 142 випадків зареєстровані в окрузі Хеврон, 13 у районі Кафр-Акаб, 11 у районі Вифлеєма, по 3 — у районах Салфіт та Наблус. Пізніше вона підтвердила виявлення ще 17 випадків хвороби в Палестині, загальна кількість випадків зросла до 1534. 16 із нових випадків зареєстровані в Хевроні та один у Тулькармі.
25 червня Май Алкайла повідомила, що 23 із 34 нових випадків хвороби зареєстровані в Хевроні, 10 у Вифлеємі та 1 у Наблусі. Міністр пізніше повідомила ще 20 нових випадків, загальна кількість випадків у Палестині зросла до 1588. 18 з 20 випадків зареєстровані в окрузі Хеврон, та 2 в Рамаллі. Зареєстровано 4 одужання (в Дженніні).
26 червня Май Алкайла повідомила, що з 132 нових випадків хвороби 94 зареєстровано в окрузі Хеврон, 6 в районі Рамалли і аль-Біре, 2 в районі Єрусалиму, 2 в районі Єнін, 2 в районі Єрихону, 5 в районі Наблуса, 19 у районі Вифлеєма і по одному в районах Тулькарма та Салфіта. 11 випадків зареєстровано серед палестинців, які повернулися з Єгипту. Пізніше міністр повідомила про ще 43 нових випадки, 36 з яких зареєстровано у Хевроні та 7 у районі Наблуса; також зареєстровано 32 випадки у Східному Єрусалимі, в цілому в Палестині зареєстровано 1795 випадків хвороби. 11 пацієнтів у Хевроні, Вифлеємі та Наблусі перебували у важкому стані в реанімації, двоє перебували на апараті штучної вентиляції легень.
27 червня Май Алкайла підтвердила виявлення 67 нових випадків хвороби, загалом у Палестині кількість випадків зросла до 1862. 33 з них зареєстровані в районі Вифлеєма, губернатор якого оголосив дводенний локдаун, 20 у районі Хеврона, 8 у районі Наблуса, 4 в Іззарії та 2 в Рамаллі. Міністр пізніше повідомила про виявлення ще 191 випадків, в цілому в Палестині кількість зросла до 2053. 179 випадків були у районі Хеврона, 10 у Наблусі та 2 у Дженніні. У Рас-аль-Амуді померла жінка. Мохаммад Штайєх наказав посилити карантинні обмеження враховуючи зростання кількості нових випадків, про які повідомлено протягом минулого тижня, включно відновлення роботи комісій з надзвичайних ситуацій у всіх селах, містах та таборах біженців в Палестині, та повну заборону всіх громадських заходів, включаючи весілля, траурні церемонії, випускні вечірки. Штайєх закликав палестинців із ізраїльським громадянством, які зараз проживають в Ізраїлі, утримуватися від відвідування Західного берега річки Йордан на тиждень.
28 червня Май Алкайла підтвердила 59 нових випадків хвороби, загальна кількість випадків у Палестині зросла до 2112. 34 випадки зареєстровані в мухафазі Хеврон, 10 у Єрусалимі, 3 у Вифлеємі, по одному в Наблусі та Рамаллі. Пізніше міністр підтвердила 136 нових випадків хвороби, загальна кількість випадків у Палестині зросла до 2248. З 136 нових випадків 109 були зареєстровані в мухафазі Хеврон, 23 у Наблусі та 4 у Східному Єрусалимі.
29 червня Май Алкайла підтвердила 97 нових випадків хвороби та 1 смерть у мухафазі Хеврон, загальна кількість випадків у Палестині зросла до 2345. Зареєстровано 52 випадки в мухафазі Хеврон, 27 у мухафазі Вифлеєм, 5 у мухафазі Наблус, 6 у Іззарії, 2 у мухафазіі Рамалла та по одному у Тулькармі, Калкілії, Дженніні, Салфіті та Єрихоні. Пізніше міністр підтвердила ще 98 нових випадків хвороби, загалом у Палестині кількість випадків зросла до 2443. З 98 нових випадків 80 були в мухафазіі Хеврон (41 в Ятті, 2 в таборі біженців Фаввар, 3 в Дурі, 34 у місті Хеврон), 17 у мухафазі Наблус (11 у місті Наблус, 4 в таборі біженців Балата, один у Думі, один у Сабастії), і один випадок у селі Ат-Тіра в мухафазі Рамалла.
30 червня міністерство охорони здоров'я підтвердило збільшення загальної кількості випадків хвороби в Палестині до 2698. Повідомлено, що 181 випадок зареєстровано в мухафазі Хеврон, у тому числі 65 у самому місті, 3 у Східному Єрусалимі, 11 у мухафазі Наблус, 5 у мухафазі Вифлеєм, 2 в Рамаллі, 2 в Єрихоні і один у Тулькармі. Міністерство також підтвердило смерть від коронавірусної хвороби 44-річного палестинця з мухафази Хеврон. Май Алкайла пізніше підтвердила ще 67 нових випадків хвороби, загальна кількість випадків у Палестині зросла до 2765.

### Липень 2020 року
1 липня прес-секретар міністерства охорони здоров'я Камал Шахра підтвердив дві смерті від коронавірусної хвороби в районі Хеврона. Май Алкайла підтвердила 280 нових випадків хвороби, загальна кількість випадків хвороби в Палестині зросла до 3045. 199 випадків зареєстровано в мухафазі Хеврон, 47 у мухафазі Вифлеєм, 17 у мухафазі Наблус, 3 у мухафазі Єрихон, 4 у Тулькармі та 10 у Рамаллі та аль-Біре. У місті Ад-Дахірія, на південному заході від Хеврону, зареєстровано 9 одужань, 11 хворих залишаються у важкому стані в реанімаційному відділенні, 3 на апаратах штучної вентиляції легень. Губернатор мухафази Хеврон Джибрін аль-Бакрі запровадив у регіоні п'ятиденний локдаун, починаючи з вечора цього дня. Запроваджено повну заборону руху та діяльності, закрито всі установ та підприємства, крім аптек та пекарень. Міністерство охорони здоров'я пізніше підтвердило ще 50 випадків хвороби, загальна кількість випадків хвороби в Палестині зросла до 3095. 49 випадків зареєстровано в мухафазі Хеврон, один випадок зареєстровано в Джіфні недалеко від Рамалли.
2 липня Май Алкайла підтвердила 220 нових випадків хвороби, загалом у Палестині 3315. 199 випадків було зафіксовано в мухафазі Хеврон, 10 у мухафазі Єрусалим, 4 в мухафазі Рамалла і аль-Біре, 4 в мухафазі Наблус, по одному в Тулькармі, Дженніні та Калкілії. Ібрагім Мелхем повідомив, що у всіх мухафазах запроваджується локдаун на п'ять днів, починаючи з п'ятниці, будуть працювати лише аптеки, пекарні та супермаркети. Під час локдауну працівники більшості установ не будуть відвідувати свої робочі місця.
3 липня Май Алкайла підтвердила пізніше зареєстровані 102 нових випадки хвороби за 2 липня (82 у мухафазі Хеврон, 10 у Наблусі, 7 у Вифлеємі, 2 у Калкілії та одна у мухафазі Єрусалим), а міністерство охорони здоров'я 3 липня підтвердило ще 68 випадків (41 у мухафазі Хеврон, 26 у мухафазі Вифлеєм та один у мухафазі Рамалла та аль-Біре) та одну смерть, загальна кількість випадків хвороби та кількість померлих у Палестині збільшились до 3485 та 13 відповідно. У секторі Гази зареєстровано 3 одужання.
Май Алкайла пізно 3 липня підтвердила 204 нових випадків та 2 смерті, за 4 липня міністерство охорони здоров'я підтвердило ще 324 випадки, а також ще одну смерть, загальна кількість випадків хвороби в Палестині зросла до 4013, більшість випадків зареєстровані в мухафазі Хеврон.
5 липня міністерство охорони здоров'я повідомило пізно в суботу про виявлення 237 нових випадків хвороби, 173 з них виявлено в мухафазі Хеврон, 33 у Єрусалимі, 28 у Вифлеємі, 2 у Наблусі та один у Рамаллі. Цього дня Май Алкайла підтвердила ще 208 випадків, 185 з них у мухафазі Хеврон, 11 у Вифлеємі, 10 у Наблусі та 2 у Тулькармі, загальна кількість випадків хвороби у Палестині зросла до 4458. Зареєстровано 19 одужань, 18 у Наблусі та одне у Дженніні. Міністерство охорони здоров'я підтвердило ввечері ще 264 випадки хвороби, 216 з них у мухафазі Хеврон, 44 у мухафазі Єрусалим, 3 у мухафазіі Рамалла та один у мухафазі Наблус. 9 хворих в мухафазі Наблус одужали.
6 липня Май Алкайла підтвердила 64 нових випадки хвороби, 34 з них у мухафазі Хеврон, 14 в Єрусалимі, 8 в мухафазі Вифлеєм, 3 в мухафазі Рамалла і Аль-Біре, 2 в мухафазі Тулькарм, 2 в мухафазі Єрихон і один в мухафазі Наблус. Раніше було також підтверджено нову смерть від коронавірусної хвороби.
7 липня міністерство охорони здоров'я підтвердило 306 нових випадків хвороби, 278 з них у мухафазі Хеврон, 8 у мухафазі Єрусалим, 8 у мухафазі Вифлеєм, 6 у мухафазі Рамалла, 4 в Тулькармі і 2 в Наблусі. 23 пацієнти перебували в реанімації, у тому числі 6 на апаратах штучного дихання, 9 у Хевроні, 2 у Наблусі, 7 у Вифлеємі та 5 у Рамаллі. 3 хворих одужали в Наблусі.
8 липня міністерство охорони здоров'я зареєструвало 475 нових випадків хвороби, 316 з них у мухафазі Хеврон, 93 у Східному Єрусалимі, решта — у мухафазах Рамалла, Вифлеєм, Тулькарм, Наблус та Єрихон. 21 хворий знаходиться в реанімації, 5 — на апаратах штучного дихання. Зареєстровано чергову смерть у Хевроні.
9 липня міністерство охорони здоров'я повідомило про виявлення 262 нових випадків хвороби, 151 з них у мухафазі Хеврон, 71 у Східному Єрусалимі, 8 у мухафазі Рамалла, з них 7 у таборі біженців Джалазоне, 8 у Єрихоні, а решта у мухафазах Вифлеєм, Наблус та Тулькарм. 15 хворих перебували у важкому стані в реанімації, 3 на апаратах штучного дихання. 31 хворий одужав, 26 з них у Хевроні та 5 у Наблусі. На Західному березі річки Йордан для стримування поширення інфекцій локдаун триває вже другий тиждень.
10 липня міністерство охорони здоров'я підтвердило ще три смерті в мухафазі Хеврон, і Май Алкайла повідомила, що за добу зареєстровано 331 новий випадок хвороби (за винятком 65 в Єрусалимі), 263 з них у Хевроні, 15 в мухафазі Єрусалим, 26 в Рамаллі, 2 в Тулькармі, 18 в Вифлеємі, 6 у Наблусі та один у Калкілії. У мухафазі Вифлеєм було зареєстровано 11 одужань.
11 липня міністерство охорони здоров'я підтвердило 380 нових випадків хвороби, 328 у мухафазі Хеврон, 119 з яких зареєстровано у самому місті, а решта в навколишніх містах та селах. У таборі біженців Джалазоне в Рамаллі зареєстровано 34 випадки хвороби. Зареєстровано 2 смерті в місті Ятта та в таборі біженців Аїда, загальна кількість померлих зросла до 29. Кількість одужань зросла до 655..
12 липня міністерство охорони здоров'я підтвердило 349 нових випадків хвороби, та повідомило про 6 смертей за останню добу, загальна кількість смертей досягла 37. Нові випадки зареєстровані — 166 в мухафазі Хеврон, 55 у Східному Єрусалимі, 49 у Рамаллі, 11 у Вифлеємі, 7 у Наблусі та 6 в Тулькармі. 408 хворих одужали, з них 399 у мухафазі Хеврон, 6 у мухафазі Наблус та 3 у секторі Гази. 16 хворих перебували в реанімації, 7 з них на апаратах штучного дихання.
13 липня міністерство охорони здоров'я підтвердило 243 нових випадки хвороби та 5 смертей, загальна кількість померлих зросла до 38. 16 хворих перебували у реанімації, 6 на апаратах штучного дихання. 193 випадки зареєстровано в мухафазі Хеврон, 87 у Хевроні, 29 у Вифлеємі та прилеглих містах і селах, а також 11 з Єрихоні. 55 випадків зареєстровано у Східному Єрусалимі. Із 7335 випадків у Палестині 6401 зареєстровано на Західному березі, 72 у секторі Гази та 862 у Східному Єрусалимі. Серед померлих 37 було на Західному березі, один у секторі Газа та 3 у Східному Єрусалимі. Пізніше Май Алкайла підтвердила ще 106 нових випадків хвороби, загальну кількість випадків у Палестині зросла до 7441. У мухафазі Єрусалим зареєстровано 46 випадків хвороби, 49 у мухафазі Рамалла та аль-Біре, 9 у мухафазі Калкілія та по одному у мухафазах Хеврон та Наблус.
14 липня міністерство охорони здоров'я підтвердило 293 нові випадки хвороби, з них 158 у мухафазі Хеврон та 108 у Східному Єрусалимі, загальну кількість випадків у Палестині збільшилась до 7734. 18 хворих знаходилися в реанімації, у тому числі 6 на апаратах штучного дихання.
15 липня за даними міністерства охорони здоров'я за останню добу відбулось різке зростання кількості нових випадків хвороби, зокрема 135 у мухафазі Рамалла, 48 з них у самому місті. У Східному Єрусалимі також спостерігалось зростання кількості нових випадків хвороби до 119. Уперше за кілька тижнів у мухафазі Хеврон спостерігалось значне зниження кількості нових випадків до 50, половина з них в самому місті. Загалом за добу зареєстровано 419 нових випадків хвороби, загальна кількість випадків у Палестині зросла до 8153, за винятком Східного Єрусалиму, де було 300 нових випадків. 170 хворих одужали на Західному березі річки Йордан, 140 з них у мухафазі Хеврон, загальна кількість одужань у Палестині зросла до 1487. 17 хворих перебували в реанімації, 6 з них на апараті штучного дихання.
16 липня міністерство охорони здоров'я підтвердило 2 смерті та 463 нові випадки, загальна кількість випадків у Палестині зросла до 8616. Загальна кількість активних становила 7412, за винятком Східного Єрусалиму, де зареєстровано 115 нових випадків хвороби, 147 у мухафазі, у місті Рамалла зареєстровано 15 нових випадків з 44 у мухафазі, у місті Хеврон зареєстровано 40 випадків з 182 у мухафазі, у мухафазі Вифлеєм зареєстровано 51 випадок, решта випадки розподілені між іншими мухафазами.
17 липня міністерство охорони здоров'я підтвердило 439 нових випадків хвороби та 179 одужань за останню добу. Нові випадки зареєстровані: 319 у мухафазі Хеврон, 87 у Східному Єрусалимі, 5 у мухафазі Рамалла та аль-Біре, 4 у мухафазі Салфіт, 4 у мухафазі Дженін, 7 у мухафазі Наблус, 6 у Єрихоні та долині Йордану, 2 у мухафазі Калкіліїя, та 5 у мухафазі Тубас. У місті Хеврон зареєстровано 174 випадки, а в секторі Гази 5. За останню добу померли 6 хворих. 16 хворих перебували в реанімації, 5 на апаратах штучного дихання Загалом у Палестині зареєстровано 9055 випадків хвороби, з них на Західному березі річки Йордан 7692, в секторі Гази 72, у Східному Єрусалимі 1291.
18 липня міністерство охорони здоров'я підтвердило 532 нових випадки хвороби та 3 смерті, загальна кількість випадків хвороби в Палестині зросла до 9587. З 199 нових випадків у мухафазі Хеврон 47 зареєстровані в Дурі та 23 у місті Хеврон. 96 випадків зареєстровано у Східному Єрусалимі. 104 хворих одужали, у тому числі 73 у мухафазі Хеврон, 29 у Наблусі та 2 у Дженіні.
19 липня міністерство охорони здоров'я повідомило про 465 нових випадків хвороби, 312 в районі Хеврону, 120 у Східному Єрусалимі, 8 у Рамаллі та Аль-Біре, один у Вифлеємі, один у Салфіті, 5 у Дженніні та 3 у Наблусі. 325 хворих одужали, 315 в мухафазі Хеврон, 5 у Вифлеємі, 3 в Тулькармі та 2 у Наблусі. 14 пацієнтів перебувають у реанімації, 4 з них на апаратах штучного дихання.
20 липня міністерство охорони здоров'я підтвердило 468 нових випадків хвороби та 3 смерті. 40 хворих перебували у відділеннях інтенсивної терапії, 3 з них на апаратах штучного дихання. Виявлено 2 нових випадки хвороби серед прибулих до сектора Гази, які перебували на карантині; в мухафазі Хеврон виявлено 135 випадків хвороби, а в Східному Єрусалимі 101 випадок хвороби. Цього дняЗбройні сили Ізраїлю зруйнували будівлю, щоб звільнити місце для будівництва центру для лікування хворих коронавірусною хворобою в Хевроні.
21 липня міністерство охорони здоров'я підтвердило 403 нових випадки хвороби та 2 смерті, загальна кількість випадків у Палестині зросла до 10923 (у тому числі 1695 у Східному Єрусалимі). З 403 нових випадків 119 зареєстровано в мухафазі Хеврон, у тому числі 26 у місті та 29 у місті Ідна, 91 у Східному Єрусалимі, 49 у мухафазі Рамалла, у тому числі 7 у самому місті. У місті Наблус зареєстровано 19 нових випадків хвороби, а в таборі біженців Акабат Джабер в Єрихоні 23 випадки. Одужали 11 хворих, 40 пацієнтів перебувають у реанімації, 4 з них на апараті штучного дихання. Після реєстрації 2 нових смертей загальна кількість смертей досягла 67, 63 з на Західному березі річки Йордан, одна в секторі Гази та 3 у Східному Єрусалимі.
22 липня міністерство охорони здоров'я повідомило про 356 нових випадків хвороби та 16 одужань. 186 нових випадків зареєстровано у Східному Єрусалимі, 154 у мухафазі Хеврон, один у мухафазі Тулькарм, 8 у мухафазі Вифлеєм, 6 у мухафазі Наблус, один у Газі. Із загальної кількості 11 279 випадків хвороби 9323 зареєстровано на Західному березі, 75 у секторі Газа та 1881 — у Східному Єрусалимі.
23 липня міністерство охорони здоров'я підтвердило 250 нових випадків хвороби у Східному Єрусалимі, 167 у мухафазі Хеврон, 32 у мухафазі Рамалла, 42 у Наблусі, 14 у Вифлеємі та 10 у Єрихоні. Зареєстровано 3 смерті та 1270 одужань. 16 хворих знаходились у реанімації, 5 з них на апаратах штучного дихання.
24 липня міністерство охорони здоров'я повідомило 537 нових випадків хвороби та 3 смертіи. 287 випадків зареєстровано в мухафазіі Єрусалим, 106 в мухафазі Хеврон, 46 в мухафазі Наблус, 44 в мухафазі Єрихон, 27 в мухафазі Рамалла і аль-Біре, 5 в мухафазі Тулькарм, 11 в мухафазі Вифлеєм, один в мухафазі Єнін, і 10 в мухафазі Калкілія. Зареєстровано 235 одужань. З 12412 випадків хвороби 10093 виявлено на Західному березі, 75 у секторі Гази, та 2319 у Східному Єрусалимі.
25 липня міністерство охорони здоров'я підтвердило 382 нових випадки хвороби (170 з них у Східному Єрусалимі), одну смерть, та 627 одужань. У мухафазі Хеврон не зареєстровано нових випадків, проте кількість випадків у Східному Єрусалимі продовжує зростати. 15 хворих перебували в реанімації, 3 з них на апаратах штучного дихання.
26 липня міністерство охорони здоров'я підтвердило 330 нових випадків хвороби (167 у Східному Єрусалимі) та 470 одужань. 40 нових випадків зареєстровано в мухафазі Хеврон, 3 в Рамаллі, 8 у Тулькармі, 4 у Вифлеємі, 14 у Дженніні, 20 у Наблусі, 11 у Єрихоні та 6 у Калкілії. 12 хворих знаходились у реанімації, 3 з них на апаратах штучного дихання.
27 липня міністерство охорони здоров'я підтвердило 2 смерті та 333 нові випадки хвороби, а також 769 одужань. 180 нових випадків зареєстровані у Східному Єрусалимі, який став новим епіцентром епідемії, у мухафазі Хеврон зареєстровано лише 25 випадків. Рівень одужання досяг 40,8 % після реєстрації 270 вилучень у мухафазі Хеврон та 300 у Східному Єрусалимі. 13 хворих перебувають у реанімації, 2 з них на апаратах штучного дихання.
28 липня міністерство охорони здоров'я повідомило про 481 новий випадок хвороби, 537 одужань та одну смерть, у тому числі 222 випадки в Східному Єрусалимі, 180 у мухафазі Хеврон, 13 у мухафазі Рамалла та аль-Біре, 4 у мухафазі Тулькарм, 15 у мухафазі Вифлеєм, 15 у мухафазі Єнін, 7 у мухафазі Наблус, 16 в мухафазі Єрихон, 6 в мухафазі Калкілія та 3 в мухафазі Тубас.
29 липня міністерство охорони здоров'я повідомило про 520 нових випадків хвороби, 74 одужання та одну смерть, у тому числі 250 в мухафазі Хеврон, 211 в мухафазі Єрусалим (174 у Східному Єрусалимі), 16 в мухафазі Рамалла та аль-Біре, 3 в мухафазі Тулькарм, 12 в мухафазі Вифлеєму, 1 у мухафазі Салфіт, 9 у мухафазі Єнін, 7 у мухафазі Наблус, 4 у мухафазі Єрихон та 7 у мухафазі Калкілія.
30 липня міністерство охорони здоров'я підтвердило 380 нових випадків хвороби, 2 смерті та 182 одужання. З нових випадків 186 були у мухафазі Хеврон, а 117 у Східному Єрусалимі.
31 липня міністерство охорони здоров'я підтвердило 394 нових випадки хвороби, 62 одужання та одну сиерть, у тому числі 203 нових випадки зареєстровано у мухафазі Хеврон, 161 у мухафазі Єрусалим (у тому числі 105 у Східному Єрусалимі), 15 у мухафазі Рамалла та аль-Біре, 2 у мухафазі Калкілія, 5 у мухафазі Вифлеєм, 3 в мухафазі Дженін і 5 в мухафазі Наблус. 14 хворих знаходились у реанімації, 5 на апаратах штучної вентиляції легень.

### Серпень 2020 року
1 серпня міністерство охорони здоров'я підтвердило 323 нові випадки хвороби та 247 одужань. 219 нових випадків хвороби було в Хевроні, 18 в Єрусалимі (0 зафіксовано у Східному Єрусалимі), 28 в Рамаллі, 3 в Тулькармі, 4 в Дженіні, 5 в Наблусі, 41 в Єрихоні, 2 в Калкілії, 1 у Вифлеємі і 2 в секторі Гази.
2 серпня міністерство охорони здоров'я підтвердило 255 нових випадків хвороби, 66 одужань та 1 смерть. 103 з нових випадків зареєстровані в мухафазі Єрусалим (88 у Східному Єрусалимі), 28 у Хевроні, 49 у Рамалі, 2 у Тулькармі, один у Дженіні, 14 у Наблусі, 20 у Єрихоні, 5 у Калкілії та 3 у Вифлеємі. 7 пацієнтів перебували у реанімації, 2 з них на апаратах штучного дихання.
3 серпня міністерство охорони здоров'я повідомило про виявлення 244 нових випадків хвороби та 527 одужань. 131 нових випадів зареєстровано в мухафазі Хеврон, 27 в Єрусалимі, 14 у Наблусі, 14 у Єрихоні, 10 у Дженіні, 42 у Рамаллі, 2 у Калкілії та по одному у мухафазах Тубас, Тулькарм та Салфіт. Того дня 9 хворих перебували в реанімації, 2 з них на апаратах штучного дихання.
4 серпня Май Алкайла повідомила про виявлення 229 нових випадків хвороби (а також 375 нових випадків у Східному Єрусалимі) та 502 одужання (а також 236 випадків у Східному Єрусалимі). 11 хворих перебували в реанімації, 2 з них на апаратах штучної вентиляції легенів.
5 серпня Май Алкайла підтвердила 353 нові випадки хвороби, 199 одужань та 4 смерті. З 353 випадків 158 зареєстровано в мухафазі Хеврон, 104 в мухафазі Єрусалим (з них 58 у Східному Єрусалимі), 20 у мухафазі Наблус, 21 у Єрихоні та долині Йордану, 4 у мухафазі Вифлеєм, 5 у мухафазі Калкілія, 14 в мухафазі Дженін, 25 в мухафазі Рамалла та аль-Біре та 2 в мухафазі Тулькарм. 13 хворих перебули в реанімації, 3 на апаратах штучного дихання.
6 серпня Май Алкайла підтвердила 453 нові випадки хвороби (в тому числі 120 у Східному Єрусалимі), 289 одужань та одну смерть. 183 нових випадків зареєстровані в мухафазі Хеврон, на той час епіцентрі епідемії.
7 серпня Май Алкайла підтвердила 514 нових випадки хвороби, 1126 одужань та 2смерті, включаючи 224 випадки в Єрусалимі (190 у Східному Єрусалимі) та 209 випадків у мухафазі Хеврон.
8 серпня Май Алкайла підтвердила 6 нових смертей, 4 з них у Східному Єрусалимі, та 426 нових випадків хвороби, 220 з них у Східному Єрусалимі; 496 хворих одужали за останню добу. Міністр висловила занепокоєння збільшенням кількості випадків у Східному Єрусалимі. 10 хворих знаходилися в реанімації, на апараті штучного дихання хворих не було.
9 серпня Май Алкайла підтвердила 277 нових випадків хвороби та 239 одужань. 14 хворих перебувають у реанімації, 3 з них на апаратах штучного дихання.
10 серпня Май Алкайла підтвердила 7 смертей, 467 нових випадків хвороби та 545 одужаннь. 24 хворих знаходяться в реанімації, 3 на апаратах штучного дихання.
11 серпня Май Алкайла підтвердила 3 смерті, 476 нових випадків хвороби та 345 одужань. 21 хворих перебували в реанімації, 5 з них на апаратах штучного дихання.
12 серпня Май Алкайла підтвердила 499 нових випадків хвороби та 346 одужань. 21 хворий знаходився в реанімації, 4 з них на апараті штучного дихання.
13 серпня Май Алкайла підтвердила 432 нових випадки хвороби, 1022 одужання та одну смерть. У Єрусалимі зареєстровано 149 випадків хвороби (у Східному Єрусалимі — 125 випадків), а в мухафазі Хеврон 107 випадків. Серед одужань 445 були в мухафазі Хеврон і 504 в мухафазі Єрусалим, близько 200 в самому місті. На той день 22 хворих перебували у реанімації, 4 з них на апаратах штучного дихання.
14 серпня Май Алкайла підтвердила 531 новий випадок хвороби, 260 одужань та одну смерть. 20 хворих перебували у реанімації, 5 на апаратах штучного дихання.
15 серпня Май Алкайла підтвердила 3 смерті, 498 нових випадків хвороби та 112 одужань. У Східному Єрусалимі зареєстровано 179 випадків, за ним йшла мухафаза Хеврон зі 104 випадками. 55 хворих перебували у реанімації, 5 з них на апаратах штучного дихання.
16 серпня Май Алкайла підтвердила 381 новий випадок хвороби, 2 смерті та 450 одужань. 26 хворих перебували в реанімації, 5 з них на апаратах штучного дихання.
17 серпня Май Алкайла підтвердила 456 нових випадків хвороби та 358 одужань, найбільше в Єрусалимі. 23 хворих знаходились у в реанімації, 5 з них на апаратах штучного дихання.
18 серпня Май Алкайла підтвердила 612 нових випадків хвороби та 83 одужання. 24 хворих перебували в реанімації, 7 з них на апаратах штучного дихання.
19 серпня Май Алкайла підтвердила 3 смерті, 424 нових випадки хвороби та 522 одужання. Більшість нових випадків зареєстровані в мухафазі Хеврон, 200 нових випадків зареєстровано в муніципалітеті Єрусалим (124 у Східному Єрусалимі). 27 хворих перебували в реанімації, 4 на апаратах штучної вентиляції легень.
20 серпня Май Алкайла підтвердила 512 нових випадків хвороби та 409 одужань. 24 хворих перебували в реанімації, 4 з них знаходились на апараті штучного дихання.
21 серпня Май Алкайла підтвердила 457 нових випадків хвороби та 540 одужань. 25 хворих знаходились у реанімації, 6 з них на апаратах штучного дихання.
22 серпня Май Алкайла підтвердила 311 нових випадків хвороби, 68 одужань та 3 смерті. 30 хворих перебували в реанімації, 4 з них на апаратах штучної вентиляції легень.
23 серпня Май Алкайла підтвердила 326 нових випадків хвороби, 740 одужань та 5 смертей. Міністерство охорони здоров'я Палестини не змогло отримати жодних новин щодо Східного Єрусалиму. Коефіцієнт одужання досяг 64,3 %, 30 хворих знаходились у реанімації, 4 з них на апаратах штучного дихання.
24 серпня Май Алкайла підтвердила 553 нових випадків хвороби, 132 одужань та 4 смерті. 28 хворих знаходились у реанімації, 5 з них на апаратах штучного дихання.
25 серпня Май Алкайла підтвердила 585 нових випадків хвороби, 1459 одужань та 3 смерті. У секторі Гази було зафіксовано 4 нових випадки хвороби, перший випадок зареєстровано серед постійного населення сектора, після чого запроваджено 48-годинний локдаун. 28 хворих перебували в критичному стані, 5 знаходились на апаратах штучного дихання. Представник уряду заявив, що 4 випадки коронавірусної хвороби були підтверджені в одній родині в таборі біженців, перший випадок зареєстровано в Газі, який не знаходився в контакті з особами, які перебувають у карантині в установах на кордоні після переходу в прибережний анклав з Єгипту та Ізраїлю.
26 серпня Май Алкайла підтвердила 602 нових випадки хвороби, 825 одужань та 2 смерті, включаючи другу смерть у секторі Газа. 29 хворих знаходилось у критичному стані, 4 на апаратах штучного дихання.
27 серпня Май Алкайла підтвердила 622 нових випадки хвороби, 325 одужань та 6 смертей. 26 хворих перебували в реанімації, 4 з них на апаратах штучного дихання.
28 серпня Май Алкайла підтвердила 724 нових випадки хвороби, 164 одужань та 2 смерті. За її даними, за останню добу проведено 4115 тестів на Західному березі річки Йордан та в секторі Гази. 48 нових випадків зареєстровано в секторі Гази. Обидві смерті сталися в таборах біженців. 40 хворих перебували в реанімації, 6 з них на апаратах штучного дихання.
29 серпня Май Алкайла підтвердила 417 нових випадків хвороби, 340 одужань і 4 смерті. Немає даних щодо Східного Єрусалиму, де за останні тижні кількість випадків хвороби перевищувала 100 на день. 40 хворих перебували в реанімації, 8 з них на апаратах штучного дихання.
30 серпня Май Алкайла підтвердила 536 нових випадків хвороби, 156 одужань та 2 смерті. 29 хворих перебували в реанімації, 7 з них на апаратах штучного дихання.
31 серпня Май Алкайла підтвердила 875 нових випадків хвороби, 1031 одужань та 7 смертей. Більшість нових випадків зареєстровано у Східному Єрусалимі, де з п'ятниці було виявлено 350 випадків, 249 випадків зареєстровано в мухафазі Хеврон, 52 в мухафазі Рамалла та 99 у секторі Газа, де кілька днів спостерігався сплеск нових випадків. Того дня 31 хворий перебував у реанімації, 8 з них на апаратах штучної вентиляції легень.

### Вересень 2020 року
1 вересня Май Алкайла підтвердила 552 нових випадки хвороби, 282 одужання та 7 смертей. Мухафаза Хеврон залишалась районом з найбільшою кількістю нових випадків, за останню добу в ній зареєстровано 203 нових випадки хвороби. Не було даних щодо нових випадків у Східному Єрусалимі, який за останні кілька тижнів перевищив позначку 100. 28 хворих залишалися в реанімації, 6 на апаратах штучної вентиляції легенів. 62,2 % активних випадків хвороби зосереджені в мухафазах Єрусалим та Хеврон, у тому числі 3400 випадків у мухафазі Хеврон, 2558 у мухафазі Єрусалим, серед них 1734 у місті Єрусалим та 824 у селах. Загальна кількість смертей досягла 180, 154 з них на Західному березі, 5 у секторі Газа та 21 у Східному Єрусалимі.
2 вересня Май Алкайла підтвердила 719 нових випадків хвороби, 266 одужань та смерті. Серед нових випадків 233 були зафіксовані в мухафазі Хеврон, 83 в Газі та 167 в мухафазі Єрусалим. 28 пацієнтів перебували в реанімації, 5 на апаратах штучного дихання.
3 вересня Май Алкайла підтвердила 596 нових випадків хвороби, 612 одужань та 5 смертей. 33 хворі перебували в реанімації, 5 на апаратах штучного дихання.
4 вересня Май Алкайла підтвердила 806 нових випадків хвороби, 692 одужань та 3 смерті. 31 хворий знаходився в реанімації, 5 на апаратах штучного дихання.
5 вересня Май Алкайла підтвердила 433 нових випадки хвороби, 224 одужань та 5 смертей. 26 хворих перебували в реанімації, 5 на апаратах штучного дихання. 110 нових випадків були у секторі Гази, у мухафазі Хеврон було лише 34 нових випадки, попри те, що саме ця мухафаза на той час була епіцентром поширення хвороби.
6 вересня Май Алкайла підтвердила 632 нових випадки хвороби, 341 одужання та 5 смертей. У Газі було зафіксовано 162 нових випадки хвороби.
7 вересня Май Алкайла підтвердила, що із 789 нових випадків хвороби 182 зареєстровані в секторі Гази, що є найбільшою кількістю з початку спалаху. 581 хворий одужав, з них 382 в мухафазі Хеврон, а 3 хворих померли. 32 хворих перебували в реанімації, 5 на апаратах штучного дихання.
8 вересня Май Алкайла підтвердила 717 нових випадків хвороби та 718 одужань. У Єрусалимі, Хевроні та Газі зареєстровано понад 100 нових випадків хвороби, також міністр повідомила, що за останню добу зареєстровано 10 смертей, 30 хворих перебували в реанімації, 3 на апаратах штучного дихання.
9 вересня Май Алкайла підтвердила 696 нових випадків хвороби та 767 одужань, а також 2 смерті. 27 перебували в реанімації, 4 на апаратах штучного дихання.
10 вересня Май Алкайла підтвердила 1000 нових випадків хвороби, що стало найвищим показником за добу на цей день, 490 одужань та 7 смертей. 195 випадків зареєстровано в Газі, 57 у передмістях Єрусалиму та 255 у місті Єрусалим плюс, 101 у мухафазі Хеврон. 31 хворий знаходився в реанімації, 10 на апаратах штучного дихання. Рівень одужання становив 68,5 %. Найбільшою проблемою стало порушення правил соціального дистанціювання на великих весіллях.
11 вересня Май Алкайла підтвердила 652 нових випадки хвороби та 8 смертей. 34 хворих знаходились у реанімації, 10 на апаратах штучного дихання. У Хевроні зареєстровано 777 одужань, а у Східному Єрусалимі 241 одужання, рівень одужання досяг 70,5 %.
12 вересня Май Алкайла підтвердила 650 нових випадків хвороби, 191 одужання та 6 смертей, у тому числі 2 у секторі Гази. 36 хворих перебували в реанімації, 11 на апаратах штучного дихання.
13 вересня Май Алкайла підтвердила 811 нових випадків хвороби, 370 одужань та 12 смертей. 37 хворих перебували в реанімації, 9 на апаратах штучного дихання. Прес-секретар міністерства внутрішніх справ Гассан Немер повідомив, що можливим є повернення до повного локдауну у зв'язку зі сплеском випадків, спричиненим відсутністю дотримання карантинних заходів, але нині рекомендується лише більш жорсткий контроль за дотриманням заходів обмеження.
14 вересня Май Алкайла підтвердила 788 нових випадків хвороби, 1324 одужань та 5 смертей. 35 хворих перебували в реанімації, 8 на апаратах штучного дихання.
15 вересня Май Алкайла підтвердила 1118 нових випадків хвороби, 455 одужань та 6 смертей. 39 хворих перебували в реанімації, 10 на апаратах штучного дихання.
16 вересня Май Алкайла підтвердила 963 нових випадки хвороби, 522 одужань та 15 смертей. Рівень одужання становить 69,8 %. 30 хворих перебувли в реанімації, 11 на апаратах штучної вентиляції легень.
17 вересня Май Алкайла підтвердила 966 нових випадків хвороби, 959 одужань та 2 смерті. 32 хворих перебували в реанімації, 11 на апаратах штучної вентиляції легенів.
18 вересня у Палестині підтверджено 692 нових випадки хвороби та 8 смертей. Зареєстровано 400 одужань, а коефіцієнт одужання становив 70,3 %. 40 хворих перебували в реанімації, 7 на апаратах штучної вентиляції легень.
19 вересня Май Алкайла підтвердила 726 нових випадків хвороби, 296 одужань та 5 смертей. 44 хворих перебували в реанімації,10 на апаратах штучної вентиляції легень.
20 вересня Май Алкайла підтвердила 683 нові випадки хвороби, 254 одужань та 9 смертей. 42 хворих перебували в реанімації, 9 на апаратах штучної вентиляції легень.
21 вересня Май Алкайла підтвердила 683 нові випадки хвороби, 254 одужання та 9 смертей. 42 хворих перебували в реанімації, 9 на апаратах штучної вентиляції легень.
22 вересня Май Алкайла підтвердила 557 нових випадків хвороби, 1142 одужання та 5 смертей. 41 хворий знаходився в реанімації, 8 на апаратах штучної вентиляції легень.
23 вересня Май Алкайла підтвердила 503 нових випадки хвороби, 819 одужань та 3 смерті. 44 хворих перебували в реанімації, 8 на апаратах штучної вентиляції легень.
24 вересня Май Алкайла підтвердила 713 нових випадків хвороби, 920 одужань та 5 смертей. 42 хворих знаходились у реанімації, 11 на апаратах штучної вентиляції легень.
25 вересня Май Алкайла підтвердила 452 нових випадки хвороби, 368 одужань та 5 смертей. Рівень одужання досяг 74 %. 43 хворих перебували в реанімації, 12 на апаратах штучної вентиляції легень.
26 вересня Май Алкайла підтвердила 290 нових випадків, 521 одужання та 7 смертей. 43 хворих перебували в реанімації, 11 на апаратах штучної вентиляції легень.
27 вересня Май Алкайла підтвердила 620 нових випадків хвороби, 1491 одужання та 9 смертей. 44 хворих перебувли в реанімації, 14 на апаратах штучної вентиляції легень.
28 вересня Май Алкайла підтвердила 503 нових випадків хвороби, 1665 одужань та 10 смертей. Рівень одужання досяг 79,3 %. 44 хворих перебували в реанімації, 14 на апаратах штучної вентиляції легенів.
29 вересня Май Алкайла підтвердила 420 нових випадків хвороби, 827 одужань та 7 смертей. Рівень одужання досяг 80,3 %. 41 хворий перебував у реанімації, 16 на апаратах штучної вентиляції легень.
30 вересня Май Алкайла підтвердила 321 новий випадок хвороби, 571 одужання та 8 смертей. Рівень одужання досяг 81,6 %. 39 хворих перебували в реанімації, 14 на апаратах штучної вентиляції легень.

### Жовтень 2020 року
1 жовтня Май Алкайла підтвердила 521 новий випадок хвороби, 881 одужання та 8 смертей. Рівень одужання досяг 82,5 %. 32 хворих знаходились у реанімації, 15 на апаратах штучної вентиляції легень.
2 жовтня Май Алкайла підтвердила 545 нових випадків хвороби, 435 одужань та 3 смерті. Рівень одуження становив 82,4 %. 53 хворих знаходились у реанімації, 14 на апаратах штучної вентиляції легень.
3 жовтня Май Алкайла підтвердила 406 нових випадків, 563 одужання та 11 смертей. Рівень одужання становить 82,9 %. 53 хворих знаходились у реанімації, 12 на апаратах штучної вентиляції легень. Заступник голови ХАМАСу Салех аль-Арурі отримав позитивний результат тесту на коронавірус.
4 жовтня Май Алкайла підтвердила 420 нових випадків хвороби, 1256 одужань та 1 смерть. 51 хворий знаходився в реанімації, 13 на апаратах штучної вентиляції легень.
5 жовтня Май Алкайла підтвердила 491 новий випадок хвороби, 592 одужання та 11 смертей. 47 пацієнтів перебували в реанімації, 11 на апаратах штучної вентиляції легень.
6 жовтня Май Алкайла підтвердила 475 нових випадків хвороби, 417 одужань та 10 смертей, відсутні даних по Східному Єрусалимі. Рівень одужання досяг 84,9 %. 46 хворих перебували в реанімації, 11 на апаратах штучної вентиляції легень.
7 жовтня міністерство охорони здоров'я підтвердило 510 нових випадків хвороби, 548 одужань та 6 смертей, відсутні дані по Східному Єрусалиму. Рівень одужання досяг 85,1 %. 46 хворих перебували в реанімації, 10 на апаратах штучної вентиляції легень.
8 жовтня Май Алкайла підтвердила 416 нових випадків хвороби, 631 одужань та 4 смерті, відсутні дані по Східному Єрусалиму. Рівень одужання становив 85,6 %. 45 хворих перебували в реанімації, 10 на апаратах штучної вентиляції легень.
9 жовтня Май Алкайла підтвердила 498 нових випадків хвороби, 766 одужань та 9 смертей. Рівень одужання становить 86,2 %. 44 хворих знаходились у реанімації, 10 на апаратах штучної вентиляції легень. Один із лідерів Організації визволення Палестини Саїб Ерекат отримав позитивний результат тесту на коронавірус.
10 жовтня Май Алкайла підтвердила 281 новий випадок хвороби, 318 одужань та 1 смерть, відсутні дані по Східному Єрусалиму. 39 хворих перебували в реанімації, 8 на апаратах штучної вентиляції легень.
11 жовтня Май Алкайла підтвердила 422 нових випадки хвороби, 772 одужання та 3 смерті. Рівень одужання становив 87,1 %. 41 хворий перебував у реанімації, 8 на апаратах штучної вентиляції легень.
12 жовтня Май Алкайла підтвердила 395 нових випадків хвороби, 312 одужань та 10 смертей. 38 хворих перебували в реанімації, 5 на апаратах штучної вентиляції легень. За словами міністра, у Східному Єрусалимі було зареєстровано лише 10 нових випадків хвороби, що суттєво менше у порівнянні з попереднім періодом, 267 випадків зареєстровано на Західному березі, що також значно нижче, ніж у попередні дні, у секторі Газа зареєстровано 118 нових випадків хвороби. Найвища посадова особа Організації визволення Палестини Ханан Ашраві отримав позитивний результат тесту на коронавірус.
13 жовтня Май Алкайла підтвердила 516 нових випадків хвороби, 613 одужань та 4 смерті. 41 хворий перебував у реанімації, 7 на апаратах штучної вентиляції легень.
14 жовтня Май Алкайла підтвердила 532 нових випадки хвороби, 368 одужань та 4 смерті. Рівень одужання становив 87,6 %. 40 хворих перебували в реанімації, 7 на апаратах штучної вентиляції легень.
15 жовтня Май Алкайла підтвердила 442 нових випадки хвороби, 281 одужання та 8 смертей, відсутні дані по Східному Єрусалиму. 36 хворих перебували в реанімації, 6 на апаратах штучної вентиляції легень.
16 жовтня Май Алкайла підтвердила 397 нових випадків хвороби, 442 одужання та 1 смерть. Рівень одужання становив 87,6 %. 41 хворий знаходився в реанімації, 6 на апаратах штучної вентиляції легень.
17 жовтня Май Алкайла підтвердила 312 нових випадків хвороби, у тому числі 86 в Газі, 241 одужання, в тому числі 85 в Газі, жодної смерті не було зареєстровано. Дані зі Східного Єрусалима відсутні. Рівень одужання становив 87,5 %. 40 хворих перебували в реанімації, 6 на апаратах штучної вентиляції легень.
18 жовтня Май Алкайла підтвердила 389 нових випадків хвороби, 336 одужань та 6 смертей. Дані зі Східного Єрусалиму відсутні. 40 хворих перебували в реанімації, 6 на апаратах штучної вентиляції легень. Саеба Ереката перевели до лікарні Хадасса-Ейн-Карем в Єрусалимі після погіршення його стану.
19 жовтня Май Алкайла підтвердила 543 нові випадки хвороби, 572 одужання та 6 смертей. Рівень одужання становив 87,7 %. 39 хворих перебували в реанімації, 5 на апаратах штучної вентиляції легень.
20 жовтня Май Алкайла підтвердила 481 новий випадок хвороби, 513 одужань та 8 смертей. Рівень одужання становив 87,9 %. 35 хворих перебували в реанімації, 6 на апаратах штучної вентиляції легень.
21 жовтня Май Алкайла підтвердила 569 нових випадків хвороби, 562 одужання та 6 смертей. Рівень одужаня становив 88 %. 34 хворих перебували в реанімації, 5 на апаратах штучної вентиляції легень. Дочка Саеба Ераката повідомила у твіттері, що йому зробили бронхостомію для дослідження стану дихальної системи.
22 жовтня Май Алкайла підтвердила 506 нових випадків хвороби, 124 з яких зареєстровано в секторі Гази, 609 одужань та 8 смертей, без урахування даних Східного Єрусалиму. 34 хворих перебували в реанімації, 5 на апаратах штучної вентиляції легень.
23 жовтня Май Алкайла підтвердила 513 нових випадків хвороби, 609 одужань та 4 смерті, без урахування даних Східного Єрусалиму. Рівень одужання становив 88,1 %. 33 хворих знаходились у реанімації, 5 на апаратах штучної вентиляції легень.
24 жовтня Май Алкайла підтвердила 410 нових випадків хвороби, у тому числі 156 у секторі Газа, 382 одужання та 4 смертей, без урахування даних Східного Єрусалиму. Рівень одужання становив 88,2 %. 36 хворих перебували в реанімації, 8 на апаратах штучної вентиляції легень.
25 жовтня Май Алкайла підтвердила 453 нові випадки хвороби, в тому числі 111 у секторі Газа, 360 одужань та 5 смертей, без урахування даних по Східному Єрусалиму. 41 хворий перебував у реанімації, 8 на апаратах штучної вентиляції легень.
26 жовтня Май Алкайла підтвердила 542 нові випадки хвороби, в тому числі 152 в Газі, 655 одужань та 6 смертей. 40 хворих перебували в реанімації, 6 на апаратах штучної вентиляції легень.
27 жовтня Май Алкайла підтвердила 576 нових випадків хвороби, у тому числі 199 у секторі Газа, 389 одужань та 4 смерті, без урахування даних по Східному Єрусалиму. 40 хворих перебували в реанімації, 6 на апаратах штучної вентиляції легень.
28 жовтня Май Алкайла підтвердила 450 нових випадків хвороби, у тому числі 100 у секторі Газа, 612 одужань та 8 смертей. 40 хворих знаходились у реанімації, 6 на апаратах штучної вентиляції легень.
29 жовтня Май Алкайла підтвердила 623 нові випадки хвороби, в тому числі 276 у секторі Газа, та 8 смертей. Рівень одужання становив 88,4 %. 39 хворих перебували в реанімації, 6 на апаратах штучної вентиляції легень.
30 жовтня Май Алкайла підтвердила 504 нові випадки хвороби, в тому числі 178 у секторі Газа, та 8 смертей. Рівень одужання залишився на рівні 88,4 %. 39 хворих перебували в реанімації, 6 на апаратах штучної вентиляції легень.
31 жовтня Май Алкайла підтвердила 521 новий випадок хвороби, у тому числі 198 в Газі, 445 одужань та 2 смерті. Рівень одужання залишався на рівні 88,4 %. 39 хворих перебували в реанімації, 9 на апаратах штучної вентиляції легень.

### Листопад 2020 року
1 листопада Май Алкайла підтвердила 540 нових випадків хвороби, у тому числі 185 в секторі Газа, 464 одужань та 6 смертей. Рівень одужання залишався на рівні 88,4 %. 35 хворих перебували в реанімації, 8 на апаратах штучної вентиляції легень.
2 листопада Май Алкайла підтвердила 749 нових випадків хвороби, включаючи рекордний показник за добу в 272 випадки в секторі Гази, 438 одужань та 4 смертей. Рівень одужання становив 88 %. 37 хворих перебували в реанімації, 8 на апаратах штучної вентиляції легень.
3 листопада Май Алкайла підтвердила 633 нові випадки хвороби, у тому числі 229 в секторі Гази, 575 одужань та 8 смертей. Рівень одужання становив 88 %. 35 хворих перебували в реанімації, 7 на апаратах штучної вентиляції легень.
4 листопада Май Алкайла підтвердила 734 нові випадки хвороби, в тому числі 281 в секторі Гази, 526 одужань та 3 смерті. Рівень одужання становив 87,87 %. 36 хворих перебували в реанімації, 8 на апаратах штучної вентиляції легень.
5 листопада Май Алкайла підтвердила 582 нові випадки хвороби, в тому числі 248 в секторі Гази, 456 одужань та 4 смертей, без урахування даних по Східному Єрусалиму. Рівень одужання становив 87,79 %. 40 хворих перебували в реанімації, 9 на апаратах штучної вентиляції легень.
6 листопада Май Алкайла підтвердила 681 новий випадок хвороби, в тому числі 259 в секторі Гази, 895 одужань та 3 смерті. Коефіцієнт одужання становив 88,22 %. 35 хворих перебували в реанімації, 7 на апаратах штучної вентиляції легень.
7 листопада Май Алкайла підтвердила 431 новий випадок хвороби, у тому числі 250 в секторі Газа, 438 одужань та 1 смерть. Рівень одужання становив 88,3 %. 34 хворих перебували в реанімації, 7 на апаратах штучної вентиляції легень.
8 листопада Май Алкайла підтвердила 549 нових випадків хвороби, у тому числі 201 в Газі, 444 одужання та 3 смерті. Рівень одужання становив 88,3 %. 40 хворих перебували у реанімації, 10 на апаратах штучної вентиляції легень.
9 листопада Май Алкайла підтвердила 680 нових випадків хвороби, у тому числі 270 в секторі Гази, 470 одужань та 6 смертей, без урахування даних по Східному Єрусалиму. 41 хворий перебував у реанімації, 10 на апаратах штучної вентиляції легень.
10 листопада Май Алкайла підтвердила 660 нових випадків хвороби, у тому числі 191 в секторі Гази, 588 одужань та 14 смертей. Рівень одужання становив 88,1 %. 41 хворий перебував у реанімації, 10 на апаратах штучної вентиляції легень. Того дня у віці 65 років помер Саеб Еракат, один із лідерів Організації визволення Палестини та багаторічний представник Палестини на мирних переговорах. 2017 року йому провели трансплантацію легень, і відтоді стан його здоров'я гіршав. 8 жовтня 2020 року повідомлено, що він захворів на COVID-19, після чого його стан став критичним.
11 листопада Май Алкайла підтвердила 643 нові випадки хвороби, в тому числі 300 в секторі Гази, 801 одужань та 5 смертей, без урахування даних по Східному Єрусалиму. 40 хворих перебували в реанімації, 11 на апаратах штучної вентиляції легень.
12 листопада Май Алкайла підтвердила 823 нові випадки хвороби, в тому числі 311 в секторі Гази, 657 одужань та 5 смертей. Рівень одужання становив 88,3 %. 40 хворих перебували в реанімації, 11 на апаратах штучної вентиляції легень. Міністерство охорони здоров'я Палестини закликало ВООЗ терміново надіслати набори для тестування з огляду на кількість нових випадків захворювання. У відділення інтенсивної терапії в лікарні Аль-Акса спостерігається значна нестача медичного обладнання, зокрема бракує кисню.
13 листопада Май Алкайла підтвердила 730 нових випадків хвороби, в тому числі 274 у секторі Гази, 506 одужань та 6 смертей. Рівень одужання становив 88,1 %. 40 хворих перебували в реанімації, 10 на апаратах штучної вентиляції легень.
14 листопада Май Алкайла підтвердила 653 нові випадки хвороби, в тому числі 310 у секторі Гази, 424 одужання та 10 смертей, без урахування даних по Східному Єрусалиму. Рівень одужання становив 87,9 %. 40 хворих перебували у реанімації, 9 на апаратах штучної вентиляції легень.
15 листопада Май Алкайла підтвердила 976 нових випадків хвороби, у тому числі 406 у секторі Гази, 585 одужань та 7 смертей. Рівень одужання становив 87,5 %. 39 хворих перебували в реанімації, 10 на апаратах штучної вентиляції легень.
16 листопада Май Алкайла підтвердила 836 нових випадків хвороби, в тому числі рекордних 406 у секторі Гази, 607 одужань та 7 смертей, без урахування даних по Східному Єрусалиму. Рівень одужання становив 87,3 %. 44 хворих перебували в реанімації, 8 на апаратах штучної вентиляції легень.
17 листопада Май Алкайла підтвердила 1158 нових випадків хвороби, у тому числі рекордних 486 у секторі Гази, 774 одужань та 11 смертей. Рівень одужання становив 87,1 %. 44 хворих перебувають у реанімації, 9 на апаратах штучної вентиляції легень.
18 листопада Май Алкайла підтвердила 1251 новий випадок хвороби, в тому числі 600 в секторі Гази, та 9 смертей, без урахування даних по Східному Єрусалиму. Рівень одужання становив 87,2 %. 43 хворих знаходились у реанімації, 10 на апаратах штучної вентиляції легень.
19 листопада Май Алкайла підтвердила 1251 новий випадок хвороби, в тому числі 368 в секторі Гази, а також рекордні 238 випадків у Наблусі, 912 одужань та 9 смертей. 45 хворих перебували у реанімації, 10 на апаратах штучної вентиляції легень.
20 листопада Май Алкайла підтвердила 1472 нових випадки хвороби, в тому числі 754 в Газі, 410 одужань та 8 смертей, без урахування даних по Східному Єрусалиму. Рівень одужання становив 85,87 %. 45 хворих перебували в реанімації, 10 на апаратах штучної вентиляції легень.
21 листопада Май Алкайла підтвердила 1486 нових випадків хвороби, у тому числі 891 в Газі, а також 212 у Наблусі, 504 одужань та 14 смертей, без урахування даних по Східному Єрусалиму. Рівень одужання становив 84,94 %. 51 хворий перебував у реанімації, 9 на апаратах штучної вентиляції легень. Радник палестинського міністра охорони здоров'я в секторі Газа Фатхі Абу Варда заявив, що кількість випадків коронавірусної хвороби невпинно зростає, а Європейська лікарня в Хан-Юнісі досягла максимуму своїх можливостей. Очікується два вантажі термінової медичної допомоги, включаючи апарати для штучного дихання та спеціальні лікарські препарати.. Представники палестинської служби охорони здоров'я заявили, що в Газі залишилось 10 днів до того, як система охорони здоров'я буде перевантажена хворими на COVID-19.
22 листопада Май Алкайла підтвердила 1560 нових випадків хвороби, у тому числі 684 в Газі, 748 одужань та 16 смертей. 55 хворих перебували в реанімації, 10 на апаратах штучної вентиляції легень.
23 листопада Май Алкайла підтвердила 1558 нових випадків хвороби, у тому числі 689 у секторі Гази, 517 одужань та 9 смертей, без урахування даних по Східному Єрусалиму. 52 хворих перебували в реанімації, 9 на апаратах штучної вентиляції легень. Намагаючись контролювати швидкий ріст кількості випадків хвороби, уряд Палестини вирішив запровадити локдаун в п'ятницю та суботу та з 7 вечора до 6 ранку на 14 днів..
24 листопада Май Алкайла підтвердила рекордних 1946 нових випадків хвороби, у тому числі 685 у секторі Гази, 555 одужань та 17 смертей. Рівень одужання становив 82,2 %. 54 хворих знаходились у реанімації, 9 на апаратах штучної вентиляції легень.
25 листопада Май Алкайла підтвердила 1720 нових випадків хвороби, у тому числі 613 в секторі Гази, 490 одужань та 9 смертей, без урахування даних по Східному Єрусалиму. Рівень одужання становив 81,1 %. 55 хворих знаходились у реанімації, 8 на апаратах штучної вентиляції легень.
26 листопада Май Алкайла підтвердила 1906 нових випадків хвороби, у тому числі 656 у Газі, 812 одужань та 18 смертей. Рівень одужання становив близько 80 %. 57 хворих знаходились у реанімації, 8 на апаратах штучної вентиляції легень.
27 листопада Май Алкайла підтвердила 1936 нових випадків хвороби (у тому числі 922 в секторі Гази, де загальна кількість випадків досягла 18333), 719 одужань та 8 смертей. Рівень одужання становив 79,4 %. 57 хворих знаходились у реанімації, 8 на апаратах штучної вентиляції легень. Ізраїльські солдати штурмували лікарню імені Уго Чавеса (спеціальну лікарню для лікування пацієнтів з COVID-19) під час операції з арешту в цьому районі.
28 листопада Май Алкайла підтвердила 1461 новий випадок хвороби, в тому числі 827 в секторі Гази, 984 одужання та 15 смертей. 63 хворих знаходились у реанімації, 10 на апаратах штучної вентиляції легень.
29 листопада Май Алкайла підтвердила 1927 нових випадків хвороби, в тому числі 738 в секторі Гази, 957 одужань та 16 смертей. Рівень одужання становив 78,7 %. 67 хворих перебували в реанімації, 12 на апаратах штучної вентиляції легень. Всесвітня організація охорони здоров'я за кошти Кувейту доставила 15 апаратів штучної вентиляції легень до лікарень сектора Гази для допомоги у боротьбі зі значним зростанням кількості випадків хвороби. Представники сектора Гази заявили, що на території сектора утримується значна нестача медичних засобів, включно з постачанням кисню.
30 листопада Май Алкайла підтвердила 2062 нових випадки хвороби, в тому числі 748 в секторі Гази, 1153 одужання та 15 смертей, без урахування даних по Східному Єрусалиму. 66 хворих знаходились у реанімації, 12 на апаратах штучної вентиляції легень. Європейський Союз надав додаткові кошти у розмірі 9,27 мільйонів євро на підтримку закладів охорони здоров'я Палестини, зокрема закупив медичні засоби до лікарень Східного Єрусалиму.

### Грудень 2020 року
1 грудня Май Алкайла підтвердила рекордних 2536 нових випадків хвороби, у тому числі 815 в секторі Гази, 1032 одужання та 16 смертей. 64 хворих перебували в реанімації, 13 на апаратах штучної вентиляції легень. Рівень одужання становив 77,3 %.
2 грудня Май Алкайла підтвердила 2188 нових випадків хвороби, в тому числі 735 в секторі Гази, 1051 одужання та 16 смертей, без урахуванням даних по Східному Єрусалиму. Рівень одужання становив 76,6 %, 67 хворих перебували в реанімації, 14 на апаратах штучної вентиляції легень.
3 грудня Май Алкайла підтвердила рекордних 2738 нових випадків хвороби, у тому числі 827 в секторі Гази, 1469 одужань та 19 смертей. Рівень одужання становив 76,1 %, 74 хворих перебували в реанімації, 17 на апаратах штучної вентиляції легень.
4 грудня Май Алкайла підтвердила 1968 нових випадків хвороби, у тому числі 788 в секторі Гази, 1956 одужань та 17 смертей, без урахування даних по Східному Єрусалиму. Рівень одужання становив 76,1 %, 71 хворий перебував у реанімації, 20 на апаратах штучної вентиляції легень. Рівень одужання становив 76,5 %.
5 грудня Май Алкайла підтвердила 1422 нові випадки хвороби, в тому числі 584 у секторі Гази, 1030 одужань та 15 смертей, без урахування даних по Східному Єрусалиму. Рівень одужання становив 76,4 %, 69 хворих перебували в реанімації, 20 на апаратах штучної вентиляції легень.
6 грудня Май Алкайла підтвердила 2333 нові випадки хвороби, в тому числі 726 в секторі Гази, 1758 одужань та 17 смертей. Рівень одужання становив 76,4 %, 69 хворих перебували в реанімації, 18 на апаратах штучної вентиляції легень.
7 грудня Май Алкайла підтвердила 1720 нових випадків хвороби, у тому числі 471 в Газі, 1280 одужань та 20 смертей (10 в Газі), без урахування даних по Східному Єрусалимі. 76 пацієнтів перебували в реанімації, 18 на апаратах штучної вентиляції легень. Радник міністра охорони здоров'я Фатхі Абу Варда повідомив, що закінчилися набори для тестування, і сподівається, що 5 тисяч наборів для тестувань, направлені ВООЗ до Гази, прибудуть на палестинську територію в найближчі години. У зв'язку з цим після проведення 1245 тестувань попереднього дня центральна лабораторія в Газі припинила проведення тестувань.
8 грудня Май Алкайла підтвердила 1595 нових випадків хвороби (0 в Газі через відсутність наборів для тестування), 1429 одужань та 19 смертей. Рівень одужання становив 76,6 %. 85 пацієнтів перебували в реанімації, 25 на апаратах штучної вентиляції легень.
9 грудня Май Алкайла підтвердила 1883 нові випадки хвороби (639 в секторі Гази), 1636 одужань та 23 смертей, без урахування даних по Східному Єрусалиму. 84 хворих перебували в реанімації, 25 на апаратах штучної вентиляції легень.
10 грудня Май Алкайла підтвердила 2181 новий випадок хвороби (586 в Газі), 1953 одужання та 24 смерті. Рівень одужання становив 77 %. 81 хворий перебував у реанімації, 24 на апаратах штучної вентиляції легень. Радник міністра охорони здоров'я Фатхі Абу Варда заявив, що всі лікарняні ліжка зайняті, і висловив занепокоєння впливом на сектор охорони здоров'я сектора Газа у зв'язку з різким зростанням кількості випадків хвороби. За його словами, 20 % випадків перебувають у важкому стані, у більшості з них діагностовано пневмонію.
11 грудня Май Алкайла підтвердила 1743 нових випадки хвороби (617 у Газі), 2451 одужання та 21 смерть. Рівень одужання становив 77,9 %. 81 пацієнт перебуває в реанімації, 23 на апаратах штучної вентиляції легень.
12 грудня Май Алкайла підтвердила 1845 нових випадків хвороби (505 в секторі Газа), 2182 одужання та 33 смерті. Рівень одужання становив 77 %. 83 хворих перебували в реанімації, 26 на апаратах штучної вентиляції легень. Співробітник Міністерства охорони здоров'я Палестини Усама Наджар заявив, що незабаром доставлять у Палестину 4 мільйони доз російської вакцини проти COVID-19. Міністр охорони здоров'я Май Алкайла підтвердила, що Палестина підтримує зв'язок з Росією, компаніями «Moderna» та «AstraZeneca», але не «Pfizer», оскільки у Палестині є лише один відповідний холодильник для вакцини, та нема засобів для транспортування вакцини. Механізм COVAX покриє витрати на вакцину для 20 % населення.
13 грудня Май Алкайла підтвердила 1639 нових випадків хвороби (406 в Газі), 1987 одужання та 17 смертей, без урахування даних по Східному Єрусалиму. 93 хворих перебували в реанімації, 30 на апаратах штучної вентиляції легень.
14 грудня Май Алкайла підтвердила 1564 нових випадки хвороби (157 в Газі), 2145 одужань та 28 смертей. 95 хворих перебували в реанімації, 30 на апаратах штучної вентиляції легень.
15 грудня Май Алкайла підтвердила 2307 нових випадків хвороби (709 у секторі Газа), 1910 одужань та 23 смерті, без урахування даних по Східному Єрусалиму. 135 хворих перебували реанімації, 39 на апаратах штучної вентиляції легень. Рівень одужання становив 79,8 %.
16 грудня Май Алкайла підтвердила 2525 нових випадків хвороби (935 в Газі), 2240 одужань та 26 смертей. 137 хворих перебували в реанімації, 39 на апаратах штучної вентиляції легень. У кількох мухафазах спостерігалась тенденція до зростання кількості випадків хвороби. Керівник управління охорони здоров'я Дженіна Вісам Сбейхат заявив, що у Дженіні зареєстровано понад 7 тисяч випадків хвороби, 1700 активних та 87 смертей. Лікарня Дженіна заповнена, ліжка заповнені на 95 %. Керівник управління охорони здоров'я Тубаса Джаміль Дарагме заявив, що кількість випадків у місті досягла 1600, з них 600 активних, а директор охорони здоров'я Салфіта Хайтам Мансур також підтвердив 2400 випадків у місті, з них 550 активних, та 15 смертей.
17 грудня Май Алкайла підтвердила 2149 нових випадків хвороби (1015 в Газі), 2027 одужань та 30 смертей, без урахування даних по Східному Єрусалиму. 132 хворих перебували в реанімації, 36 на апаратах штучної вентиляції легень.
18 грудня Май Алкайла підтвердила 2170 нових випадків хвороби (997 в Газі), 1791 одужання та 21 смерть. Рівень одужання становив 80,2 %. 131 хворий перебував у реанімації, 34 на апаратах штучної вентиляції легень.
19 грудня Май Алкайла підтвердила 1750 нових випадків хвороби (876 в секторі Газа), 2019 одужань та 25 смертей. 128 хворих перебували в реанімації, 35 на апаратах штучної вентиляції легень.
20 грудня Май Алкайла підтвердила 1427 нових випадків хвороби (560 в секторі Газа), 1518 одужань та 24 смертей, без урахування даних по Східному Єрусалиму. 133 хворих перебували в реанімації, 35 на апаратах штучної вентиляції легень.
21 грудня Май Алкайла підтвердила 1514 нових випадків хвороби (280 в Газі), 1848 одужань та 31 смерть. 138 хворих перебували в реанімації, 37 на апаратах штучної вентиляції легень.
22 грудня Май Алкайла підтвердила 1561 новий випадок хвороби (516 в Газі), 1808 одужань та 29 смертей, без урахування даних по Східному Єрусалиму. Рівень одужання становив 81,8 %. 124 хворих перебували в реанімації, 33 на апаратах штучної вентиляції легень.
23 грудня Май Алкайла підтвердила 2110 нових випадків хвороби (867 в Газі), 1823 одужання та 31 смерть. Ріень одужання становив 81,9 %. 119 хворих перебували в реанімації, 29 на апаратах штучної вентиляції легень.
24 грудня Май Алкайла підтвердила 1704 нові випадки хвороби (806 у Газі), 2291 одужання та 17 смертей, без урахування даних по Східному Єрусалиму. Рівень одужання становив 82,5 %. 122 хворих перебували в реанімації, 29 на апаратах штучної вентиляції легень.
25 грудня Май Алкайла підтвердила 1812 нові випадки хвороби (728 в Газі), 1783 одужання та 21 смерть. Рівень одужання становив 82,7 %. 118 хворих перебували у реанімації, 26 на апаратах штучної вентиляції легень.
26 грудня Май Алкайла підтвердила 1306 нових випадків хвороби (792 в Газі), 1400 одужань та 21 смерть (12 в Газі), без урахування даних по Східному Єрусалиму. 121 хворийт перебував у реанімації, 30 на апаратах штучної вентиляції легень.
27 грудня Май Алкайла підтвердила 1506 нових випадків хвороби (544 в секторі Гази), 1493 одужання та 28 смертей. 112 хворих перебували в реанімації, 27 на апаратах штучної вентиляції легень.
28 грудня Май Алкайла підтвердила 1363 нові випадки хвороби (477 в Газі), 1638 одужань та 26 смертей. Рівень одужання становив 83,4 %. 123 хворих перебували в реанімації, 29 на апаратах штучної вентиляції легень.
29 грудня Май Алкайла підтвердила 1149 нових випадків хвороби (542 в Газі), 2155 одужань та 19 смертей, без урахування даних по Східному Єрусалиму. 127 хворих перебували в реанімації, 30 на апаратах штучної вентиляції легень.
30 грудня Май Алкайла підтвердила 1539 нових випадків хвороби (711 в Газі), 2315 одужань та 21 смерть. 113 хворих перебували в реанімації, 27 на апаратах штучної вентиляції легень.
31 грудня Май Алкайла підтвердила 1268 нових випадків хвороби (708 у секторі Гази), 2056 одужань та 29 смертей, без урахування даних по Східному Єрусалиму. Рівень одужання становив 85,5 %. 118 хворих перебували в реанімації, 28 на апаратах штучної вентиляції легень.

### Січень 2021 року
1 січня Май Алкайла підтвердила 1450 нових випадків хвороби (689 в Газі), 2088 одужань та 18 смертей. Рівень одужання становив 86 %. 116 хворих перебували в реанімації, 25 на апаратах штучної вентиляції легень.
2 січня Май Алкайла підтвердила 1064 нові випадки хвороби (704 в Газі), 1477 одужань та 25 смертей, без урахування даних по Східному Єрусалиму. Рівень одужання становив 86,4 %. 119 хворих перебували в реанімації, 27 на апаратах штучної вентиляції легень.
3 січня Май Алкайла підтвердила 1155 нових випадків хвороби (409 в Газі), 1419 одужань та 31 смерть. Рівень одужання становив 86,7 %. 124 хворих перебували в реанімації, 26 на апаратах штучної вентиляції легень.
4 січня Май Алкайла підтвердила 1009 нових випадків хвороби (361 в Газі), 1413 одужань та 20 смертей, без урахування даних по Східному Єрусалиму. Рівень одужання становив 87 %. 113 хворих перебували в реанімації, 23 на апаратах штучної вентиляції легень.
5 січня Май Алкайла підтвердила 1191 новий випадок хвороби (396 в Газі), 1804 одужання та 20 смертей. Рівень одужання становив 87,5 %. 113 хворих перебували в реанімації, 27 на апаратах штучної вентиляції легень.
6 січня Май Алкайла підтвердила 1088 нових випадків хвороби (535 в Газі), 1585 одужань та 14 смертей. Рівень одужання становив 87,9 %. 115 хворих перебували в реанімації, 27 на апаратах штучної вентиляції легень.
7 січня Май Алкайла підтвердила 1251 новий випадок хвороби (610 в Газі), 1592 одужання та 21 смерть, без урахування даних по Східному Єрусалиму. Рівень одужання становив 88,2 %. 107 хворих перебували реанімації, 23 на апаратах штучної вентиляції легень.
8 січня Май Алкайла підтвердила 822 нових випадки хвороби (499 в секторі Гази), 1405 одужань та 23 смертей, без урахування даних по Східному Єрусалиму. Рівень одужання становив 88,6 %. 105 хворих перебували в реанімації, 25 на апаратах штучної вентиляції легень.
9 січня Май Алкайла підтвердила 855 нових випадків хвороби (347 в Газі), 1422 одужання та 26 смертей. З березня 2020 року кількість випадків на Західному березі досягла позначки 100 тисяч, секторі Гази — 45 тисяч, та Східному Єрусалимі — 18 500, кількість смертей досягла відповідно 1100, 400 та 150. 100 хворих перебували в реанімації, 23 на апаратах штучної вентиляції легень.
10 січня Май Алкайла підтвердила 699 нових випадків хвороби (232 в секторі Гази), 1015 одужань та 20 смертей, без урахування даних по Східному Єрусалиму. Рівень одужання становив 89,2 %. 98 хворих перебували в реанімації, 22 на апаратах штучної вентиляції легень.
11 січня Май Алкайла підтвердила 928 нових випадків хвороби (317 в Газі), 1355 одужань та 12 смертей. 95 хворих перебували у реанімації, 21 на апаратах штучної вентиляції легень.
12 січня Май Алкайла підтвердила 797 нових випадків хвороби (413 в секторі Гази), 1441 одужання та 15 смертей, без урахування даних по Східному Єрусалиму. Рівень одужання становив 90 %. 92 хворих перебували в реанімації, 24 на апаратах штучної вентиляції легень.
13 січня Май Алкайла підтвердила 978 нових випадків хвороби (437 в Газі), 1670 одужань та 30 смертей. Рівень одужання становив 90,4 %. 93 хворих перебували в реанімації, 25 на апаратах штучної вентиляції легень.
14 січня Май Алкайла підтвердила 736 нових випадків хвороби (368 в Газі), 1270 одужань та 7 смертей, без урахування даних по Східному Єрусалиму. 91 хворий перебував у реанімації, 28 на апаратах штучної вентиляції легень.
15 січня Май Алкайла підтвердила 822 нових випадки хвороби (403 в Газі), 1646 одужань та 27 смертей. Рівень одужання становив 91,3 %. 87 хворих перебували в реанімації, 20 на апаратах штучної вентиляції легень.
16 січня Май Алкайла підтвердила 427 нових випадків хвороби (284 в секторі Гази), 847 одужань та 13 смертей, без урахування даних по Східному Єрусалиму. 87 хворих перебували в реанімації, 21 на апаратах штучної вентиляції легень.
17 січня Май Алкайла підтвердила 578 нових випадків хвороби (212 в Газі), 862 одужання та 20 смертей. Рівень одужання становив 91,8 %. 84 хворих перебували в реанімації, 21 на апаратах штучної вентиляції легень.
18 січня Май Алкайла підтвердила 524 нових випадки хвороби (237 в Газі), 944 одужання та 8 смертей, без урахування даних по Східному Єрусалиму. Рівень одужання становив 92 %. 81 пацієнт перебував у реанімації, 22 на апаратах штучної вентиляції легень.
19 січня Май Алкайла підтвердила 660 нових випадків хвороби (313 в Газі), 1027 одужань та 19 смертей. Рівень одужання становив 92,3 %. 81 хворий перебував у реанімації, 22 на апаратах штучної вентиляції легень.
20 січня Май Алкайла підтвердила 497 нових випадків хвороби (285 в Газі), 1090 одужань та 10 смертей. Рівень одужання становив 92,7 %. 80 хворих перебували в реанімації, 22 на апаратах штучної вентиляції легень.
21 січня Май Алкайла підтвердила 574 нові випадки хвороби (286 в Газі), 972 одужання та 7 смертей. Рівень одужання становив 92,9 %. 78 хворих перебували в реанімації, 21 на апаратах штучної вентиляції легень.
22 січня Май Алкайла підтвердила 494 нових випадки хвороби (275 в секторі Гази), 792 одужання та 12 смертей, без урахування даних по Східному Єрусалиму. Рівень одужання становив 93,1 %. 77 хворих перебували в реанімації, 22 на апаратах штучної вентиляції легень.
23 січня Май Алкайла підтвердила 467 нових випадків хвороби (286 в секторі Гази), 686 одужань та 14 смертей, без урахування даних по Східному Єрусалиму. Рівень одужання становив 93,3 %. 73 хворих перебували в реанімації, 19 на апаратах штучної вентиляції легень.
24 січня Май Алкайла підтвердила 533 нові випадки хвороби (189 в Газі), 740 одужань та 14 смертей. Рівень одужання становив 93,4 %. 71 хворий знаходився в реанімації, 18 на апаратах штучної вентиляції легень.
25 січня Май Алкайла підтвердила 470 нових випадків хвороби (190 в Газі), 729 одужань та 5 смертей. Рівень одужання становив 93,6 %. 61 хворий перебував у реанімації, 12 на апаратах штучної вентиляції легень.
26 січня Май Алкайла підтвердила 660 нових випадків хвороби (214 в Газі), 913 одужань та 10 смертей. Рівень одужання становив 93,7 %. 66 хворих перебували в реанімації, 16 на апаратах штучної вентиляції легень.
27 січня Май Алкайла підтвердила 608 нових випадків хворих (327 в Газі), 655 одужань та 5 смертей. Рівень одужання становив 93,8 %. 61 хворих перебували в реанімації, 18 на апаратах штучної вентиляції легень.
28 січня Май Алкайла підтвердила 747 нових випадків хвороби (364 в Газі), 764 одужання та 8 смертей. Рівень одужання становив 93,8 %. 64 хворих перебували в реанімації, 18 на апаратах штучної вентиляції легень.
29 січня Май Алкайла підтвердила 575 нових випадків хвороби (357 в Газі), 520 одужань та 11 смертей. Рівень одужання становив 93,8 %. 64 хворих перебували в реанімації, 20 на апаратах штучної вентиляції легень.
30 січня Май Алкайла підтвердила 515 нових випадків хвороби (191 в Газі), 550 одужань та 9 смертей. Рівень одужання становив 93,9 %. 58 хворих перебували в реанімації, 20 на апаратах штучної вентиляції легень.
31 січня Май Алкайла підтвердила 403 нові випадки хвороби (125 в секторі Газа), 410 одужань та 2 смерті, без урахування даних по Східному Єрусалиму. Рівень одужання становив 93,9 %. 57 хворих перебували реанімації, 19 на апаратах штучної вентиляції легень.

### Лютий 2021 року
1 лютого Май Алкайла підтвердила 586 нових випадків хвороби (215 в Газі), 768 одужань та 11 смертей. Рівень одужання становив 94 %. 54 хворих перебували в реанімації, 17 на апаратах штучної вентиляції легень.
2 лютого Май Алкайла підтвердила 513 нових випадків хвороби (143 в Газі), 502 одужання та 9 смертей, без урахування даних по Східному Єрусалиму. 54 хворих перебували в реанімації, 16 на апаратах штучної вентиляції легень. Міністерство охорони здоров'я повідомило про отримання 2 тисяч доз вакцини «Moderna» з Ізраїлю, призначеної для медичних працівників. Міністр охорони здоров'я Май Алкайла отримала вакцину в лікарні Уго Чавеса разом з медичним персоналом, що працює в реанімаційних відділеннях. За її словами, 5 тисяч доз вакцини «Спутник V» має надійти до Палестини за кілька днів, мають також надійти 37 тисяч доз вакцини за програмою COVAX.
3 лютого Май Алкайла підтвердила 670 нових випадків хвороби (178 у Газі), 739 одужань та 10 смертей. 53 хворих перебували в реанімації, 21 на апаратах штучної вентиляції легень.
4 лютого Май Алкайла підтвердив 661 новий випадок хвороби (200 в Газі), 419 одужань та 8 смертей, без урахування даних по Східному Єрусалиму. Рівень одужання становив 94 %. 55 хворих перебували в реанімації, 20 на апаратах штучної вентиляції легень. 4 лютого 2021 року Палестина отримала 10 тисяч доз вакцини «Спутник V», а протягом наступного тижня очікувалось прибуття ще 50 тисяч доз.
5 лютого Май Алкайла підтвердила 722 нові випадки хвороби (179 в Газі), 813 одужань та 5 смертей. Рівень одужання становив 94 %. 61 хворий перебував у реанімації, 17 на апаратах штучної вентиляції легень.
6 лютого Май Алкайла підтвердила 298 нових випадків хвороби (172 в секторі Гази), 245 одужань та 3 смерті, без урахування даних по Східному Єрусалиму. Рівень одужання становив 94 %. 63 хворих перебували в реанімації, 15 на апаратах штучної вентиляції легень.
7 лютого Май Алкайла підтвердила 824 нових випадки хвороби (172 в Газі), 528 одужань та 14 смертей. Рівень одужання становив 93,9 %. 64 хворих перебували в реанімації, 14 на апаратах штучної вентиляції легень.
8 лютого Май Алкайла підтвердила 612 нових випадків хвороби (56 у секторі Гази), 440 одужань та 7 смертей, без урахування даних по Східному Єрусалиму. Рівень одужання становив 93,8 %. 56 хворих перебували в реанімації, 16 на апаратах штучної вентиляції легень.
9 лютого Май Алкайла підтвердила 1022 нові випадки хвороби (148 в Газі), 419 одужань та 9 смертей. 58 хворих перебували в реанімації, 17 на апаратах штучної вентиляції легень.
10 лютого Май Алкайла підтвердила 761 новий випадок хвороби (199 в Газі), 578 одужань та 12 смертей, без урахування даних по Східному Єрусалиму. 60 хворих перебували в реанімації, 17 на апаратах штучної вентиляції легень.
11 лютого Май Алкайла підтвердила 1101 новий випадок хвороби (202 в Газі), 652 одужання та 2 смерті. 57 хворих перебували в реанімації, 18 на апаратах штучної вентиляції легень.
12 лютого Май Алкайла підтвердила 665 нових випадків хвороби (117 в Газі), 635 одужань та 8 смертей. Рівень одужання становив 93,5 %. 56 хворих перебували в реанімації, 19 на апаратах штучної вентиляції легень.
13 лютого Май Алкайла підтвердила 938 нових випадків хворих (175 у Газі), 779 одужань та 15 смертей. 62 хворих перебували в реанімації, 22 на апаратах штучної вентиляції легень.
14 лютого Май Алкайла підтвердила 804 нових випадки хвороби (74 в Газі), 522 одужання та 3 смерті, без урахування даних по Східному Єрусалиму. Рівень одужання становить 93,3 %. 60 хворих перебували в реанімації, 21 на апаратах штучної вентиляції легень.
15 лютого Май Алкайла підтвердила 1048 нових випадків хвороби (79 в Газі), 915 одужань та 5 смертей. 63 хворих перебували в реанімації, 23 на апаратах штучної вентиляції легень.
16 лютого Май Алкайла підтвердила 1043 нові випадки хвороби (125 в Газі), 777 одужань та 6 смертей. Рівень одужання становив 93,2 %. 67 хворих перебували в реанімації, 27 на апаратах штучної вентиляції легень.
17 лютого Май Алкайла підтвердила 1432 нові випадки хвороби (153 в Газі), 960 одужань та 8 смертей. Рівень одужання становив 93,0 %. 67 хворих перебували в реанімації, 24 на апаратах штучної вентиляції легень.
18 лютого Май Алкайла підтвердила 627 нових випадків хвороби (171 в секторі Гази), 660 одужань та 8 смертей, без урахування даних по Східному Єрусалиму. 69 хворих перебували в реанімації, 25 на апаратах штучної вентиляції легень.
19 лютого Май Алкайла підтвердила 859 нових випадків хвороби (139 в Газі), 1025 одужань та 7 смертей. Рівень одужання становив 93,1 %. 75 хворих перебували в реанімації, 25 на апаратах штучної вентиляції легень.
20 лютого Май Алкайла підтвердила 599 нових випадків хвороби (90 в секторі Газа), 591 одужань та 10 смертей, без урахування даних по Східному Єрусалиму. 72 хворих перебували в реанімації, 24 на апаратах штучної вентиляції легень.
21 лютого Май Алкайла підтвердила 1564 нових випадки хвороби (150 в Газі), 988 одужань та 8 смертей. Рівень одужання становив 92,9 %. 81 хворий перебував у реанімації, 24 на апаратах штучної вентиляції легень.
22 лютого Май Алкайла підтвердила 1272 нових випадки хвороби (62 в Газі), 615 одужань та 8 смертей, без урахування даних по Східному Єрусалиму. Рівень одужання становив 92,6 %. 85 хворих перебували в реанімації, 21 на апаратах штучної вентиляції легенів. Масові щеплення ще не розпочались через затримку надходження вакцин.
23 лютого Май Алкайла підтвердила 1996 нових випадків хвороби (175 в Газі), 1120 одужань та 10 смертей. Рівень одужання становив 92,2 %. 92 хворих перебували в реанімації, 26 на апаратах штучної вентиляції легень.
24 лютого Май Алкайла підтвердила 1391 новий випадок хвороби (84 у Газі), 1038 одужань та 5 смертей. Рівень одужання становив 92,1 %. 93 хворих перебували в реанімації, 23 на апаратах штучної вентиляції легень.
25 лютого Май Алкайла підтвердила 2100 нових випадків хвороби (92 в Газі), 1096 одужань та 11 смертей. Рівень одужання становив 91,7 %. 101 хворий перебував у реанімації, 26 на апаратах штучної вентиляції легень.
26 лютого Май Алкайла підтвердила 1555 нових випадків хвороби (128 в Газі), 648 одужань та 11 смертей. Рівень одужання становив 91,3 %. 100 хворих перебували в реанімації, 33 на апаратах штучної вентиляції легень. Май Алкайла запропонувала запровадити на всій території Палестини локдаун у зв'язку із зростанням на близько 20—30 % кількості випадків хвороби та нестачі ліжок у лікарнях. Вона також сказала: «Це третя хвиля спалаху коронавірусної хвороби в Палестині … і це найважчий період, який ми переживаємо з початку пандемії».
27 лютого Май Алкайла підтвердила 1623 нові випадки хвороби (151 в Газі), 1081 одужання та 9 смертей. Рівень одужання становив 91,2 %. 110 хворих перебували в реанімації, 33 на апаратах штучної вентиляції легень.
28 лютого Май Алкайла підтвердила 1911 нових випадків хвороби (88 в секторі Гази), 956 одужань та 23 смерті. Рівень одужання становив 90,8 %. 117 хворих перебували в реанімації, 26 на апаратах штучної вентиляції легень.

### Березень 2021 року
1 березня Май Алкайла підтвердила 1626 нових випадків хвороби (98 у секторі Гази), 808 одужань та 14 смертей, без урахування даних по Східному Єрусалиму. Рівень одужання становив 90,4 %. 116 хворих перебували в реанімації, 29 на апаратах штучної вентиляції легень.
2 березня Май Алкайла підтвердила 2412 нових випадків хвороби (154 у Газі), 1316 одужань та 6 смертей. 114 хворих перебували в реанімації, 28 на апаратах штучної вентиляції легень.
3 березня Май Алкайла підтвердила 2017 нових випадків хвороби (196 в Газі), 1152 одужань та 15 смертей. Рівень одужання становив 89,7 %. 119 хворих перебували в реанімації, 26 на апаратах штучної вентиляції легень.
4 березня Май Алкайла підтвердила 2300 нових випадків хвороби (156 у Газі), 1694 одужань та 18 смертей. Рівень одужання становив 89,5 %. 135 хворих перебували в реанімації, 32 на апаратах штучної вентиляції легень.
5 березня Май Алкайла підтвердила 1826 нових випадків хвороби (146 в Газі), 1270 одужань та 19 смертей. Рівень одужання становив 89,4 %. 150 хворих перебували в реанімації, 37 на апаратах штучної вентиляції легень.
6 березня Май Алкайла підтвердила 2011 нових випадків хвороби (135 у секторі Гази), 1430 одужань та 19 смертей. 146 хворих перебували в реанімації, 38 на апаратах штучної вентиляції легень.
7 березня Май Алкайла підтвердила 22264 нові випадки хвороби (169 в Газі), 1446 одужань та 13 смертей, без урахування даних по Східному Єрусалиму. Рівень одужання становив 88,9 %. 146 хворих перебували в реанімації, 40 на апаратах штучної вентиляції легень.
8 березня Май Алкайла підтвердила 2003 нові випадки хвороби (123 в Газі), 1909 одужань та 22 смерті. 150 хворих перебували в реанімації, 42 на апаратах штучної вентиляції легень.
9 березня Май Алкайла підтвердила 1828 нових випадків хвороби (135 в Газі), 1614 одужань і 13 смертей. 155 хворих перебували в реанімації, 39 на апаратах штучної вентиляції легень.
10 березня Май Алкайла підтвердила 2331 новий випадок хвороби (168 в Газі), 2273 одужань та 27 смертей. Рівень одужання становив 89,1 %. 153 хворих перебували в реанімації, 37 на апаратах штучної вентиляції легень.
11 березня Май Алкайла підтвердила 1291 новий випадок (69 в Газі), 1642 одужання та 18 смертей, без урахування даних по Східному Єрусалиму. Рівень одужання становив 89,3 %. 155 хворих перебували в реанімації, 39 на апаратах штучної вентиляції легень.
12 березня Май Алкайла підтвердила 2309 нових випадків хвороби (156 у секторі Гази), 1593 одужань та 22 смерті. Рівень одужання становив 89,3 %. 168 хворих перебували в реанімації, 44 на апаратах штучної вентиляції легень.
13 березня Май Алкайла підтвердила 1587 нових випадків хвороби (197 у секторі Гази), 1347 одужань та 27 смертей, без урахування даних по Східному Єрусалиму. 170 хворих перебували в реанімації, 48 на апаратах штучної вентиляції легень.
14 березня Май Алкайла підтвердила 2142 нові випадки хвороби (70 у секторі Гази), 2169 одужань та 15 смертей. Рівень одужання становив 89,3 %. 177 хворих перебували в реанімації, 49 на апаратах штучної вентиляції легень.
15 березня Май Алкайла підтвердила 2298 нових випадків хвороби (166 у секторі Гази), 2169 одужань та 25 смертей, без урахування даних по Східному Єрусалиму. 181 хворий перебував у реанімації, 53 на апаратах штучної вентиляції легень.
16 березня Май Алкайла підтвердила 2397 нових випадків хвороби (298 в Газі), 2547 одужань та 27 смертей. 183 хворих перебували в реанімації, 54 на апаратах штучної вентиляції легень.
17 березня Май Алкайла підтвердила 2193 нових випадків хвороби (277 в Газі), 2080 одужань та 29 смертей. Рівень одужання становив 89,3 %. 187 хворих перебували в реанімації, 56 на апаратах штучної вентиляції легень.
18 березня Май Алкайла підтвердила 2300 нових випадків хвороби (270 в Газі), 2112 одужань та 18 смертей. 190 хворих перебували в реанімації, 55 на апаратах штучної вентиляції легень.
19 березня Май Алкайла підтвердила 1851 новий випадок хвороби (256 в Газі), 1794 одужань та 21 смерть. Рівень одужання становив 89,3 %. 192 хворих перебували в реанімації, 54 на апаратах штучної вентиляції легень.
20 березня Май Алкайла підтвердила 1780 нових випадків хвороби (248 в Газі), 1695 одужань та 27 смертей. 192 хворих перебували в реанімації, 60 на апаратах штучної вентиляції легень.
21 березня Май Алкайла підтвердила 2247 нових випадків хвороби (307 в Газі), 1753 одужань та 21 смерть, без урахування даних по Східному Єрусалиму. Рівень одужання становив 89,3 %. 198 хворих перебували в реанімації, 60 на апаратах штучної вентиляції легень.
22 березня Май Алкайла підтвердила 2338 нових випадків хвороби (358 в секторі Гази), 1534 одужань та 31 смерть, без урахування даних по Східному Єрусалиму. 198 хворих перебували в реанімації, 60 на апаратах штучної вентиляції легень. 21 березня розпочалась вакцинація проти COVID-19, на Західному березі було вакциновано 6866 осіб, а в секторі Гази 12267 осіб.
23 березня Май Алкайла підтвердила 2259 нових випадків хвороби (450 в Газі), 2196 одужань та 20 смертей. 205 хворих перебували в реанімації, 58 на апаратах штучної вентиляції легень. З початку вакцинації на Західному березі було вакциновано 8157 осіб, а в Газі 13576 осіб.
24 березня Май Алкайла підтвердила 2032 нових випадки хвороби (514 у секторі Газа), 1665 одужань та 23 смерті. Рівень одужання становив 89,1 %. 206 хворих перебували в реанімації, 58 на апаратах штучної вентиляції легень.
25 березня Май Алкайла підтвердила 2093 нових випадків хвороби (554 в Газі), 2163 одужання та 20 смертей. 205 хворих перебували в реанімації, 69 на апаратах штучної вентиляції легень. На той день на Західному березі вакциновано 13 499 осіб, а в секторі Гази 15 986 осіб.
26 березня Май Алкайла підтвердила 1511 нових випадків хвороби (617 у секторі Гази), 1625 одужань та 16 смертей. Рівень одужання становив 89,3 %. 205 хворих перебували в реанімації, 69 на апаратах штучної вентиляції легень. На той день щеплено 33 554 особи, у тому числі 6045 людей, які отримали другу дозу вакцини.
27 березня Май Алкайла підтвердила 1319 нових випадків хвороби (605 в Газі, що підтверджує сплеск нових випадків хвороби), 2037 одужань та 23 смерті. 197 хворих перебували в реанімації, 63 на апаратах штучної вентиляції легенів. На той день на Західному березі щеплено 45505 осіб, а в Газі 18598 осіб.
28 березня Май Алкайла підтвердила 1714 нових випадків хвороби (857 в секторі Гази), 1664 одужання та 24 смерті, без урахування даних по Східному Єрусалиму. Рівень одужання становив 89,6 %. 197 хворих перебували в реанімації, 63 на апаратах штучної вентиляції легень. На той день 65098 осіб отримали перше щеплення, а 7048 осіб отримали другу дозу вакцини.
29 березня Май Алкайла підтвердила 1786 нових випадків (815 в Газі, що підтверджує сплеск там нових випадків хвороби), 1181 одужання та 18 смертей, без урахування даних по Східному Єрусалиму. 207 хворих перебували в реанімації, 65 на апаратах штучної вентиляції легень. На той день на Західному березі щеплено 48693 особи, а в секторі Гази 20362.
30 березня Май Алкайла підтвердила 1870 нових випадків хвороби (785 в Газі), 2395 одужань та 16 смертей. 213 хворих перебували в реанімації, 68 на апаратах штучної вентиляції легень. На Західному березі вакциновано 52449 осіб, а в секторі Гази 21515 осіб.
31 березня Май Алкайла підтвердила 2288 нових випадків хвороби (1061 в Газі), 1839 одужань та 13 смертей. Рівень одужання становив 89,7 %. 209 хворих перебували в реанімації, 68 на апаратах штучної вентиляції легень. Вакциновано 78379 осіб, у тому числі 8687 отримали другу дозу вакцини.

### Квітень 2021 року
1 квітня Май Алкайла підтвердила 2353 нові випадки хвороби (1081 в Газі), 1956 одужань та 20 смертей. 209 хворих перебували в реанімації, 67 на апаратах штучної вентиляції легень. 60029 осіб вакциновані на Західному березі та 23793 в Газі.
2 квітня Май Алкайла підтвердила 2248 нових випадків хвороби (1185 у секторі Гази, збільшення кількості випадків приписується варіантам COVID), 1709 одужань та 16 смертей, без урахування даних по Східному Єрусалиму. Рівень одужання становив 89,5 %. 204 хворих перебували в реанімації, 63 на апаратах штучної вентиляції легень. Щеплено 89933 осіб, 10146 осіб отримали другу дозу вакцини.
3 квітня Май Алкайла підтвердила 1651 новий випадок (636 в Газі), 1665 одужань та 24 смертей. 204 хворих перебували в реанімації, 63 на апаратах штучної вентиляції легень. На Західному березі вакциновано 65366 осіб, а в секторі Гази 24 838 осіб.
4 квітня Май Алкайла підтвердила рекордні 2806 нових випадків хвороби (1628 в Газі), 1589 одужань та 25 смертей. Рівень одужання становив 89,3 %. 201 хворий перебував у реанімації, 61 на апаратах штучної вентиляції легень. Вакциновано 91626 осіб, 11129 отримали другу дозу вакцини.
5 квітня Май Алкайла підтвердила 2634 нові випадки хвороби (1561 в секторі Гази), 1242 одужання та 25 смертей, без урахування даних по Східному Єрусалиму. Рівень одужання становив 89,3 %. 199 хворих перебували в реанімації, 58 на апаратах штучної вентиляції легенів. На Західному березі вакциновано 73277 осіб, в Газі 27275 осіб.
6 квітня Май Алкайла підтвердила 2593 нові випадки хвороби (1463 в Газі), 1455 одужання та 21 смертей. 203 хворі перебували в реанімації, 60 на апаратах штучної вентиляції легень. На Західному березі вакциновано 81543 осіб, в Газі 28351 особа.
7 квітня Май Алкайла підтвердила 2672 нові випадки хвороби (1916 в Газі), 1538 одужань та 18 смертей. Рівень одужання становив 88,3 %. 203 хворих перебували в реанімації, 65 на апаратах штучної вентиляції легень. Вакциновано 120772 осіб, отримали другу дозу вакцини 11620 осіб.
8 квітня Май Алкайла підтвердила 2884 нових випадків хвороби (1932 в Газі), 1898 одужання та 28 смертей. 201 хворий перебував у реанімації, 61 на апаратах штучної вентиляції легень. Понад 100 тисяч осіб були щеплені на Західному березі, та 30 тисяч осіб у секторі Гази.
9 квітня Май Алкайла підтвердила 2418 нових випадків хвороби (1673 в Газі), 2026 одужань та 33 смертей. 190 хворих перебували в реанімації, 54 на апаратах штучної вентиляції легень. 140032 особам проведено щеплення, 12471 осіб отримали другу дозу вакцини.
10 квітня Май Алкайла підтвердила 1502 нові випадки хвороби (1064 в Газі), 1412 одужань та 26 смертей. 190 хворих перебували в реанімації, 50 на апаратах штучної вентиляції легень. 108870 осіб вакциновані на Західному березі, 31611 у Газі.
11 квітня Май Алкайла підтвердила 2235 нових випадків хвороби (1479 в Газі), 1672 одужання та 22 смерті, без урахування даних по Східному Єрусалиму. Рівень одужання становив 88 %. 185 хворих перебували в реанімації, 50 на апаратах штучної вентиляції легень. Вакциновано 140932 особи, 13167 осіб отримали другу дозу вакцини.
12 квітня Май Алкайла підтвердила 2762 нові випадки хвороби (1764 в Газі), 1855 одужання і 26 смертей. Рівень одужання становив 87,8 %. 186 хворих перебували в реанімації, 54 на апаратах штучної вентиляції легень. Вакциновано 146986 осіб, на Західному березі — 113958 осіб, в Газі — 33028, другу дозу отримали 14674 особи.
13 квітня Май Алкайла підтвердила 1911 нових випадків хвороби (1292 в Газі), 2348 одужань та 18 смертей. Рівень одужання становив 88 %. 182 хворі перебували в реанімації, 56 на апаратах штучної вентиляції легень. 151022 особи вакциновані, 17660 отримали другу дозу вакцини.
14 квітня Май Алкайла підтвердила 1923 нових випадків хвороби (1425 в Газі), 2245 одужань та 22 смерті. Рівень одужання становив 88,2 %. 180 хворих перебували в реанімації, 57 на апаратах штучної вентиляції легень. Щеплено 153911 особи, 19940 отримали другу дозу вакцини.
15 квітня Май Алкайла підтвердила 1717 нових випадків хвороби (1162 в Газі), 2052 одужання та 14 смертей. 177 хворих перебували в реанімації, 54 на апаратах штучної вентиляції легень. Вакциновано 156446 осіб.
16 квітня Май Алкайла підтвердила 1717 нових випадків хвороби (1138 в Газі), 2276 одужання та 19 смертей. 172 хворі перебували в реанімації, 54 на апаратах штучної вентиляції легень. Щеплено 159 тисяч осіб, 23113 отримали другу дозу вакцини.
17 квітня Май Алкайла підтвердила 1618 нових випадків хвороби (1318 в секторі Гази), 1773 одужань та 28 смертей, без урахування даних по Східному Єрусалиму. Рівень одужання становив 88,7 %. 172 хворі перебували в реанімації, 54 на апаратах штучної вентиляції легень. Вакциновано 159700 осіб, 23113 отримали другу дозу вакцини.
18 квітня Май Алкайла підтвердила 988 нових випадків хвороби (466 в Газі), 2064 одужань та 34 смерті, без урахування даних по Східному Єрусалиму. Рівень одужання становив 89,1 %. 170 хворих перебували в реанімації, 48 на апаратах штучної вентиляції легень. Вакциновано 159900 осіб, 23630 отримали другу дозу вакцини.
19 квітня Май Алкайла підтвердила 1529 нових випадків хвороби (998 в Газі), 2023 одужання та 30 смертей. 167 хворих перебували в реанімації, 46 на апаратах штучної вентиляції легень. Щеплено 166849 осіб, 131759 на Західному березі і 35090 в Газі.
20 квітня Май Алкайла підтвердила 2025 нових випадків хвороби (1556 в Газі), 2306 одужань та 31 смерть. 165 хворих перебували в реанімації, 46 на апаратах штучної вентиляції легень. Кількість щеплених не змінилась.
21 квітня Май Алкайла підтвердила 1748 нових випадків хвороби (1268 в Газі), 2536 одужань та 18 смертей. Рівень одужання становив 89,8 %. 164 хворих перебували в реанімації, 43 на апаратах штучної вентиляції легень. Щеплено 167549 осіб, 34730 отримали другу дозу вакцини.
22 квітня Май Алкайла підтвердила 1652 нові випадки хвороби (1179 в секторі Гази), 2360 одужань та 19 смертей, без урахування даних по Східному Єрусалиму, де кількість нових випадків хвороби та смертей різко зменшились. 153 хворих перебували в реанімації, 37 на апаратах штучної вентиляції легень. Щеплено 167711 осіб, на Західному березі 132621 особа, а в Газі 35090 осіб.
23 квітня Май Алкайла підтвердила 1440 нових випадків хвороби (992 в Газі), 2546 одужань та 23 смерті, без урахування даних по Східному Єрусалиму. Рівень одужання становив 90,4 %. 147 хворих перебували в реанімації, 40 на апаратах штучної вентиляції легень. Щеплено 169800 осіб, 43382 отримали другу дозу вакцини.
24 квітня Май Алкайла підтвердила 1139 нових випадків хвороби (872 в Газі), 1545 одужань та 13 смертей. 153 хворих перебували в реанімації, 43 на апаратах штучної вентиляції легень. Вакциновано 169960 осіб, 134496 на Західному березі та 35464 в Газі.
25 квітня Май Алкайла підтвердила 714 нові випадки хвороби (305 в секторі Гази), 1952 одужань та 16 смертей, без урахування даних по Східному Єрусалиму. Коефіцієнт одужання становив 91,1 %. 151 хворий перебував у реанімації, 44 на апаратах штучної вентиляції легень. Вакциновано 170100 осіб, 43 тисячі осіб отримали другу дозу вакцини.
26 квітня Май Алкайла підтвердила 1080 нових випадків хвороби (591 в Газі), 2058 одужань та 17 смертей. Рівень одужання становив 91,3 %. 137 хворих перебували в реанімації, 41 на апаратах штучної вентиляції легень. Щеплено 249746 осіб, 157701 отримали другу дозу вакцини.
27 квітня Май Алкайла підтвердила 1414 нових випадків хвороби (1038 в секторі Гази), 2686 одужань та 17 смертей, без урахування даних по Східному Єрусалиму. Рівень одужання становив 91,7 %. 140 хворих перебували в реанімації, 41 на апаратах штучної вентиляції легень. Щеплено 251628 осіб, 165426 отримали другу дозу вакцини.
28 квітня Май Алкайла підтвердила 1084 нових випадки хвороби (795 в Газі), 2043 одужання та 14 смертей. Рівень одужання становив 92,1 %. 145 хворих перебували в реанімації, 40 на апаратах штучної вентиляції легень. Вакциновано 253937 осіб, 172916 отримали другу дозу вакцини.
29 квітня Май Алкайла підтвердила 1051 новий випадок хвороби (723 в Газі), 1844 одужання та 16 смертей. 147 хворих перебували в реанімації, 41 на апаратах штучної вентиляції легень. Вакциновано 255602 особи, 218821 на Західному березі та 36781 в Газі.
30 квітня Май Алкайла підтвердила 861 новий випадок хвороби (572 в Газі), 1100 одужань та 18 смертей, без урахування даних по Східному Єрусалиму. Рівень одужання становив 92,4 %. 142 хворі перебували в реанімації, 40 на апаратах штучної вентиляції легень. Щеплено 257600 осіб, 184 тисячі отримали другу дозу вакцини.

### Травень 2021 року
1 травня Май Алкайла підтвердила 664 нових випадки хвороби (493 в Газі), 1942 одужання та 8 смертей, без урахування даних по Східному Єрусалиму. Рівень одужання становив 92,9 %. 146 хворих перебували в реанімації, 43 на апаратах штучної вентиляції легенів. Щеплено 257700 осіб, 184 тисячі отримали другу дозу вакцини.
2 травня Май Алкайла підтвердила 512 нових випадків хвороби (233 в секторі Гази), 1117 одужань та 15 смертей, без урахування даних по Східному Єрусалиму. Рівень одужання становив 93,1 %. 142 хворих перебували в реанімації, 39 на апаратах штучної вентиляції легень. Щеплено 257800 осіб, 185 тисяч отримали другу дозу вакцини.
3 травня Май Алкайла підтвердила 565 нових випадків хвороби (371 в секторі Гази), 779 одужань та 11 смертей, без урахування даних по Східному Єрусалиму. Рівень одужання становив 93,1 %. 133 хворих перебували в реанімації, 39 на апаратах штучної вентиляції легень. Щеплено 258065 осіб, 186040 отримали другу дозу вакцини.
4 травня Май Алкайла підтвердила 718 нових випадків хвороби (458 в секторі Гази), 1502 одужання та 18 смертей, без урахування даних по Східному Єрусалиму. Рівень одужання становив 93,4 %. 129 хворих перебували в реанімації, 41 на апаратах штучної вентиляції легень. Вакциновано 259507 осіб, 190051 отримали другу дозу вакцини.
5 травня Май Алкайла підтвердила 815 нових випадків хвороби (612 в Газі), 1979 одужанняя та 21 смерть. Рівень одужання становив 93,8 %. 136 хворих перебували в реанімації, 40 на апаратах штучної вентиляції легень. Щеплено 261322 особи, 192201 отримали другу дозу вакцини.
6 травня Май Алкайла підтвердила 651 новий випадок хвороби (439 в Газі), 1931 одужання та 9 смертей. Рівень одужання становив 94,2 %. 133 хворих перебували в реанімації, 39 на апаратах штучної вентиляції легеньв. Щеплено 263475 осіб, 193127 отримали другу дозу вакцини.
7 травня Май Алкайла підтвердила 559 нових випадків хвороби (404 в Газі), 2148 одужань та 12 смертей. Рівень одужання становив 94,6 %. 102 хворих перебували в реанімації, 29 на апаратах штучної вентиляції легень. Щеплено 266300 осіб, 193700 отримали другу дозу вакцини.
8 травня Май Алкайла підтвердила 491 новий випадок хвороби (398 в Газі), 1643 одужань та 14 смертей. 87 хворих перебували в реанімації, 25 на апаратах штучної вентиляції легень. Щеплено 266472 особи, 228304 на Західному березі та 38168 в Газі.
9 травня Май Алкайла підтвердила 314 нових випадків хвороби (142 в Газі), 810 одужань та 7 смертей, без урахування даних по Східному Єрусалиму. 80 хворих перебували в реанімації, 26 на апаратах штучної вентиляції легень. Щеплено 266600 осіб, 193790 отримали другу дозу вакцини.
10 травня Май Алкайла підтвердила 498 нових випадків хвороби (344 в Газі), 821 одужань та 20 смертей. 78 хворих перебували в реанімації, 25 на апаратах штучної вентиляції легень. Вакциновано 269292 особи, 230540 на Західному березі та 38752 в Газі.
11 травня Май Алкайла підтвердила 528 нових випадків хвороби (386 в Газі), 717 одужань та 15 смертей. 75 хворих перебували в реанімації, 26 на апаратах штучної вентиляції легень. Вакциновано 271344 особи, 232551 на Західному березі та 38793 в Газі.
12 травня Май Алкайла підтвердила 493 нові випадки хвороби (373 в Газі), 959 одужань та 8 смертей. 73 хворих перебували в реанімації, 23 на апаратах штучної вентиляції легень. Вакциновано 271530 осіб, 232737 на Західному березі та 38793 в Газі.
15 травня Май Алкайла підтвердила 114 нових випадків (54 в Газі), 1062 одужань та 8 смертей. 65 хворих перебували в реанімації, 22 на апаратах штучної вентиляції легень. Щеплено 271607 осіб, 195207 отримали другу дозу вакцини.
17 травня Май Алкайла підтвердила 247 нових випадків хвороби (72 в Газі), 1285 одужань та 9 смертей. 66 хворих перебували в реанімації, 18 на апаратах штучної вентиляції легень. Вакциновано 273438 осіб, 195675 отримали другу дозу вакцини.
18 травня Май Алкайла підтвердила 253 нові випадки хвороби (110 в Газі), 905 одужань та 6 смертей. Рівень одужання становив 97 %. 60 хворих перебували в реанімації, 14 на апаратах штучної вентиляції легень. 236496 особи вакциновані на Західному березі та 38809 у секторі Гази, усього вакциновано 277305 осіб, 196112 отримали другу дозу вакцини.
19 травня Май Алкайла підтвердила 205 нових випадків хвороби (122 в Газі), 930 одужань та 5 смертей. Рівень одужання становив 97,3 %. 59 хворих перебували в реанімації, 14 на апаратах штучної вентиляції легень. 237655 осіб вакциновані на Західному березі та 38809 у секторі Гази, усього вакциновані 277464 особи, 196153 отримали другу дозу вакцини.
21 травня Май Алкайла підтвердила 212 нових випадків хвороби (110 в секторі Гази), 383 одужання та 2 смерті. Рівень одужання становив 97,5 %. 55 хворих перебували в реанімації, 13 на апаратах штучної вентиляції легень. 243947 особи вакциновані на Західному березі та 38812 в секторі Гази, загалом 282759 щеплених, 197189 отримали другу дозу вакцини.
22 травня Май Алкайла підтвердила 233 нові випадки хвороби (187 в Газі), 300 одужань та 7 смертей. Рівень одужання становив 97,5 %. 43 хворих знаходились у реанімації, 10 на апаратах штучної вентиляції легень. Вакциновано 282800 осіби, 197190 отримали другу дозу вакцини.
23 травня Май Алкайла підтвердила 221 новий випадок хвороби (187 в Газі), 640 одужань та 7 смертей. Рівень одужання становив 97,7 %. 44 хворих перебували в реанімації, 9 на апаратах штучної вентиляції легень. Вакциновано 283101 особа, 197327 отримали другу дозу вакцини.
24 травня Май Алкайла підтвердила 355 нових випадків хвороби (272 в Газі), 661 одужання та 4 смерті. Рівень одужання становив 97,7 %. 46 хворих перебували в реанімації, 10 на апаратах штучної вентиляції легень.
25 травня Май Алкайла підтвердила 557 нових випадків хвороби (448 в Газі), 522 одужання та 10 смертей. Рівень одужання становив 97,7 %. 46 хворих перебували в реанімації, 10 на апаратах штучної вентиляції легень. Вакциновано 290505 осіб, 203161 отримали другу дозу вакцини. Палестина отримала 102960 доз вакцини Pfizer у рамках програми COVAX.
26 травня Май Алкайла підтвердила 461 новий випадок хвороби (403 в Газі), 522 одужання та 3 смерті. Рівень одужання становив 97,8 %. 40 хворих перебували в реанімації, 8 на апаратах штучної вентиляції легень. Вакциновано 293238 осіб, 206747 отримали другу дозу вакцини.
27 травня Май Алкайла підтвердила 379 нових випадків хвороби (316 в Газі), 260 одужань та 4 смерті. Рівень одужання становив 97,7 %. 45 хворих перебували в реанімації, 7 на апаратах штучної вентиляції легень. Вакциновано 296172 особи, 211874 отримали другу дозу вакцини.
28 травня Май Алкайла підтвердила 395 нових випадків хвороби (339 в Газі), 306 одужань та 2 смерті. Рівень одужання становив 97,7 %. 45 хворих перебували в реанімації, 7 на апаратах штучної вентиляції легень. Вакциновано 304787 осіб, 217097 отримали другу дозу вакцини.
29 травня Май Алкайла підтвердила 269 нових випадків хвороби (250 у секторі Гази), 339 одужань та 3 смерті. Рівень одужання становив 97,7 %. 29 хворих перебували в реанімації, 6 на апаратах штучної вентиляції легень. Вакциновано 304890 осіб, 217207 отримали другу дозу вакцини.
30 травня Май Алкайла підтвердила 210 нових випадків хвороби (159 в Газі), 137 одужань та 3 смерті. Рівень одужання становив 97,7 %. 24 хворі знаходились у реанімації, 5 на апаратах штучної вентиляції легень. Вакциновано 306900 осіб, 217575 отримали другу дозу вакцини.
31 травня Май Алкайла підтвердила 302 нові випадки хвороби (246 в секторі Газа), 115 одужань та 2 смерті. Рівень одужання становив 97,7 %. 23 хворих перебували в реанімації, 5 на апаратах штучної вентиляції легень. Вакциновано 318134 особи.

### Червень 2021 року
1 червня Май Алкайла підтвердила 382 нових випадки хвороби (351 в Газі), 143 одужання та 6 смертей. Рівень одужання становив 97,7 %. 25 хворих перебували в реанімації, 4 на апаратах штучної вентиляції легень. Вакциновано 330154 особи, 290790 на Західному березі, та 39364 особи в Газі.
2 червня Май Алкайла підтвердила 304 нових випадки хвороби (257 в Газі), 294 одужання та 4 смерті. 23 хворі перебували в реанімації, 3 на апаратах штучної вентиляції легень. Вакциновано 344360 осіб, 304323 на Західному березі, 39937 осіб у секторі Гази.
3 червня Май Алкайла підтвердила 297 нових випадків хвороби (260 в Газі), 230 одужань та 2 смерті. 22 хворі перебували в реанімації, 3 на апаратах штучної вентиляції легень. Щеплено 359349 осіб.
4 червня Май Алкайла підтвердила 300 нових випадків хвороби (273 в Газі), 110 одужань та 2 смерті. Рівень одужання становив 97,5 %. 20 хворих перебували в реанімації, 3 на апаратах штучної вентиляції легень. Щеплено 372 800 осіб.
5 червня Май Алкайла підтвердила 209 нових випадків хвороби (183 в Газі), 126 одужань і 5 смертей. Рівень одужання становив 97,5 %. 21 хворий перебував у реанімації, 2 на апаратах штучної вентиляції легень. Щеплено 373470 осіб.
6 червня Май Алкайла підтвердила 173 нові випадки хвороби (139 в Газі), 211 одужань та 1 смерть. Рівень одужання становив 97,5 %. 18 хворих перебували в реанімації, 2 на апаратах штучної вентиляції легень. Щеплено близько 376 тисяч осіб.
7 червня Май Алкайла підтвердила 207 нових випадків хвороби (181 в Газі), 266 одужань, смертей за добу не зареєстровано Рівень одужання становив 97,5 %. 19 хворих перебували в реанімації, 2 на апаратах штучної вентиляції легень. Вакциновано 386144 осіб.
8 червня Май Алкайла підтвердила 311 нових випадків хвороби (273 в Газі), 210 одужань та 3 смерті. 18 хворих перебували в реанімації, 3 на апаратах штучної вентиляції легень. Щеплено 393506 осіб.
9 червня Май Алкайла підтвердила 246 нових випадків хвороби (221 в Газі), 320 одужань та 2 смерті. 18 хворих перебувають у реанімації, 4 на апаратах штучної вентиляції легень. Вакциновано 399363 особи.
10 червня Май Алкайла підтвердила 228 нових випадків хвороби (186 в Газі), 267 одужань та 2 смерті. 16 хворих перебували в реанімації, 3 на апаратах штучної вентиляції легень. Вакциновано 404142 особи.
13 червня Май Алкайла підтвердила 123 нових випадки хвороби (102 в Газі), 378 одужань та 3 смерті. Рівень одужання становив 97,7 %. 13 хворих перебували в реанімації, 2 на апаратах штучної вентиляції легень. Щеплено 408800 осіб.
15 червня Май Алкайла підтвердила 258 нових випадків хвороби (240 в Газі), 252 одужань та 3 смерті. Рівень одужання становив 97,7 %. 13 хворих перебували в реанімації, 2 на апаратах штучної вентиляції легень. Щеплено 418703 осіб.
16 червня Май Алкайла підтвердила 216 нових випадків хвороби (199 в Газі), 387 одужань та 2 смерті. Рівень одужання становив 97,8 %. 13 хворих перебували в реанімації, 2 на апаратах штучної вентиляції легень. Щеплено 426897 осіб.
17 червня Май Алкайла підтвердила 170 нових випадків хвороби (152 в Газі), 428 одужань та 1 смерть. Рівень одужання становив 97,8 %. 9 хворих перебували в реанімації, 2 на апаратах штучної вентиляції легень. Щеплено 436275 осіб.
18 червня Май Алкайла підтвердила 165 нових випадків хвороби (151 в Газі), 453 одужання та 3 смерті. Рівень одужання становив 97,8 %. 9 хворих перебували в реанімації, 1 на апараті штучної вентиляції легень. Щеплено 445412 осіб.
19 червня Май Алкайла підтвердила 106 нових випадків хвороби (102 в Газі), 282 одужання та 2 смерті. Коефіцієнт одужання становив 98,0 %. 9 хворих перебували в реанімації, 2 на апараті штучної вентиляцій легень. Щеплено 445600 осіб.
20 червня Май Алкайла підтвердила 68 нових випадків хвороби (63 в Газі), 2226 одужань та 1 смерть. Коефіцієнт одужання становив 98,0 %. 8 хворих перебували в реанімації, 2 на апараті штучної вентиляції легень.
22 червня Май Алкайла підтвердила 204 нових випадки хвороби (194 в Газі), 220 одужань та 1 смерть. Коефіцієнт одужання становив 98,0 %. 6 хворих перебували в реанімації, 2 на ааратах штучної вентиляції легень. Щеплено 461162 особи.
23 червня Май Алкайла підтвердила 176 нових випадків хвороби (154 у Газі), 118 одужань та 1 смерть. Коефіцієнт одужання становив 98,0 %. 6 хворих перебували в реанімації, 1 на апараті штучної вентиляції легень. Щеплено 467225 осіб.
25 червня Май Алкайла підтвердила 156 нових випадків хвороби (144 в Газі), 407 одужань та 1 смерть. Рівень одужання становив 98,1 %. 6 хворих перебували в реанімації, 1 на апараті штучної вентиляції легень. Щеплено 481392 особи.
26 червня Май Алкайла підтвердила 188 нових випадків хвороби (усі в Газі), 407 одужань та 2 смерті. 7 хворих перебували в реанімації, 1 на апараті штучної вентиляції легень. Щеплено 481915 осіб.
28 червня Май Алкайла підтвердила 130 нових випадків хвороби (113 в Газі), 275 одужань та 2 смерті. Рівень одужання становив 98,2 %. 7 хворих перебували в реанімації, 1 на апараті штучної вентиляції легень. Щеплено 421894 особи.
29 червня Май Алкайла підтвердила 162 нових випадки хвороби (150 в Газі), 154 одужань та 1 смерть. 8 хворих перебували в реанімації, 1 на апараті штучної вентиляції легень. Щеплено 426264 особи.

### Липень 2021 року
1 липня Май Алкайла підтвердила 121 новий випадок хвороби (108 в Газі), 117 одужань та 2 смерті. Рівень одужання становив 98,2 %. 8 хворих перебували в реанімації, 2 на апараті штучної вентиляції легень. Щеплено 509772 особи.
3 липня Май Алкайла підтвердила 83 нові випадки хвороби (75 у секторі Газа), 137 одужань та 2 смерті. 5 хворих перебували в реанімації, жодного хворого не було на апараті ШВЛ. Щеплено 516068 осіб.
4 липня Май Алкайла підтвердила 77 нових випадків хвороби (56 в Газі), 224 одужання та 3 смерті. Рівень одужання становив 98,3 %. 5 хворих перебували в реанімації, жодного хворого не було на апараті ШВЛ. Щеплено понад 516400 осіб.
5 липня Май Алкайла підтвердила 103 нові випадки хвороби (95 в Газі), 171 одужання та 1 смерть. Рівень одужання становив 98,3 %. 6 хворих перебували в реанімації, жодного хворого не було на апараті ШВЛ. Щеплено 523223 особи.
6 липня Май Алкайла підтвердила 108 нових випадків хвороби (96 у секторі Гази), 114 одужання та 2 смерті. 6 хворих перебували в реанімації, жодного хворого не було на апараті ШВЛ. Щеплено 527888 осіб.
7 липня Май Алкайла підтвердила 89 нових випадків хвороби (73 в Газі), 192 одужання та 1 смерть. 6 хворих перебували в реанімації, жодного хворого не було на апараті ШВЛ. Щеплено 531648 осіб.
9 липня Май Алкайла підтвердила 81 новий випадок хвороби (73 в Газі), 152 одужання, смертей за останню добу не зареєстровано. Рівень одужання становив 98,3 %. 6 хворих перебували в реанімації, жодного хворого не було на апараті ШВЛ. Щеплено понад 541500 осіб.
10 липня Май Алкайла підтвердила 60 нових випадків хвороби (52 в Газі), 146 одужань та 1 смерть. 7 хворих перебували в реанімації, 2 на апараті штучної вентиляції легень. Щеплено 541358 осіб.
11 липня Май Алкайла підтвердила 53 нові випадки хвороби (45 в секторі Газа), 221 одужання та 2 смерті. Рівень одужання становив 98,4 %. 6 хворих перебували в реанімації, жодного хворого не було на апараті штучної вентиляції легень. Щеплено понад 541600 осіб.
13 липня Май Алкайла підтвердила 99 нових випадків хвороби (82 в Газі), 113 одужань та 1 смерть. Рівень одужання становив 98,4 %. 6 хворих перебували в реанімації, жодного хворого не було на апараті штучної вентиляції легень. Щеплено 552692 особи.
15 липня Май Алкайла підтвердила 95 нових випадків хвороби (74 в Газі), 113 одужань, смертей за останню добу не зареєстровано. 7 хворих перебували в реанімації, жодного хворого не було на апараті штучної вентиляції легень. Щеплено 560195 осіб.
16 липня Май Алкайла підтвердила 71 новий випадок хвороби (61 в Газі), 63 одужання та 1 смерть. Рівень одужання становив 98,4 %. 9 хворих перебували в реанімації, жодного хворого не було на ШВЛ. Вакциновано 565552 особи.
17 липня Май Алкайла підтвердила 66 нових випадків хвороби (63 в Газі), 134 одужання та 1 смерть. Рівень одужання становив 98,4 %. 9 хворих перебувають у реанімації, жодного хворого не було на ШВЛ. Вакциновано 565660 осіб.
18 липня Май Алкайла підтвердила 58 нових випадків хвороби (43 в секторі Газа), 23 одужання, за останню добу смертей не зареєстровано. Рівень одужання становив 98,4 %. 11 хворих перебували в реанімації, жодного хворого не було на апараті штучної вентиляції легень. Щеплено понад 568500 осіб.
21 липня Май Алкайла підтвердила 115 нових випадків хвороби (102 в Газі), 360 одужань та 2 смерті. Рівень одужання становив 98,4 %. 11 хворих перебували у реанімації, жодного хворого не було на апараті штучної вентиляції легень. Вакциновано 572035 осіб.
22 липня Май Алкайла підтвердила 33 нових випадки (18 у Газі), 228 одужань та 2 смерті. Рівень одужання становив 98,6 %. 11 хворих перебували в реанімації, жодного хворого не було на апараті ШВЛ. Щеплено 572035 осіб.
23 липня Май Алкайла підтвердив 59 нових випадків (41 у Газі), 191 одужань і 3 смерті. Рівень одужання становив 98,6 %. 11 хворих перебували в реанімації, жодного хворого не було на апараті ШВЛ. Щеплено 572344 особи.
27 липня Май Алкайла підтвердила 139 нових випадків (113 у Газі), 62 одужань та 1 смерть. Рівень одужання становив 98,6%. 9 хворих перебували в реанімації, 1 на апараті ШВЛ. Щеплено 578364 особи.
28 липня Май Алкайла підтвердила 159 нових випадків (119 у Газі), 92 одужання та 0 смертей. 10 хворих перебували в відділенні інтенсивної терапії, 1 на апараті штучної вентиляції легень. Щеплено 581721 особу.
29 липня Май Алкайла підтвердила 116 нових випадків (88 у Газі), 58 одужань та 0 смертей. 9 хворих перебували в реанімації, 1 на апараті ШВЛ. Щеплено 587393 особи.
30 липня Май Алкайла підтвердила 135 нових випадків (104 у Газі), 60 одужань та 2 смерті. Рівень одужання становив 98,5 %. У реанімації знаходились 9 хворих, на апараті ШВЛ – 0. Щеплено 591526 осіб.
31 липня Май Алкайла підтвердила 123 нових випадки (106 у Газі), 86 одужань та 1 смерті. Рівень одужання становив 98,5 %. У реанімації знаходились 9 хворих, на апараті ШВЛ – 0. Щеплено понад 591,5 тисяч осіб.

### Серпень 2021 року
1 серпня Май Алкайла підтвердила 111 нових випадків (71 у Газі), 111 одужання та 3 смерті. Рівень одужання становив 98,5 %. У реанімації знаходились 9 хворих, на апараті ШВЛ – 0. Першою дозою щеплено понад 591,6 тисяч осіб.
3 серпня Май Алкайла підтвердила 181 новий випадок (151 у Газі), 140 одужань та жодної смерті. 13 хворих перебували в реанімації, 2 на апараті ШВЛ. Першою дозою щеплено 599370 осіб.
4–6 серпня було зареєстровано 471 новий випадок (включаючи 32 у Східному Єрусалимі), 122 одужання та 2 смерті. Рівень одужання становив 98,4 %. 11 хворих перебували в реанімації, 2 на апараті ШВЛ. Першою дозою щеплено 607942 особи.
З 7 по 9 серпня було зареєстровано 478 нових випадків, 122 одужань та 4 смерті. Рівень одужання становив 98,3 %. 15 хворих перебували в реанімації, 2 на апараті ШВЛ. Першою дозою щеплено 613756 осіб.
З 10 по 12 серпня було зареєстровано 1180 нових випадків, 342 одужань та 6 смертей. 11 хворих перебували в реанімації, 2 на апараті ШВЛ. Першою дозою щеплено 626279 осіб.
З 13 по 15 серпня було зареєстровано 1251 новий випадок, 419 одужань та 3 смерті. Рівень одужання становив 97,8 %. 17 хворих перебували в реанімації, 3 на апараті ШВЛ. Першою дозою щеплено понад 638 тисяч осіб.
З 16 по 18 серпня було зареєстровано 2272 нових випадки, 395 одужань та 1 смерть. 22 хворих перебували в реанімації, 3 на апараті ШВЛ. Понад 667 894 людини були щеплені першою дозою (124 092 у Газі). Епідеміологічна ситуація погіршала через поширення варіанту Дельта.
У період з 19 по 21 серпня було зареєстровано 2750 нових випадків, 680 одужань та 5 смертей. 30 хворих перебували в реанімації, 6 на апараті ШВЛ. Приблизно третина населення Західного берега та близько 10 % населення Гази було вакциновано.
З 22 по 24 серпня було зареєстровано 3842 нових випадки, 783 одужань та 14 смертей. 29 хворих перебували в реанімації, 7 на апараті ШВЛ. Близько 35 % населення Західного берега та близько 11 % населення Гази були вакциновані. Чиновники попередили про різке зростання кількості випадків через поширення варіанту Дельта, та закликали людей робити щеплення.
У період з 25 по 26 серпня, коли кількість випадків захворювання зростала через варіант Дельта, було зареєстровано 3464 нових випадки, 677 одужань та 11 смертей. Рівень одужання становить 95,2 %. 33 хворих перебували в реанімації, 4 на апараті ШВЛ. Близько 37 % населення Західного берега та близько 12 % населення Гази були вакциновані.
У період з 27 по 29 серпня, коли кількість випадків захворювання зростала через варіант Дельта, було зареєстровано 4796 нових випадків, 1331 одужань і 15 смертей. Рівень одужання становить 94,3 %. 45 хворих перебували в реанімації, 7 на апараті ШВЛ. Понад 843500 осіб отримали першу дозу вакцини.
З 30 серпня по 1 вересня було зареєстровано 7552 нових випадки, 2137 одужань та 16 смертей. Рівень одужання становив 93,0 %. 50 хворих перебували в реанімації, 8 – на апараті ШВЛ. Першу дозу вакцини отримали 991613 осіб.

### Вересень 2021 року
З 2 по 4 вересня було зареєстровано 6947 нових випадків, 2944 одужань та 32 смерті. Рівень одужання становив 92,0 %. 52 хворих перебували в реанімації, 8 на апараті ШВЛ. Понад 1087000 осіб отримали першу дозу вакцини.
З 5 по 7 вересня було зареєстровано 7427 нових випадків, 3997 одужань та 35 смерті. Рівень одужання становив 91,3 %. У реанімації перебували 64 хворих, на апараті ШВЛ – 14. Першу дозу вакцини отримали 1150913 осіб.
З 8 по 9 вересня було зареєстровано 5128 нових випадків, 3432 одужань та 25 смерті. 70 хворих перебували в реанімації, 8 – на апараті ШВЛ. Першу дозу вакцини отримали 1185157 осіб.
З 10 по 12 вересня було зареєстровано 5397 нових випадків, 5581 одужань і 37 смертей. Рівень одужання становив 91,2 %. У реанімації перебували 73 хворих, на апараті ШВЛ – 15. Першу дозу вакцини отримали 1209500 осіб.
З 13 по 15 вересня було зареєстровано 7466 нових випадків, 5632 одужань та 39 смертей. 77 хворих перебували в реанімації, 17 – на апараті ШВЛ. Першу дозу вакцини отримали 1255840 осіб.
З 16 по 18 вересня було зареєстровано 5450 нових випадків, 7651 одужань і 53 смерті. Рівень одужання становив 91,4 %. 79 хворих перебували в реанімації, 10 – на апараті ШВЛ. Понад 1287800 осіб отримали першу дозу вакцини.
З 19 по 21 вересня було зареєстровано 5886 нових випадків, 5703 одужання та 43 смерті. 73 хворих перебували в реанімації, 12 – на апараті ШВЛ. Першу дозу вакцини отримали 1319937 осіб.
З 22 по 23 вересня було зареєстровано 3982 нових випадки, 4792 одужання та 28 смертей. У реанімації перебували 72 хворих, на апараті ШВЛ – 14. Першу дозу вакцини отримали 1347092 осіб.
З 24 по 26 вересня було зареєстровано 4792 нових випадки, 7066 одужань та 45 смертей. Рівень одужання становив 92,4 %. У реанімації перебував 71 хворий, на апараті ШВЛ – 17. 1362200 осіб отримали першу дозу вакцини.
З 27 по 29 вересня було зареєстровано 5511 нових випадків, 5163 одужань та 55 смертей. 75 хворих перебували в реанімації, 18 – на апараті ШВЛ. Першу дозу вакцини отримали 1392986 осіб.

### Жовтень 2021 року
З 30 вересня по 2 жовтня було зареєстровано 3480 нових випадків, 5874 одужань та 52 смерті. У реанімації перебували 66 хворих, на апараті ШВЛ – 17. Станом на 1 жовтня першу дозу вакцини отримали понад 1 мільйон 403 тисячі осіб.
З 3 по 5 жовтня було зареєстровано 3709 нових випадків, 4569 одужань та 38 смерті. У реанімації перебував 71 хворий, на апараті ШВЛ – 16. Першу дозу вакцини отримали 1146311 осіб.
З 6 по 8 жовтня було зареєстровано 2904 нових випадки, 5001 одужань і 46 смерті. 82 хворі перебували в реанімації, 18 – на апараті ШВЛ.

### Березень 2022 року
У березні 2022 року Сінгапур надав палестинській владі пакет допомоги на суму близько 750 тисяч сінгапурських доларів. Пакет включав набори для тестування, маски та стипендію для навчання медичних працівників.

## Вакцинація

### Суперечка про відповідальність

#### Міжнародна позиція
За словами професора міжнародного права Еяла Бенвеністі, згідно з міжнародним правом та ізраїльським публічним правом, як це тлумачить Верховний суд Ізраїлю, уряд Ізраїлю зобов'язаний забезпечити вакцинацію населення на цих територіях. Таку ж позицію займають Amnesty International, Human Rights Watch, та інші ізраїльські, палестинські та міжнародні правозахисні організації. Управління Верховного комісара ООН з прав людини заявляє, що диференціальний доступ до вакцин морально і юридично неприйнятний за міжнародним правом, викладеним в Женевських конвенціях про регулювання окупованих територій. Експерти ООН заявляють, що міжнародне право має пріоритет перед угодами в Осло і що четверта Женевська конвенція конкретно стосується обов'язку окупаційної держави забезпечувати охорону здоров'я на окупованій території, але Ізраїль часто стверджує, що він не є державою-окупантом. Кілька американських сенаторів закликали уряд США вжити певних заходів, щоб змусити Ізраїль надати вакцини проти COVID-19 для Палестини.

#### Позиція Ізраїлю
Згідно з додатком III до статті 17 угод в Осло, відповідальність за вакцинацію в секторі Гази та на Західному березі річки Йордан чітко покладена на Палестинську національну адміністрацію. Відповідно, офіційна позиція Ізраїлю полягає в тому, що він не має юридичного обов'язку надавати вакцини населенню Палестини на цих територіях. Директор програми міжнародного права Єрусалимського центру з громадських справ і один із розробників договорів в Осло Алан Бейкер заявив, що, хоча він вважає, що Ізраїль має моральний та епідеміологічний обов'язок їх забезпечити, а також зацікавленість у цьому, юридичного зобов'язання надавати вакцини немає.

### Перебіг вакцинації
Рух Хамас та Палестинська адміністрація підписалися на програму GAVI, яку підтримують ВООЗ та ООН, яка спрямована на найбільш вразливі 20 % населення. Керівник офісу ВООЗ на палестинській території Джеральд Рокеншауб сказав, що працівники офісу очікували, що вакцини проти COVID-19 стануть доступними на території Палестини до кінця першого кварталу 2021 року, проте це насправді важко передбачити. Палестинські лідери заявили, що не можуть дозволити придбання ні вакцини Pfizer/BioNTech, ні вакцини Moderna. Повідомлено, що Росія запропонувала 4 мільйони доз своєї вакцини «Sputnik V», але подробиці цієї угоди залишились невідомими. 9 січня 2021 року Май Алкайла заявила, що поки що невідома дата прибуття вакцин, що зв'язано з відсутністю конкретних домовленостей з чотирма компаніями-виробниками вакцин, якими має бути охоплено 70 % населення, а Всесвітня організація охорони здоров'я надасть вакцини, які охоплять ще 20 % населення. Організація Amnesty International вимагала від Ізраїлю надати вакцини палестинцям, які проживають на Західному березі річки Йордан, проте Палестинська адміністрація не просила допомоги Ізраїлю. Міністр охорони здоров'я Ізраїлю Юлі Едельштейн заявив, що громадяни Ізраїлю повинні бути для нього на першому місці, а у відповідь на заяви організації за права людини про те, що Ізраїль несе моральну та гуманітарну відповідальність за вакцинацію палестинського населення, яке знаходиться під його контролем, заперечив будь-яку відповідальність. 10 січня 2021 року Май Алкайла заявила, що Палестинська адміністрація дозволила застосування вакцини «Sputnik V». Російський інвестиційний фонд «Прямий» повідомив, що поставки вакцини в Палестину почнуться в лютому. Представники органів охорони здоров'я Палестини заявляють, що очікують отримати 2 мільйони доз вакцини Оксфорд/AstraZeneca в березні. За словами найвищого палестинського чиновника, відповідального за координацію з Ізраїлем, Хусейна аль-Шейха, Палестинська адміністрація попросила Ізраїль до 10 тисяч доз вакцини для медичних працівників, які безпосередньо беруть участь у боротьбі з епідемією. Май Алкайла повідомила, що медичні працівники першими отримають будь-яку вакцину. 1 лютого 2021 року підтверджено, що Ізраїль дозволив передачу 5 тисяч доз вакцини «Moderna». За даними газети «Гаарец», перші 2 тисячі доз були доставлені 1 лютого 2021 року. Очікувалось, що Палестина отримає 37 тисяч доз вакцини Pfizer/BioNTech у середині лютого в рамках програми COVAX.
Виступаючи на спільній прес-конференції з послом Росії в Палестині Гоча Буачідзе, міністр охорони здоров'я Май Алкайла заявила, що перша партія з 10 тисяч доз вакцини «Спутник V», яку отримали 4 лютого 2021 року, буде надана для 5 тисяч палестинських медичних працівників. Протягом наступного тижня очікується ще 50 тисяч доз, а також очікується, що інші партії російської вакцини будуть поступово надходити до Палестини протягом кількох наступних місяців. Більше вакцин очікувалося від COVAX, Китаю та інших дружніх країн. Разом з ВООЗ розроблена програма вакцинації в Палестині.
Коли перша партія з 2 тисяч доз вакцини «Спутник V», призначених для медичних працівників сектора Гази, прибула на кордон у понеділок 15 лютого, її перевезення було заблоковане ізраїльськими прикордонниками. Зрештою, повноваження щодо таких відправлень покладаються на офіс прем'єр-міністра Ізраїлю, який займається питаннями національної безпеки. Чиновники заявили, що затримка з пропуском ліків пов'язана з тим, що питання все ще розглядається. 17 лютого 2021 року сектор Газа отримав 1000 доз вакцини «Спутник V». Початкова партія вакцини була заблокована Ізраїлем.
Ізраїль розпочав вакцинацію палестинських робітників 8 березня 2021 року, виділено дози для 120 тисяч палестинських робітників, які мають дозволи на в'їзд та роботу в Ізраїлі. За даними ізраїльської влади, станом на 11 березня понад 50 тисяч палестинців на ізраїльській території отримали щеплення. Станом на 18 березня 2021 року, згідно з даними ізраїльської влади, 105 тисяч палестинців отримали першу дозу вакцини, та очікували отримати другу дозу протягом найближчих тижнів.
До 9 березня 2021 року для жителів Західного берега річки Йордан та сектора Гази було доставлено 34700 доз вакцин, частина з Росії та Ізраїлю, але більше половини (20 тисяч доз) з Об'єднаних Арабських Еміратів, які призначались для жителів Гази. Палестинську адміністрацію критикували за виділення 10 % доз для палестинських VIP-осіб.
17 березня 2021 року Палестина отримала 38 тисяч доз вакцини Pfizer/BioNTech та 24 тисячі доз вакцини AstraZeneca за програмою COVAX. Національну кампанію вакцинації планувалось розпочати 21 березня 2021 року. 29 березня 2021 року Палестина отримала 100 тисяч доз вакцини «Sinopharm», подарованої Китаєм, що стало найбільшою пожертвою вакцин, отриманої Палестиною.
За даними ВООЗ, станом на 15 квітня 2021 року на Західний берег річки Йордан доставлені 223140 доз вакцини, до сектора Гази доставлено 83300 доз, ще 72 тисячі доз очікувалися 17 квітня 2021 року у рамках програми COVAX, і ці останні дози, 43200 доз для Західного берега і 28800 для Гази, подано як доставлені. 20 квітня 2021 року Май Алкайла повідомила про придбання 4,5 мільйона доз вакцин «Pfizer» і «Спутник V» за 27,5 мільйона доларів, які, як очікується, надійдуть найближчим часом.
18 червня 2021 року ізраїльський уряд оголосив, що уклав угоду з Палестинською адміністрацією щодо передачі палестинцямії щонайменше одного мільйона доз вакцини Pfizer/BioNTech проти COVID-19. Повідомлено, що термін дії цих вакцин скоро закінчився. Пізніше того ж дня Палестинська адміністрація скасувала угоду. Міністр охорони здоров'я Палестини Маї Алькала виправдовувала скасування поставки на тій підставі, що терміни придатності вакцин були ближчими, ніж спочатку заявлених ізраїльтянами, і що Ізраїль вимагав від Палестинської адміністрації, щоб цю вакцину не передавали до сектора Гази, контрольованого Хамасом, і що контракт не підписувався Державою Палестина. Ізраїль використовував ті самі вакцини в цей період для щеплення своїх підлітків. Південна Корея також отримала вакцини із терміном придатності, що вже закінчувався, в рамках угоди про обмін. У червні палестинці скасували подібну угоду, заявивши, що їм сказали, що термін дії вакцини закінчується в липні або серпні, але, коли вони прибули, зазначеною датою закінчення придатності був червень. Корейське агентство з контролю та профілактики захворювань заявило, що ці вакцини не такі, як вакцини, які отримують у Південній Кореї. Пізніше ця заява була відкликана, і агентство заявило, що не може коментувати це питання, оскільки воно стосується дипломатичних відносин, а уряд Кореї не може коментувати ситуацію з вакцинами.
Станом на 13 серпня 2021 року близько чверті палестинців були вакциновані, і очікувалося, що найближчими тижнями ця кількість ще зросте, оскільки надійдуть нові поставки в рамках угоди з «Pfizer» про закупівлю 4 мільйонів доз. Станом на 29 серпня 2021 року Всесвітня організація охорони здоров'я повідомила, що палестинці отримали 2,8 мільйона доз від державних органів на Західному березі річки Йордан і в секторі Газа, і йде процес отримання або укладання угод щодо отримання додаткових 4,6 мільйона доз. За оцінками палестинських чиновників, було введено понад 1,2 мільйона доз вакцини. Al Jazeera та «Нью-Йорк таймс» також повідомили про відмови від вакцинації на Західному березі річки Йордан та в Газі. До 29 серпня 37 % відповідних жителів Західного берега і 18 % жителів Гази отримали принаймні одну дозу вакцини.
Станом на 1 вересня 2021 року агентство «Reuters» повідомило, що на Палестинських територіях було введено 1340889 доз вакцини проти COVID-19 і, за оцінками, 14,9 % населення отримали обидві дози вакцини.

## Палестинці за кордоном
Фронт визволення Палестини повідомив про 500 випадків хвороби та 23 смерті серед палестинців у діаспорі, у тому числі 349 випадків та 15 смертей у США. Міністерство закордонних справ Палестини зазначило, що близько 1000 палестинських лікарів беруть участь у ліквідації епідемії хвороби в Європі, а також ще сотні в інших країнах, зокрема США, Венесуелі та Кубі. 4 палестинських лікарі померли за кордоном внаслідок коронавірусної хвороби; один в американському штаті Нью-Джерсі, 2 в Іспанії та один в Італії, а 20 лікарів та фельдшерів палестинського походження захворіли на COVID-19 у Нью-Джерсі. Пізніше Фронт визволення Палестини оновила кількість хворих палестинців до 678 випадків хвороби та 30 померлих, відповідно 437 та 22 у США, 3 в Іспанії та по одному в Італії, Нідерландах, Австрії, Алжирі та Швеції.
23 квітня 2020 року Фронт визволення Палестини повідомив про першу смерть серед палестинської громади у Великій Британії, кількість палестинців у діаспорі, які померли від цієї хвороби, у всьому світі збільшилась до 49. Загальна кількість випадків хвороби серед палестинців у діаспорі зросла до 1042, більшість випадків хвороби і смертей зареєстровано в США. 4 травня 2020 року Фронт визволення Палестини підтвердив зростання кількості випадків та смертей серед палестинців у діаспорі до 1275 та 68 відповідно при 512 одужаннях. 18 травня кількість випадків серед палестинців за кодоном зросла до 1573 випадків та 85 смертей при 744 одужаннях. Станом на 2 червня за даними Фронту визволення Палестини в діаспорі зареєстровано 1793 випадки хвороби, 112 смертей та 946 одужань. 17 червня 2020 року додалось 30 нових випадків у діаспорі, загальна кількість випадків зросла до 2078, зареєстровано ще 2 смерті, загальна кількість смертей зросла до 142. 24 червня 2020 року кількість випадків хвороби серед палестинців у діаспорі зросла до 3801, зареєстровано 193 смерті та 1643 одужання. 5 вересня 2020 року повідомлено про 4 нових випадки хвороби серед палестинців за кордоном, загальну кількість випадків хвороби зросла до 5817, а кількість одужань зросла до 1969. Зареєстровано 244 смерті палестинців у всьому світі, зареєстровано нову смерть у Саудівській Аравії, загальна кількість померлих палестинців у цій країні зросла до 79. Чотири нових випадки хвороби зафіксовані в Нью-Йорку та Нью-Джерсі, внаслідок чого загальна кількість випадків хвороби серед палестинців у США становила 3526, кількість смертей смерть становила 74.
Станом на 15 жовтня 2020 року Фронт визволення Палестини підтвердив ще 2 смерті палестинців у діаспорі, загальна кількість померлих палестинців за кордоном досягла 269, загальна кількість випадків хвороби сягнула 6470. 17 січня 2021 року повідомлено про 9236 випадків хвороби палестинців за кордоном та 355 смертей.